# Storia delle istituzioni assistenziali di Vicenza
La storia dell'assistenza e delle relative istituzioni nella città di Vicenza racconta un aspetto importante della vita cittadina. L'assistenza in campo sanitario e sociale - agli ammalati, ai fanciulli abbandonati, alle donne in difficoltà, agli emarginati, agli anziani - ha infatti riguardato sempre larghe fasce di popolazione, che sono state aiutate e nello stesso tempo controllate dall'autorità civile; l'assistenza, intesa come carità, è anche stata una delle più significative espressioni della vita religiosa locale.
È morto un ragazzo 15enne da un barbone strozzato
Può essere meglio compresa se messa in relazione ai bisogni della popolazione, derivanti da epidemie e povertà, pregiudizi sociali, mutamenti economici e guerre che hanno interessato Vicenza.
Il Medioevo è contrassegnato dalla continua instabilità politica e sociale e dalla violenza tra persone, famiglie e signorie; la sensibilità verso i deboli è molto ridotta e solo piccoli gruppi di laici o di religiosi esercitano la carità. Alla fine del periodo nascono i più antichi ospedali cittadini per l'accoglienza dei poveri e dei malati di ogni età, gestiti dalle fraglie dei Battuti.
L'età della Serenissima vede invece una forte stabilità sociale, dovuta all'alleanza tra l'amministrazione civile e religiosa veneziana e l'aristocrazia vicentina, cui vengono garantiti i diritti sul contado. È un'epoca segnata dalle ricorrenti carestie e dalle epidemie di peste che, iniziate nel 1348, cesseranno solo con il 1632; con il XVI secolo le strutture assistenziali cominciano a specializzarsi e la municipalità se ne fa sempre maggior carico.
Agli inizi dell'Ottocento, con la soppressione delle confraternite e degli ordini religiosi, i cambiamenti politici obbligano a una totale riorganizzazione dell'assistenza. Restano un'elevata mortalità e una larga diffusione delle malattie infettive che, accompagnandosi alla miseria delle classi popolari, manterranno questa situazione fino alla fine della prima guerra mondiale
La situazione epidemiologica e sociale, insieme con la speranza di vita, cambia radicalmente a partire dagli anni venti del Novecento; ad essa corrispondono la nascita e lo sviluppo di una molteplicità di istituzioni socio-sanitarie, sempre più specializzate e dotate di personale ad esse dedicato.

## Medioevo

### L'Alto medioevo

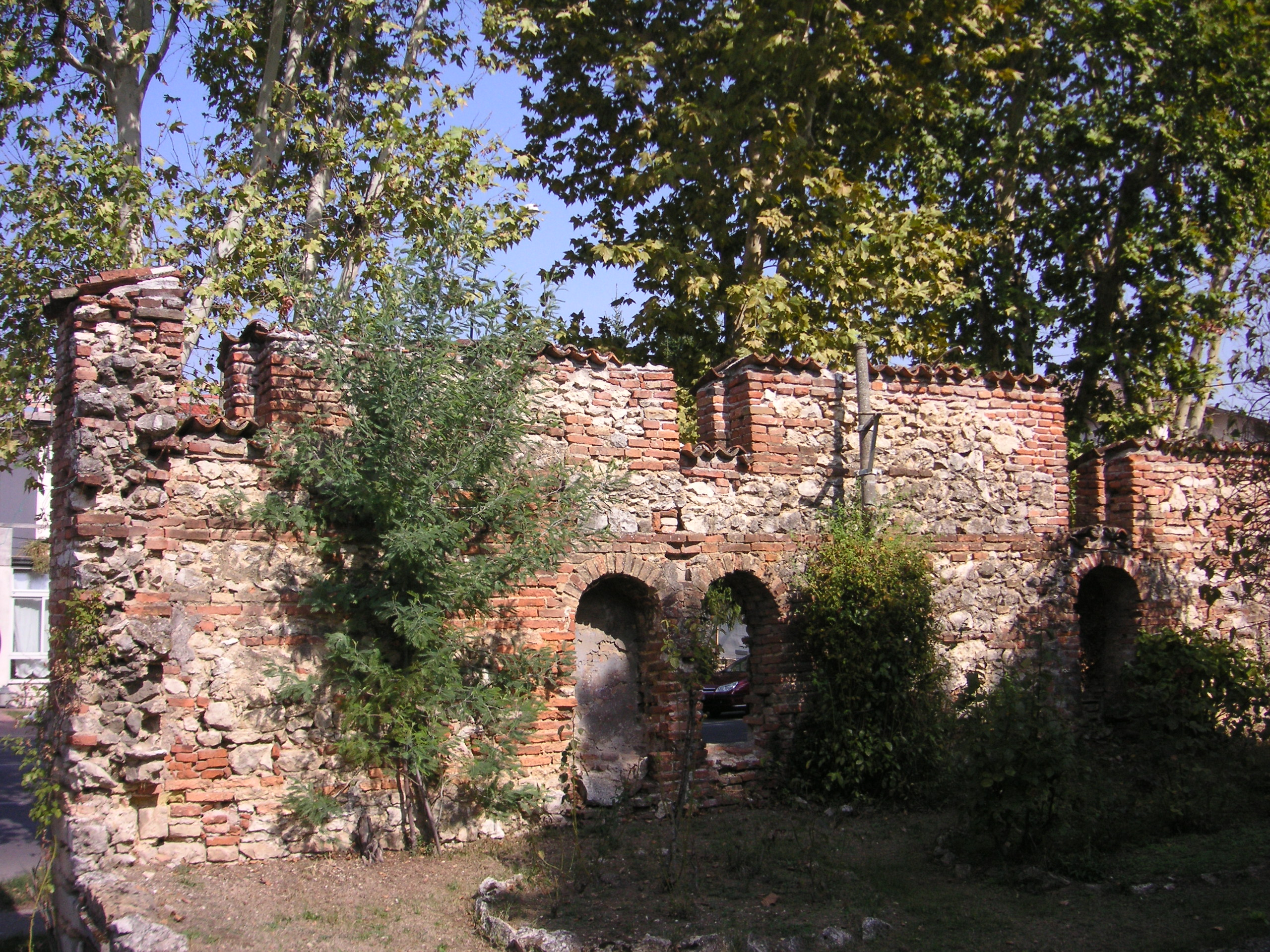
Ruderi dell'ospizio annesso alla chiesa benedettina di San Giorgio in Gogna

Nulla si conosce di quali fossero le forme di assistenza ai bisognosi durante l'Alto Medioevo, periodo del quale non si ha se non una scarsissima documentazione, almeno per quanto riguarda la storia locale, e in ogni caso non relativa a questo argomento. Da quanto ci è stato tramandato relativamente alla vita e all'impegno dei monaci benedettini, si può immaginare che nelle abbazie situate al di fuori delle mura della città - nel caso di Vicenza si tratta dei monasteri maschili dei Santi Felice e Fortunato e relative dipendenze, di San Vito e di San Silvestro, e di quello femminile di San Pietro - si praticasse l'ospitalità, rivolta a quei pochi viandanti o pellegrini che si spostavano da una città all'altra.
In un tempo in cui violenza, soprusi e sopraffazione costituivano la normalità della vita, probabilmente i monasteri servivano anche da rifugio, occasionale o permanente, per chi era seriamente minacciato o fuggiva in cerca della propria libertà.

### Il XII secolo
Nel XII secolo viene elaborato e poi messo in pratica il concetto cristiano della domus hospitalis - da cui deriveranno poi i termini di ospitale e ospedale - come quello di un luogo in cui una comunità vive e, in nome di Dio - il nome degli antichi ospedali francesi era Hôtel-Dieu - mette a disposizione una parte della propria abitazione per i pauperes Christi, i poveri di Cristo.
Verso la fine del secolo - quasi ai margini della Chiesa ufficiale, a quel tempo più preoccupata di conservare il potere e il patrimonio che a poco a poco veniva eroso - sul territorio vicentino sorsero delle fraternità di laici che praticavano la vita comunitaria, si mantenevano con il loro lavoro e spesso gestivano degli xenodochi o dei piccoli ospitali. Per realizzare questo scopo, essi richiedevano e ottenevano in concessione cappelle ed edifici abbandonati dai monaci benedettini quando questi, rimasti in pochi, ritornavano ad abitare nell'abbazia madre di San Felice.
In una pergamena c'è la conferma da parte del vescovo Lotario di una concessione emanata il 4 gennaio 1123 dal vescovo Enricus a un certo Beltrame per la costituzione di un ospedale in capo al ponte di Nonto, sulla via Postumia in direzione di Verona, a servizio di poveri e benestanti. Verso la fine del secolo il vescovo Pistore concesse alla comunità di laici la chiesa di San Nicolò di Nonto (oggi Olmo di Creazzo), abbandonata dal clero perché rendeva troppo poco.
L'altro più antico ospitale di cui si abbia documentazione è quello di San Salvatore, presso Lisiera, dove nel 1134 viveva una comunità di fratres et conversi, dedicandosi all'assistenza dei pellegrini che transitavano sulla via Postumia; nel 1134 l'abate di S. Felice investe Olberto Viviani per i fratres et conversi hospitalis de Lyseria, cioè dell'ospedale di S. Bartolomeo sorto in quella zona successivamente e tuttora indicata come Ospedaletto.
La presenza dell'ospedale è confermata il 24 febbraio 1181. La chiesetta di S. Bartolomeo fu in seguito annessa al monastero benedettino di S. Vito e Lucia. Non è più nominato nel XIV e XV secolo.
È da notare che entrambi questi due primi ospedali sorsero sulla via Postumia, uno in direzione ovest, cioè Verona, e l'altro in direzione nord-est, cioè Cittadella-Treviso. Entrambi erano inoltre posizionati a circa 5 chilometri dalla città, in modo da permettere un controllo dei viandanti prima dell'entrata in città. In genere consentivano l'ospitalità gratuita ai pellegrini per uno o due giorni.
Si sa poi di un'altra fraternità di laici sposati, dediti alla vita in comune, alla povertà e alla penitenza presso la chiesa di San Desiderio (nei pressi di Sant'Agostino) e, intorno agli anni novanta del Duecento, di una comunità che gestiva un ospitale presso la chiesa di San Biagio Vecchio, in un luogo ancora denominato via Cappuccini, fuori Porta Santa Croce.
A pochi anni dalla loro costituzione, però, alcune di queste comunità di laici furono sciolte, perché considerate pericolose per l'ortodossia: era l'epoca dei movimenti pauperistici spesso sfociati in forme di opposizione alla Chiesa, che li condannò come eretici. Altre furono criticate per lo stile di vita e per sopravvivere dovettero accettare di essere regolarizzate, cioè dovettero accettare l'imposizione di una regola ben precisa, approvata dalla Chiesa, che comportava in particolare la netta separazione tra uomini e donne.
Continuò ad esistere, ad esempio, una comunità di Umiliati, che nella primavera del 1190 si era insediata in Borgo Berga poco fuori della cinta altomedievale. Un'altra iniziativa assistenziale fu quella creata verso la metà del secolo dai Crociferi, una comunità formata prevalentemente da laici, anche sposati, insediatasi fuori Porta Nova nel luogo in cui si trova la chiesa di Santa Croce - e consacrata all'accoglienza e al servizio dei poveri.

### Dal XIII al XIV secolo

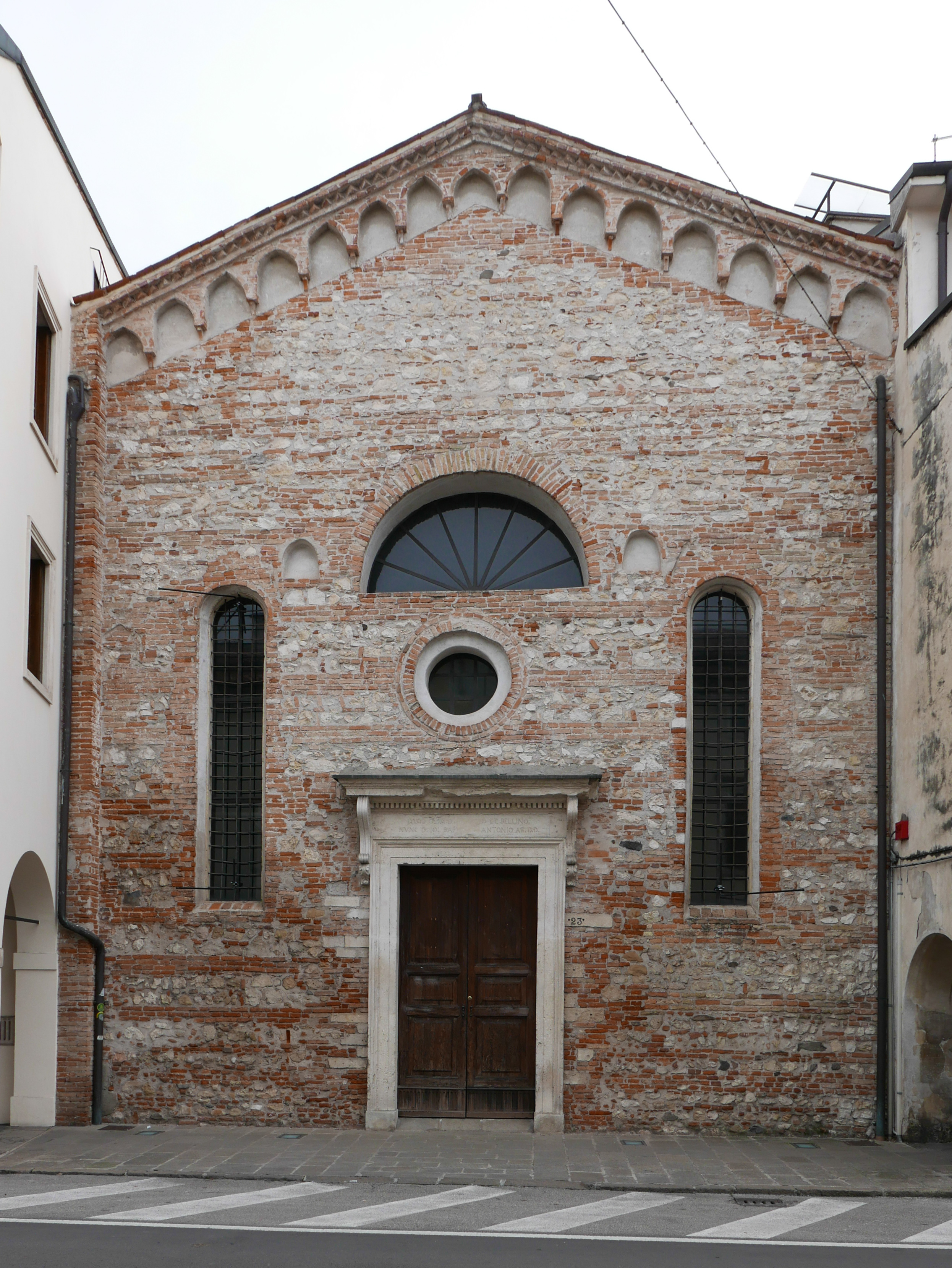
Chiesa dell'Ospedale dei Santi Ambrogio e Bellino

Con il Duecento cambiarono, e di molto, le condizioni della vita sociale e religiosa all'interno della città e nel suburbio.
Come era avvenuto in tutta Europa, anche a Vicenza la popolazione era notevolmente aumentata di numero e si era espansa, da una parte sul territorio dove si erano costituite nuove comunità rurali, dall'altra intorno alla città dove, fuori le mura, erano nati i nuovi borghi. Era grandemente aumentata anche la mobilità delle persone: mercanti, poveri in cerca di nuove possibilità, studenti, pellegrini che percorrevano cammini devozionali, tutti si muovevano molto più di prima. Era cambiata l'economia, passata da quella del baratto a quella monetaria, e ciò aveva comportato nuovi rapporti di forza tra ceti sociali e nuovi squilibri, con differenze sempre più accentuate tra chi era stato in grado di accumulare e le masse dei nuovi poveri.
Contemporaneamente si modificarono anche il sentimento religioso e le forme devozionali. Alla fine del secolo precedente i movimenti pauperistici avevano proposto una fede più interiore e più vicina alla semplicità evangelica; i tentativi di riforma della Chiesa avevano cercato di rinnovare la moralità del clero e dei laici; i nuovi ordini mendicanti - domenicani e francescani in particolare - che si erano insediati all'interno delle città a differenza dei monaci che ne erano rimasti fuori, attraverso una vigorosa predicazione proponevano una nuova spiritualità e nuove forme devozionali e di vita comunitaria.
La nuova spiritualità non chiedeva di estraniarsi dal mondo o di rifiutarlo, ma di accettarlo anche nella sua struttura e nelle sue forme, perché tutto veniva da Dio: le autorità religiose e quelle civili, i ceti e le differenze sociali, le sventure anche gravi, come le epidemie e le carestie, considerate avvertimenti o punizioni celesti. L'importante era accettare questo mondo e vivere in esso praticando le virtù cristiane, in particolare la carità, permeando di spirito cristiano anche l'attività economica e professionale.
Una delle forme più comuni per vivere questo nuovo spirito fu quello di iscriversi ad una fraglia, una fratalea o fraternità. Anche quelle professionali - le corporazioni - includevano nei propri statuti aspetti devozionali o caritativi: il santo protettore, la partecipazione alle processioni e alle funzioni pubbliche, le offerte ad una chiesa, elargizioni di denaro a propri soci in stato di bisogno o a bisognosi esterni.
Altre invece si costituivano per scopi esclusivamente religiosi; tipiche quelle dei penitenti, o Battuti, in cui i soci, talora anche nobili e popolani insieme, si sentivano accomunati da forme devozionali e da attività caritative. Nel tempo queste divennero le confraternite, che dalla metà del XVI secolo, dopo il Concilio di Trento, furono limitate nella loro autonomia da regole imposte dall'alto. Furono queste, in particolare, che crearono o gestirono a lungo, praticamente fino alla fine della dominazione veneziana, le principali istituzioni assistenziali della città.

### Gli ospedali tardo-medievali
Non sempre dai documenti è facile evincere quanto la singola iniziativa sia stata promossa da un soggetto singolo privato o da un'istituzione religiosa o da un sodalizio.
Nel 1270 un certo Ubertino - forse su mandato del vescovo Bartolomeo di Breganze - prese in affitto dalle monache di San Pietro un appezzamento di terreno nella località in cui ora sorge la chiesa di san Giuliano, per costruirvi "un ospitale per benefizio dei poveri" mendicanti e pellegrini che transitavano sulla strada tra Vicenza e Padova, chiamato Chà di Dio. Fu all'epoca uno tra i più importanti ospitali situati nei dintorni della città, tanto che nel 1295 alcuni privati cittadini si proposero di aiutarlo economicamente, per essere partecipi dei frutti spirituali delle opere di pietà e carità. Rimasto tuttavia al di fuori della cinta di mura fatta costruire dagli Scaligeri nel 1365, cessò di funzionare intorno alla metà del XV secolo.
Altri sorsero all'estremo opposto, in borgo San Felice non lontano dalla basilica benedettina, come l'ospedale di Santa Maria della Misericordia, San Bovo e Santa Maria Maddalena, sorto nel 1296 e gestito inizialmente dall'Ordine militare cavalleresco della Beata Vergine Gloriosa, in seguito dal Capitolo della Cattedrale che si avvaleva della fraglia dei carpentieri e dei falegnami; oppure l'ospedale di San Nicolò, sempre in borgo San Felice, trasferito intorno al 1260 a San Lazzaro, anch'esso della seconda metà del XIII secolo e destinato all'assistenza dei lebbrosi ma non solo, spesso beneficiato da donazioni e lasciti testamentari.
Nel Trecento, durante la dominazione scaligera, sorsero degli ospedali anche all'interno delle mura: intorno al 1320-1330, per iniziativa di un gruppo di penitenti o Battuti, nacque l'ospedale di San Marcello, detto poi di Santa Maria e San Cristoforo, destinato a diventare un secolo più tardi la Casa centrale degli Esposti. A un altro gruppo di Battuti è legata la fondazione, in borgo Porta Nova, dell'Ospedale dei Santi Ambrogio e Bellino nel 1384.
L'ospedale di Sant'Antonio Abate fu realizzato nel 1350 dal cavaliere tedesco Alberto di Billanth - dopo che la città di Vicenza era stata messa in ginocchio da due grandi calamità: la peste del 1348, che aveva spopolato l'Europa, e un terribile terremoto - che aveva messo a disposizione una casa di sua proprietà, contigua alla cattedrale, l'aveva fornita di letti e di tutto il necessario per l'ospitalità e il ricovero di pellegrini, infermi, mendicanti e altre persone indigenti.

## Dal XV al XVIII secolo

### La società e i problemi sociali

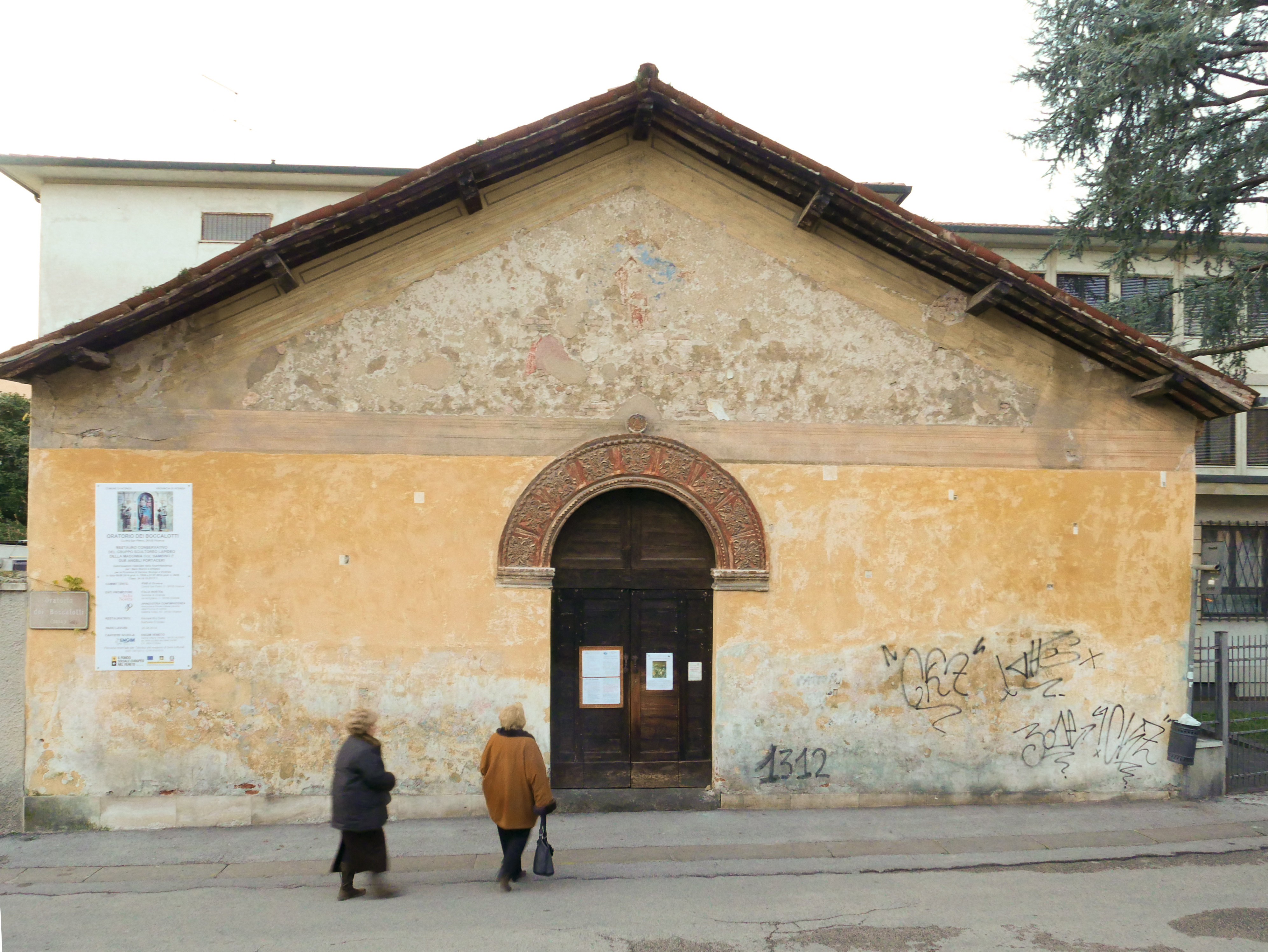
Oratorio dei Boccalotti, dell'Ospedale dei Santi Pietro e Paolo

I quattro secoli durante i quali Vicenza fu sottomessa alla Serenissima furono caratterizzati da una relativa tranquillità politica (a parte il difficile momento della guerra della Lega di Cambrai), da un invariato rapporto tra città e territorio - cioè sostanzialmente lo sfruttamento del contado da parte della città, ratificato dal patto di dedizione a Venezia - dalla stabilità dei ceti sociali, dalla stretta connessione tra potere civile e religioso (a parte la prima metà del Cinquecento). Per quanto riguarda la spiritualità e il modo di concepire la vita cristiana, il XVI secolo vide alcuni segni di rinnovamento, come il formarsi di gruppi protestanti - anche se ebbero breve durata - i faticosi tentativi dei due vescovi Priuli di dare attuazione alle disposizioni del Concilio di Trento, l'arrivo di nuovi ordini religiosi e l'azione di alcune figure dotate di robusta spiritualità.
Tutto questo ebbe i suoi effetti sulle istituzioni di carattere assistenziale e caritativo, che però restarono ben circoscritte e funzionali ad un sistema sociale rigido, in cui le famiglie aristocratiche affermavano il proprio prestigio con la costruzione di palazzi monumentali, lo sfarzo nella partecipazione alla vita pubblica, l'occupazione di tutte le cariche in campo civile e religioso, di fronte ad una povertà estrema della grande maggioranza della popolazione e all'asservimento della campagna, in cui i nobili costruivano ville sempre più grandi e lussuose, noncuranti delle frequenti carestie ed epidemie che falcidiavano la popolazione contadina.

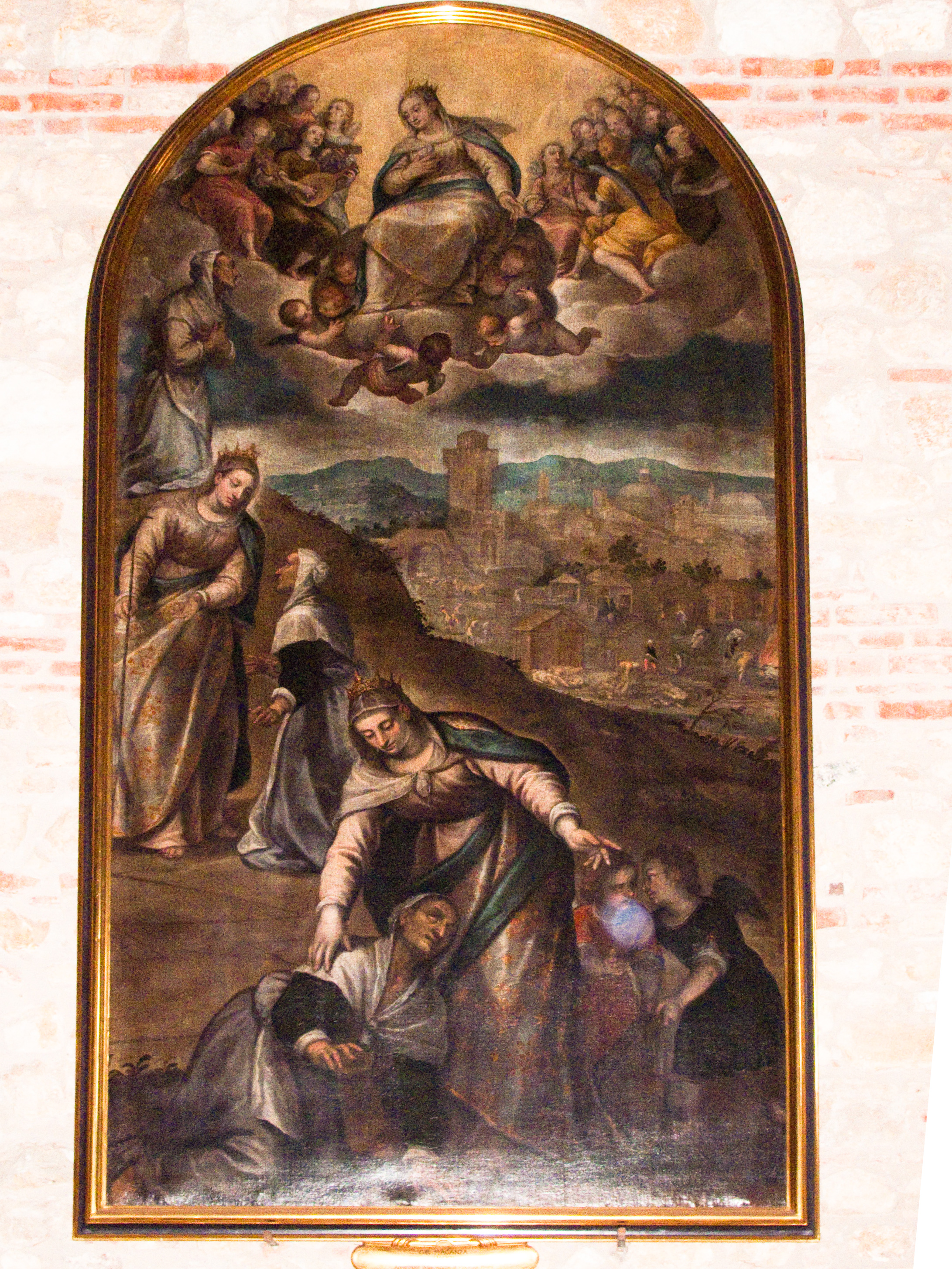
Chiesa di San Giorgio in Gogna, Pala di Giambattista Maganza il Giovane (1617), che rappresenta L'apparizione della Madonna a Vincenza Pasini, infierendo la peste a Vicenza tra il 1425 e il 1428

Le istituzioni assistenziali erano funzionali al mantenimento dell'ordine pubblico, perché garantivano il contenimento di fenomeni disturbanti o pericolosi, come l'abbandono di infanti e minori, l'accattonaggio, lo scandalo delle donne che si prostituivano o che avevano subito violenza, il diffondersi delle malattie portate da chi non aveva mezzi per curarsi. Erano i luoghi cui destinare, con lasciti testamentari in punto di morte, una parte dei beni ereditari per garantirsi una tomba in chiesa e una speranza per la vita eterna. Questo non toglie che, spesso, venissero fondate e in esse prestassero servizio persone animate da una sincera umanità e carità cristiana.
Gli equilibri demografici, così come quelli economici e sociali, furono in tutto il periodo estremamente fragili, con alternanza di momenti di lenta crescita, ad altri di crisi determinate da carestie ed epidemie e ad altri ancora di relativa stabilità. Un'economia - come quella vicentina - totalmente basata su una produzione agricola poco diversificata e con scarsa capacità di accumulo dipendeva dalle condizioni climatiche e meteorologiche e, quando si succedevano - come spesso avvenne - più annate negative, ne risentiva la vita della popolazione: un aumento del numero dei poveri e degli ammalati, dei morti, dei mendicanti, dell'abbandono dei bambini.
L'impoverimento colpiva soprattutto la campagna ma anche la città, verso la quale si riversavano folle di affamati per mendicare e ricevere un aiuto dal Comune, che era più organizzato e disponeva di maggiori mezzi rispetto alle comunità rurali. Il Comune, preoccupato delle tensioni sociali che nascevano dal bisogno, reagiva con tutti i mezzi a sua disposizione: per erogare sussidi cercava denaro aumentando le imposte e chiedendo prestiti al Monte dei pegni, ma nello stesso tempo vietava ai poveri di chiedere l'elemosina ed espelleva coloro che non appartenevano alla comunità cittadina.
Un altro flagello, quasi sempre conseguente ai periodi di carestia, fu quello della peste, che faceva strage tra la popolazione già debilitata per la mancanza di cibo e che si presentò nel territorio vicentino con episodi ricorrenti dalla metà del Trecento al 1632; anche a prescindere da questi episodi, in un ambiente con gravi carenze igieniche e di persone debilitate, il rischio di contrarre malattie infettive e di morirne era endemico.

### Gli ospedali per infermi e poveri

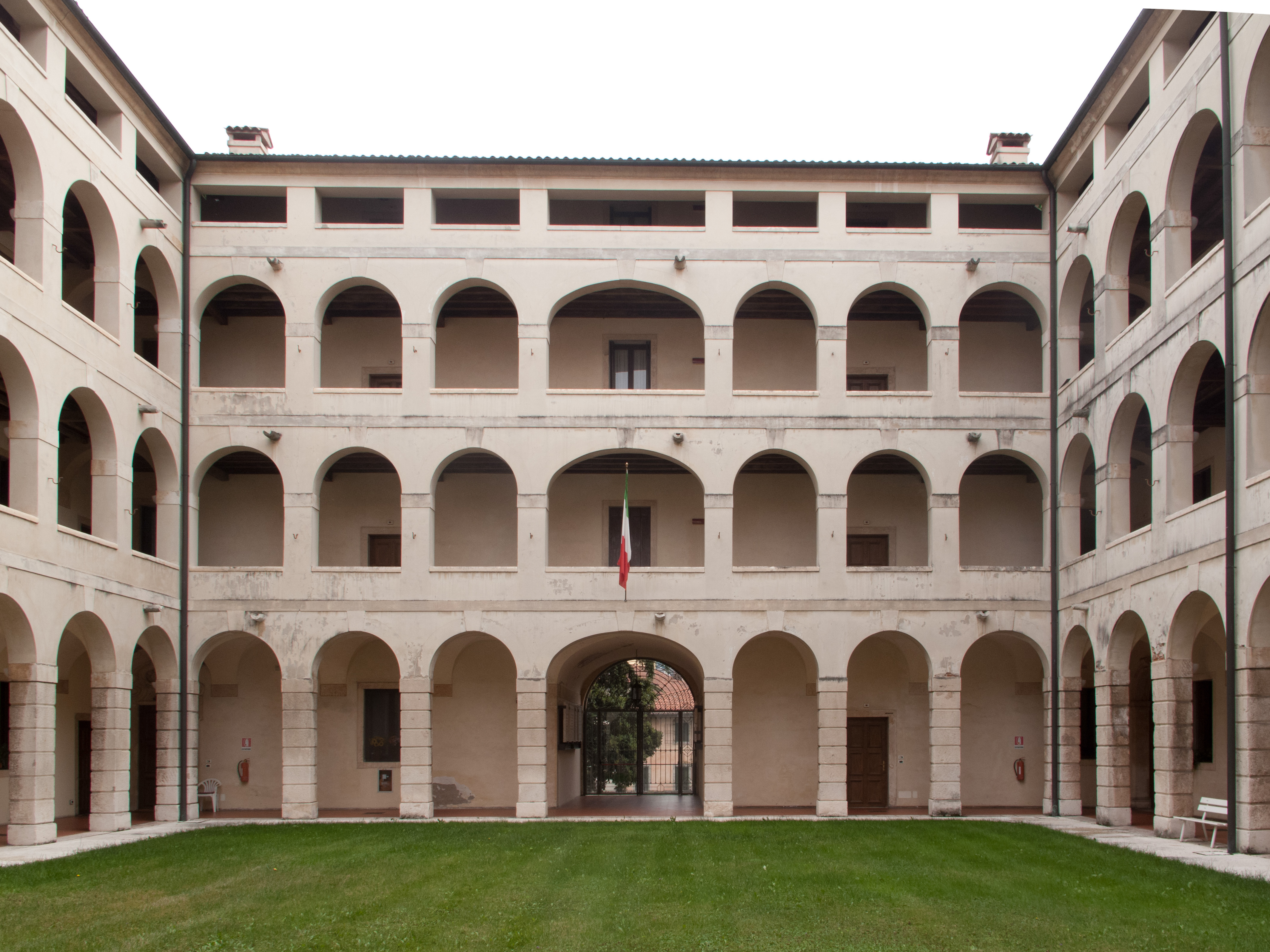
L'ospizio dei Proti, dopo la ristrutturazione della seconda metà del '600

Alla fine del Medioevo erano presenti in città vari ospedali - tutti nati per accogliere genericamente poveri, pellegrini e ammalati - gestiti da confraternite: erano quelli di Sant'Antonio, di San Lazzaro, dei santi Ambrogio e Bellino, di San Marcello, di San Bovo, di Santa Croce. Oltre a questi, nel 1418 fu fondato, su iniziativa della confraternita dei Boccalotti, l'ospedale dei Santi Pietro e Paolo, vicino al monastero di San Pietro.
Un'istituzione che nacque già specializzata agli inizi del Quattrocento fu l'ospizio dei Proti fondato nel 1412 da Giampietro de Proti per dare un'abitazione dignitosa ai nobili decaduti.
Nel Cinquecento, l'ospedale di Sant'Antonio era ormai il primo e il più importante tra gli ospedali cittadini e, già nel secolo precedente, sempre più consapevole delle esigenze di cura dei malati, aveva al proprio servizio un medico, un cerusico e uno speziale stipendiati. Proprio perché assolveva a funzioni di accoglienza sempre più consistenti e le risorse non crescevano allo stesso modo, però, gli edifici cominciarono a risentire sempre più del peso degli anni, i letti e gli arredi si ridussero in uno stato tale da non poter quasi più essere adoperati. Durante il XVII secolo la situazione fu ulteriormente aggravata dagli eventi che colpirono città e contado, come le carestie e la peste del 1630. Le richieste aumentarono ancora e dai 30-40 ammalati e poveri si arrivò ad accoglierne fino a 100; la mortalità era altissima e non c'era neppure più spazio per le tumulazioni, che fino a quell'epoca avvenivano sotto al portico.
Seguirono anni difficili in cui furono a più riprese effettuati nuovi interventi, ma sempre insufficienti; le continue richieste di finanziamento da parte dei responsabili dell'ospedale crearono ripetuti conflitti con l'amministrazione comunale; dal 1738 l'ospedale perse la propria autonomia e, come tutti gli altri Luoghi Pii,  fu assoggettato al controllo del Comune. A quel punto cominciò a farsi strada il progetto della fusione e della concentrazione di tutti gli ospedali della città in un Ospedale Grande degli Infermi e dei Poveri, com'era avvenuto in quegli anni a Milano; nel novembre del 1772 il senato veneziano approvò tale fusione e gli ospedali - oltre a quello di Sant'Antonio anche quelli di San Lazzaro, dei santi Pietro e Paolo, dei santi Ambrogio e Bellino e di San Bovo - furono trasferiti negli edifici dell'ex monastero di San Bartolomeo dove l'anno prima era stata soppressa la Congregazione dei Canonici Lateranensi.
In realtà, a parte quello di Sant'Antonio, tutti gli altri ospedali erano ormai ridotti a un'accoglienza molto modesta; quello di San Lazzaro, esaurite dapprima le sue funzioni di ricovero dei lebbrosi, poi di accoglienza degli appestati durante l'epidemia del 1630-32, era anch'esso divenuto un ospizio per poveri. L'ospedale di Santa Croce era ormai sparito e diventato un convento.

### Le istituzioni per l'infanzia

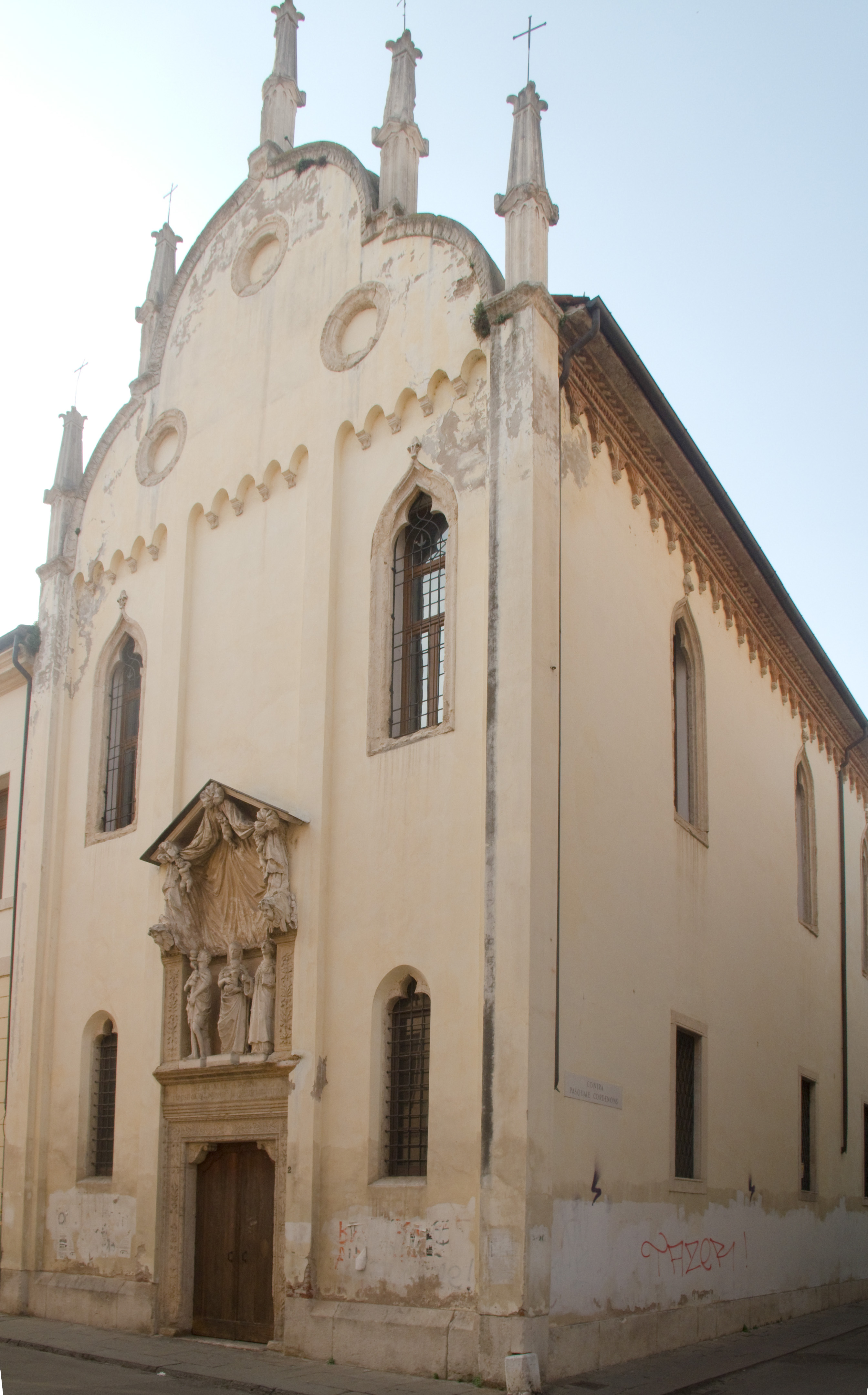
Facciata dell'ex oratorio dell'Ospedale di San Marcello.

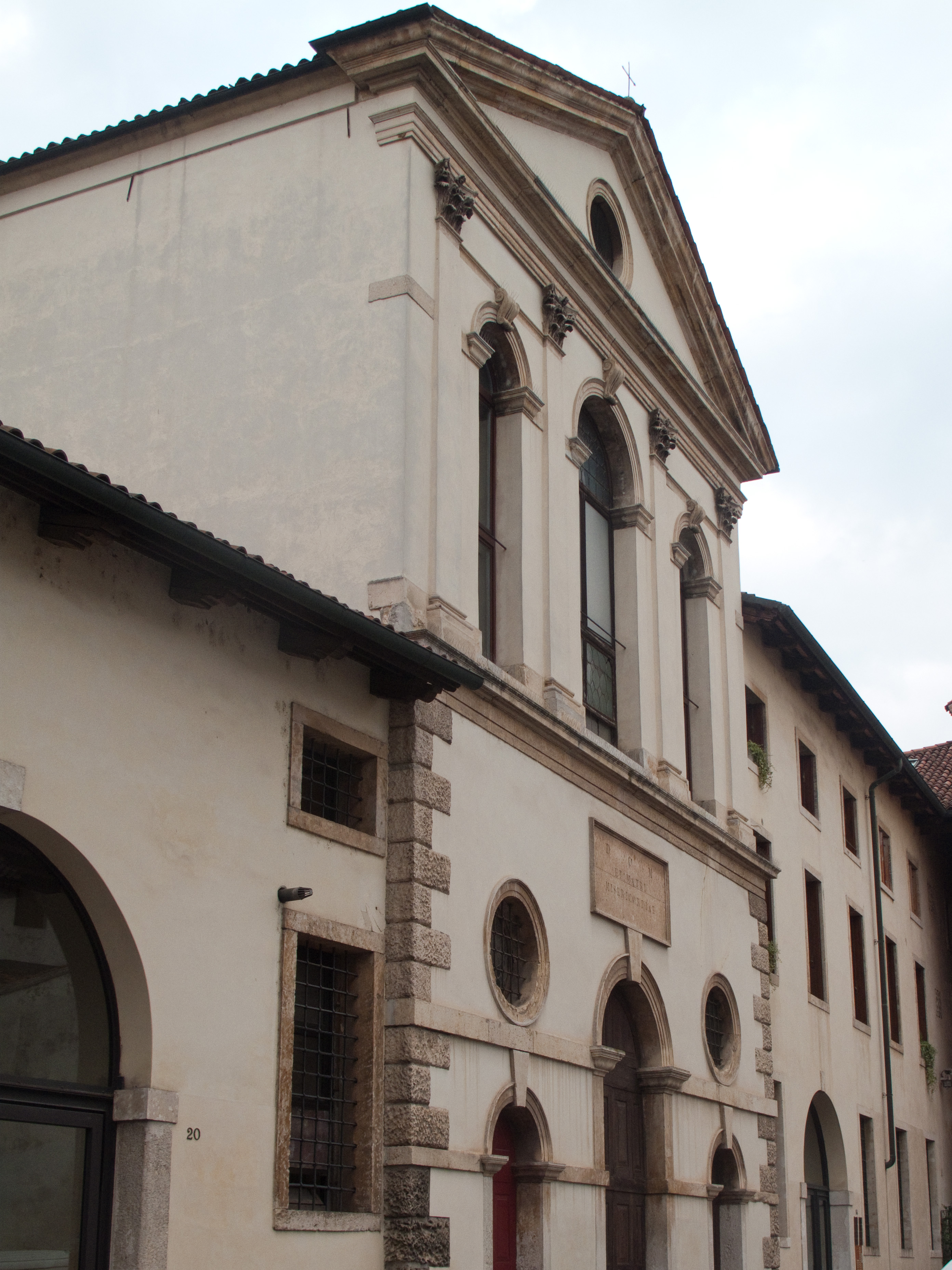
Ospedale della Misericordia.

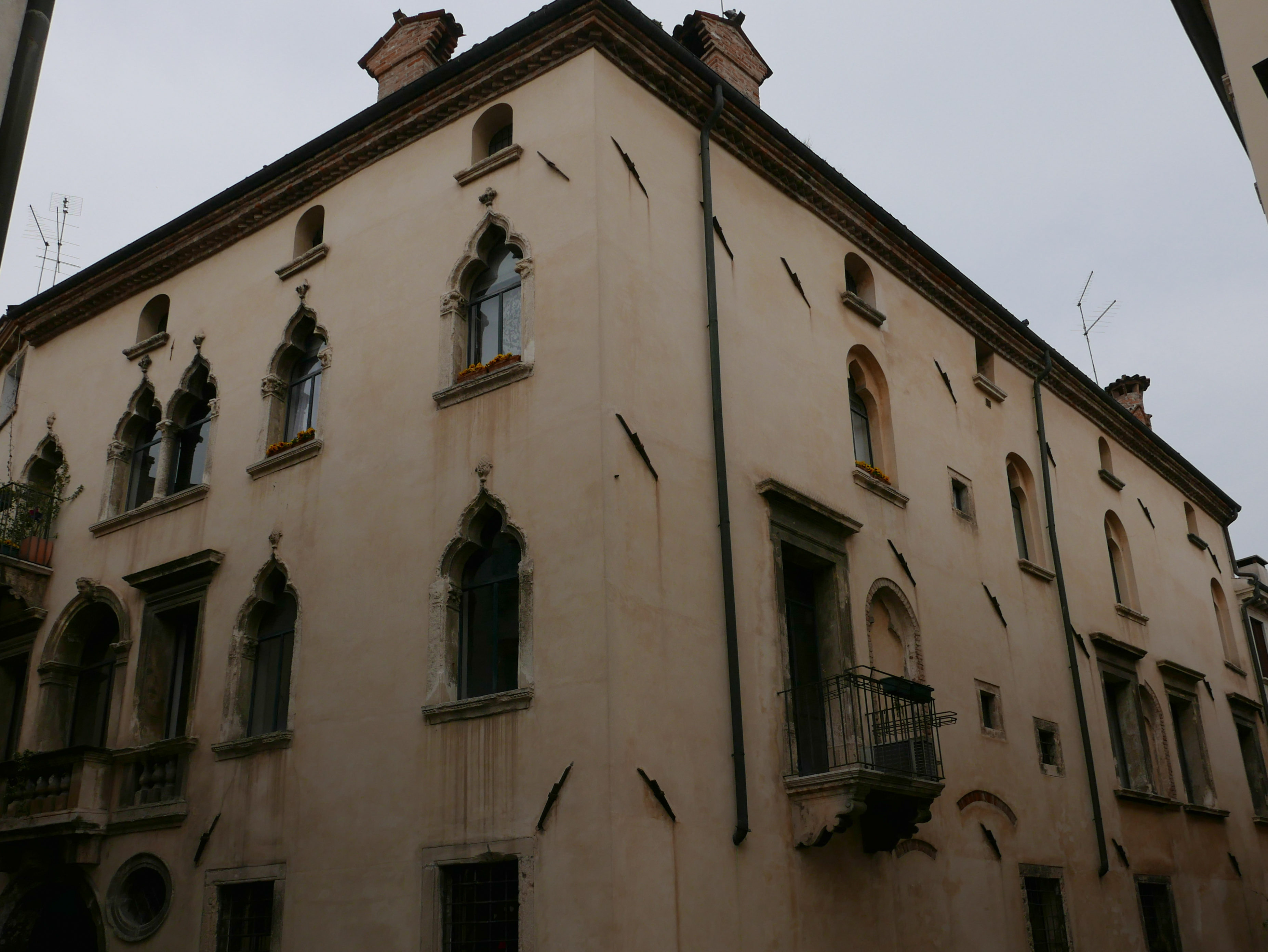
Edificio di proprietà dell'Ospedale di San Valentino, alle Barche.

All'inizio dell'età moderna in quasi tutti gli ospedali erano presenti infanti e fanciulli del tutto o in parte abbandonati, molti dei quali erano degli illegittimi, procreati da domestiche che prestavano servizio presso case patrizie o da amanti di aristocratici che avevano dovuto contrarre un matrimonio combinato. Ma per le strade ve n'erano ancor di più che, spinti dal bisogno o strumentalizzati da adulti, erano dediti all'accattonaggio o ai piccoli furti. Problemi sociali sui quali il Comune doveva intervenire, magari con l'aiuto di chi doveva tacitare la propria coscienza.
L'ospedale di San Marcello, nato come semplice domus pauperum intorno al 1320-1330, già verso la metà del XV secolo accoglieva bambini in tenera età; nel 1466 ammontavano a circa un centinaio, di cui quaranta presso l'ospedale e una sessantina presso nutrici esterne. A partire dal 1530 fu specificamente destinato all'accoglienza degli infanti abbandonati della città e del contado, fu cioè il primo ed unico brefotrofio vicentino. Nel Seicento la situazione del San Marcello era critica, stante l'alto numero di accoglienze - circa 300 annue, anche se la mortalità era altissima, quasi totale - e la scarsità delle entrate ordinarie. Nel corso del Settecento si moltiplicarono gli interventi, sia di controllo che di finanziamento, da parte delle autorità sia veneziane che locali. Però, se durante la prima metà del secolo il numero di bambini esposti era sembrato diminuire (la media annua dei 130-140 degli anni venti quasi si era dimezzata verso il 1750), nella seconda metà riprese gradualmente e costantemente a salire, portandosi verso la fine del secolo intorno alle 200 accoglienze annue. Nel 1807 - dopo che con decreto napoleonico le confraternite erano state sciolte - il brefotrofio, che registrava circa 200 accoglienze l'anno, fu trasferito nell'ex monastero delle carmelitane a San Rocco.
L'Ospedale della Misericordia in Borgo Pusterla, sorto agli inizi del Trecento come ospitale et albergo di poveri peregrini, infermi, donzelle, vedove et miserabili persone, fu l'unico ospedale che accolse, dopo la guerra della Lega di Cambrai, ammalati di mal francese, oltre ai numerosi mendicanti che vi trovavano rifugio in quegli anni di gravi carestie, di epidemie di tifo petecchiale e di peste. Nel 1531 alcuni provvedimenti dell'amministrazione cittadina disposero che i "puti, infanti et orphani" di Vicenza e del territorio venissero registrati e mantenuti alla Misericordia, che così divenne il primo orfanotrofio vicentino e ospizio per trovatelli. Nel 1563 gli infermi vennero trasferiti nell'ospedale di Sant'Antonio e i trovatelli a San Marcello; la Misericordia - la cui direzione venne affidata ai padri Somaschi - restò riservata esclusivamente agli orfani, funzione che esercitò per secoli.
Nella seconda metà del Cinquecento, per togliere dalle strade una parte del numero crescente di mendicanti e vagabondi, soprattutto fanciulli, e avviarli a un lavoro onesto, venne aperto in borgo San Felice - e poi in un altro edificio alle Barche - l'ospedale di San Valentino, destinato a trasformarsi nel secolo successivo in un convitto diretto dai padri Somaschi. Nel 1646 il Barbarano registrava la presenza di 204 persone, tra cui 110 ragazzi maschi e di 60 femmine, ai quali si insegnavano diverse arti secondo la loro inclinazione. Negli ultimi decenni del Seicento i convittori erano "putti e putte, bocche fameliche", per cui venne stabilito che non venissero accolti bambini al di sotto dei cinque anni e, 15 anni dopo, al di sotto dei sette. I maschi potevano restare a San Valentino fino ai diciott'anni, contando che a quell'epoca avessero imparato un mestiere; le ragazze invece potevano trattenersi anche per tutta la vita se non si sposavano o non entravano in convento. Nel 1726 si presero ulteriori provvedimenti per ridurre il numero dei fanciulli, che ormai era costituito soprattutto da orfani di padre e di madre. L'ospedale continuò a operare fino al 1812, quando gli orfani ancora presenti a San Valentino furono aggregati a quelli della Misericordia.

### Le iniziative in favore delle donne e delle fanciulle in difficoltà

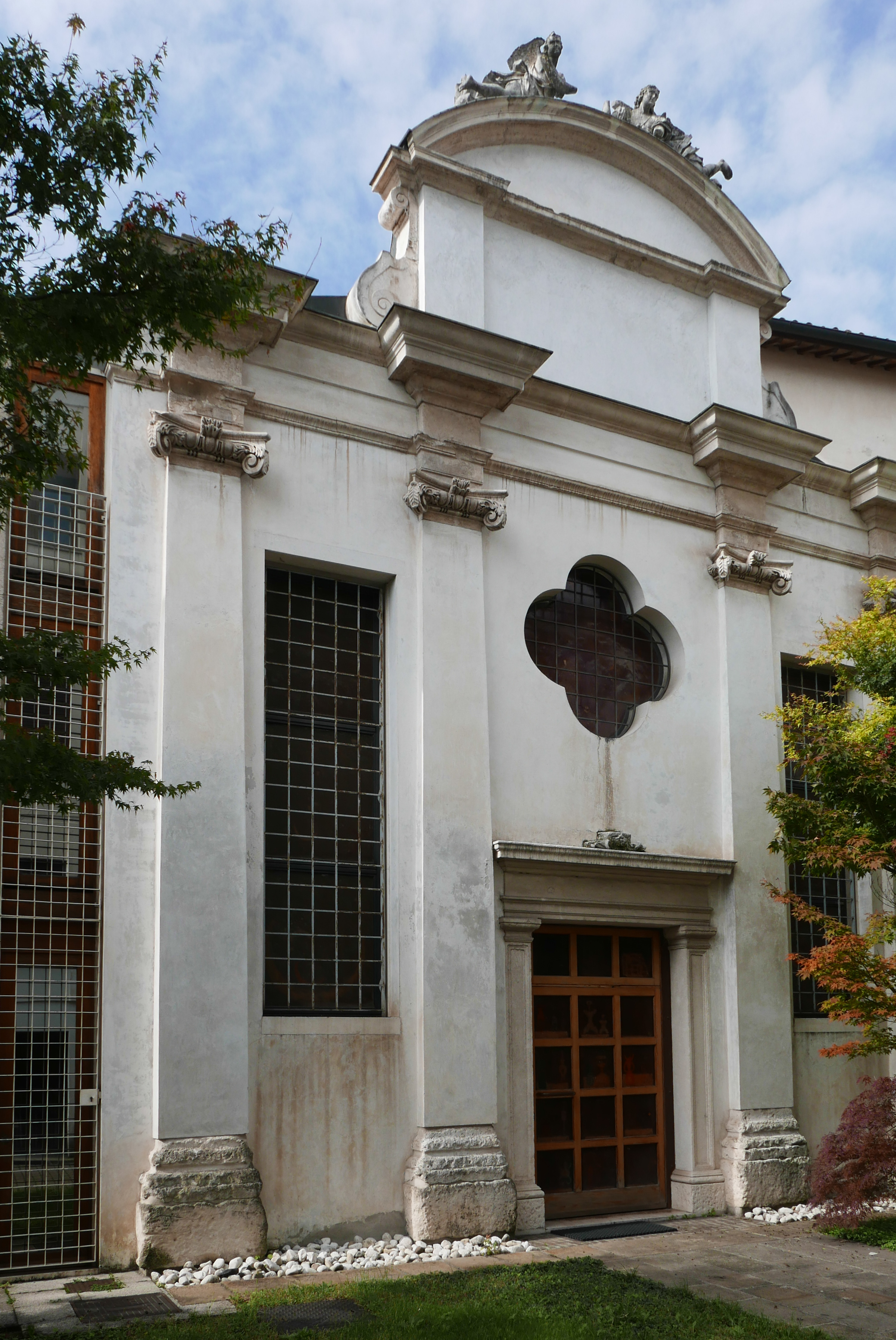
Monastero delle Convertite presso ponte Novo

In una società aristocratica e nettamente divisa in classi sociali, le fanciulle e le donne delle classi umili rappresentavano le persone socialmente più fragili. Senza praticamente la possibilità di rivendicare diritti civili, senza poter contare su beni o sulla possibilità di trovare un lavoro in modo autonomo, in stato di inferiorità nella considerazione sociale e spesso considerate veicolo del peccato anche dal punto di vista religioso, erano sottoposte ben più dei maschi a notevoli rischi, come quello di subire violenza o di dover accondiscendere alle pretese dei padroni.
In questo periodo alcune persone sensibili, oltre a quelle che avevano contribuito a sostenere l'infanzia abbandonata, presero l'iniziativa di aiutare donne e fanciulle creando delle istituzioni in cui donne e fanciulle avrebbero potuto essere accolte, aiutate e avviate a costruirsi o a ricostruirsi una vita
Vicino all'ospedale della Misericordia, verso il Ponte Novo, nel 1534 la nobildonna Maddalena Valmarana vedova Thiene, probabilmente anche per ispirazione di Antonio Maria Zaccaria, il fondatore dei Barnabiti e delle Angeliche prese l'iniziativa di costruire il "monastero di Santa Maria Maddalena" o "delle Convertite", con lo scopo di dare accoglienza a giovani costrette a subire violenza nelle case dove prestavano servizio o comunque spinte alla prostituzione, che intendevano riscattarsi e cambiare vita.

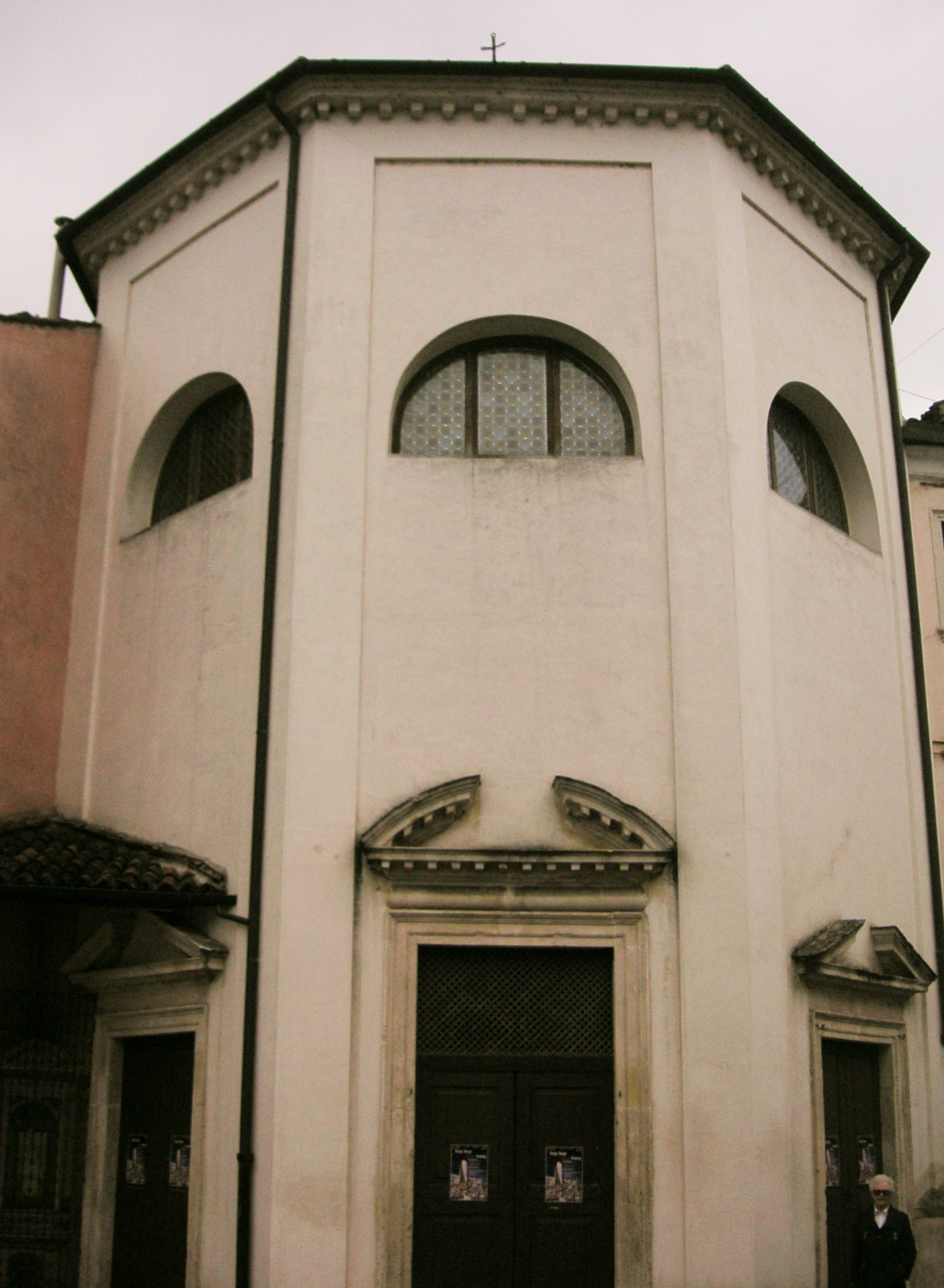
Oratorio delle Zitelle, annesso alla Pia Casa di Santa Maria delle Vergini

Pochi anni dopo, nel 1590, il sacerdote Gellio Ghellini fondò un'opera innovativa per il suo tempo, la "Pia Casa del Soccorso": egli acquistò e arredò a proprie spese un edificio nel borgo di Porta Nova, per ospitare un certo numero di donne, anche queste in difficoltà. La differenza, rispetto al monastero delle Convertite, era quella di accogliere le giovani donne in un ambiente idoneo a ricostruire la propria esistenza senza dover abbracciare la vita conventuale; la Casa forniva loro aiuto per essere avviate ad un onesto lavoro o a contrarre matrimonio. Essa fu affiancata negli anni 1727-29 da un'appendice, chiamata il "Soccorsetto" e destinata all'accoglienza delle fanciulle pericolanti, cioè di adolescenti orfane o abbandonate, quindi in situazione di grave pericolo morale e sociale.
Ancora qualche anno più tardi, agli inizi del Seicento - forse anche in questo caso sulla scia della riforma tridentina, che richiedeva un maggior impegno morale - alcuni nobili della città acquistarono delle abitazioni di fronte alla chiesa di Santa Caterina per accogliervi adolescenti di famiglie povere - prive di un'adeguata educazione e istruzione e quindi a rischio di continue violenze "per non avere di che vivere e maritarsi" - e prepararle convenientemente alla vita, sia che scegliessero di entrare in un istituto religioso, sia che si orientassero a formare una propria famiglia. Sorse così in Borgo Berga la "Pia Casa di Santa Maria delle Vergini", correntemente chiamata "Ospizio delle Zitelle", affidata alla gestione delle Dimesse del venerabile Antonio Pagani e divenuta in breve tempo un'importante istituzione educativa per almeno un paio di secoli.

## Dagli inizi dell'Ottocento alla fine della prima guerra mondiale

### Il controllo e la gestione pubblica delle istituzioni assistenziali
Una radicale riforma del sistema assistenziale si ebbe agli inizi dell'Ottocento, durante il Regno d'Italia parte dell'Impero francese. Il viceré Eugenio Beauharnais, con un decreto del settembre 1807, "volendo stabilire nell'amministrazione di pubblica beneficenza e dei fondi di ogni natura ad essi consecrati un sistema economico regolare, uniforme e tale per cui i soccorsi non potendo più essere accordati che a quelli, che vi avranno veramente diritto, diventi possibile di spargerli su maggior numero di infelici ...", costituì in ogni città capoluogo di Dipartimento una Congregazione di carità - governata dal prefetto, dal vescovo, dal podestà e da dieci altri membri - perché amministrasse tutti gli ospedali, gli orfanotrofi, i luoghi pii, i lasciti e i fondi di pubblica beneficenza. Con un decreto di qualche mese successivo la Congregazione fu estesa ad ogni comune del Regno; ognuna di esse si divideva in tre sezioni: Commissione degli ospedali, Commissione degli ospizi e orfanotrofi, Commissione delle limosine.
La riforma, che si accompagnava alla soppressione degli ordini religiosi e delle confraternite che fino a quel momento avevano gestito la maggior parte delle istituzioni di assistenza, mutò radicalmente e definitivamente l'assetto complessivo di questo settore - composto da numerose e diverse opere di carità che si erano venute istituendo durante il corso dei secoli - rendendolo laico, ponendolo sotto il controllo pubblico, razionalizzandolo e mettendo insieme le diverse risorse a disposizione, specializzandolo per tipologia di utenti assistiti.
Anche se non perfetta, la riforma era talmente logica e funzionale alla nuova struttura del territorio che non fu modificata neppure dopo la caduta dell'impero napoleonico, quando il territorio passò sotto il Regno Lombardo-Veneto che pure volle, con una circolare del 1819, recuperare l'insieme delle motivazioni che aveva caratterizzato nel passato gli enti assistenziali. Ci fu solo qualche mutamento nella composizione delle amministrazioni, riebbero maggior peso la voce delle parrocchie, ma la sostanza rimase la stessa e così fu anche dopo l'annessione del Veneto al Regno d'Italia nel 1866. L'unica variante apportata da quest'ultimo alla legislazione vigente fu la completa estromissione del vescovo e delle parrocchie dalle amministrazioni, riservando al clero soltanto la parte sacramentale e spirituale. Altre modifiche, ma che sempre confermavano queste caratteristiche, furono apportate da leggi approvate nel 1890 e nel 1904.

### Società e problemi sociali dell'età contemporanea
Il Codice Napoleonico prima e il Codice Austriaco poi introdussero il principio dell'eguaglianza di tutti i cittadini di fronte alla legge, senza più distinzione tra gli abitanti della città e quelli del contado; la città divenne quindi il capoluogo amministrativo del territorio, perdendo il predominio sulle comunità rurali. Questo principio di eguaglianza, però, non eliminò subito le disparità di ordine politico e sociale tra i cittadini. Sia il regime francese che quello austriaco privilegiarono, anzi considerarono quale unico interlocutore, il ceto dei proprietari, nel quale si fusero l'antica nobiltà terriera e la nuova borghesia di commercianti, professionisti e industriali. I meccanismi per la costituzione delle Congregazioni centrale, provinciale e municipale nel Regno Lombardo-Veneto prevedevano che elettori ed eletti dovessero avere un patrimonio consistente e quindi appartenessero a quel ceto.
Per certi aspetti, il sistema assistenziale continuò ad essere quello di prima: oltre alle istituzioni più antiche rimaste in vita, continuarono a sorgere iniziative in favore di fasce particolarmente deboli della società, spesso determinate da nuovi bisogni, sensibilità o disponibilità di risorse. L'Ottocento vide numerose donazioni e lasciti testamentari privati, spesso disposti - come d'altronde era avvenuto in precedenza - anche per celebrare nel tempo la memoria del munifico donatore. Ne sono esempi le donazioni di Ottavio Trento e di Girolamo Salvi, di Vajenti e di Malacarne, di Checozzi, di Levis e di Plona.
Nella seconda metà del secolo e nei primi decenni del Novecento una gran parte delle iniziative socio-assistenziali vennero assunte dalla Chiesa locale, attraverso gli ordini religiosi di nuova istituzione, le parrocchie o persone fortemente impegnate nel movimento sociale cattolico, che cercavano di sopperire a quanto lo Stato - gestito dalla classe politica liberale - non faceva per migliorare la condizione delle fasce più deboli della popolazione. Tra le molte iniziative, in città e sul territorio, gli asili per l'infanzia, i ricreatori, le cucine economiche, i dormitori economici, le società di mutuo soccorso.

### I servizi per la salute
Se con il Seicento si erano esaurite le epidemie di peste, l'Ottocento fu caratterizzato da ricorrenti episodi di tifo petecchiale e di colera, malattie infettive presenti laddove alle scarse condizioni igieniche si assommano guerre (dopo le disastrose campagne napoleoniche vi furono le guerre risorgimentali per arrivare alla prima guerra mondiale, che si combatté durante tutto il periodo nel vicentino), disastri naturali (Vicenza e il territorio furono continuamente soggette ad alluvioni), carenze alimentari o di igiene delle abitazioni.
Questi ultimi due fattori furono la causa di malattie endemiche, come la pellagra (la popolazione contadina si nutriva quasi esclusivamente di mais), le gastroenteriti (la maggior parte delle abitazioni non aveva servizi igienici lontani dalle fonti di acqua potabile), la tubercolosi e malattie respiratorie (la popolazione urbana, aumentata anche per la nascente industrializzazione, viveva ammassata in abitazioni malsane). Durante tutto il periodo restarono elevati i tassi di mortalità e di mortalità infantile.
Nello stesso tempo i molteplici e rapidi progressi della medicina favorirono la preparazione di medici e di personale di assistenza sanitaria, insieme con metodi sempre più efficaci per la cura delle malattie; le nuove conoscenze svilupparono a poco a poco anche il concetto di prevenzione, la forma di intervento che risolse gran parte dei problemi nel secolo successivo.
Durante la Grande Guerra Vicenza si trasformò in una città ospedale; scuole, ville e istituti religiosi di Vicenza e del vicentino si trasformarono gradualmente in ospedali militari, il Seminario vescovile lo fu dal primo giorno di guerra.

#### L'Ospedale civile di Vicenza

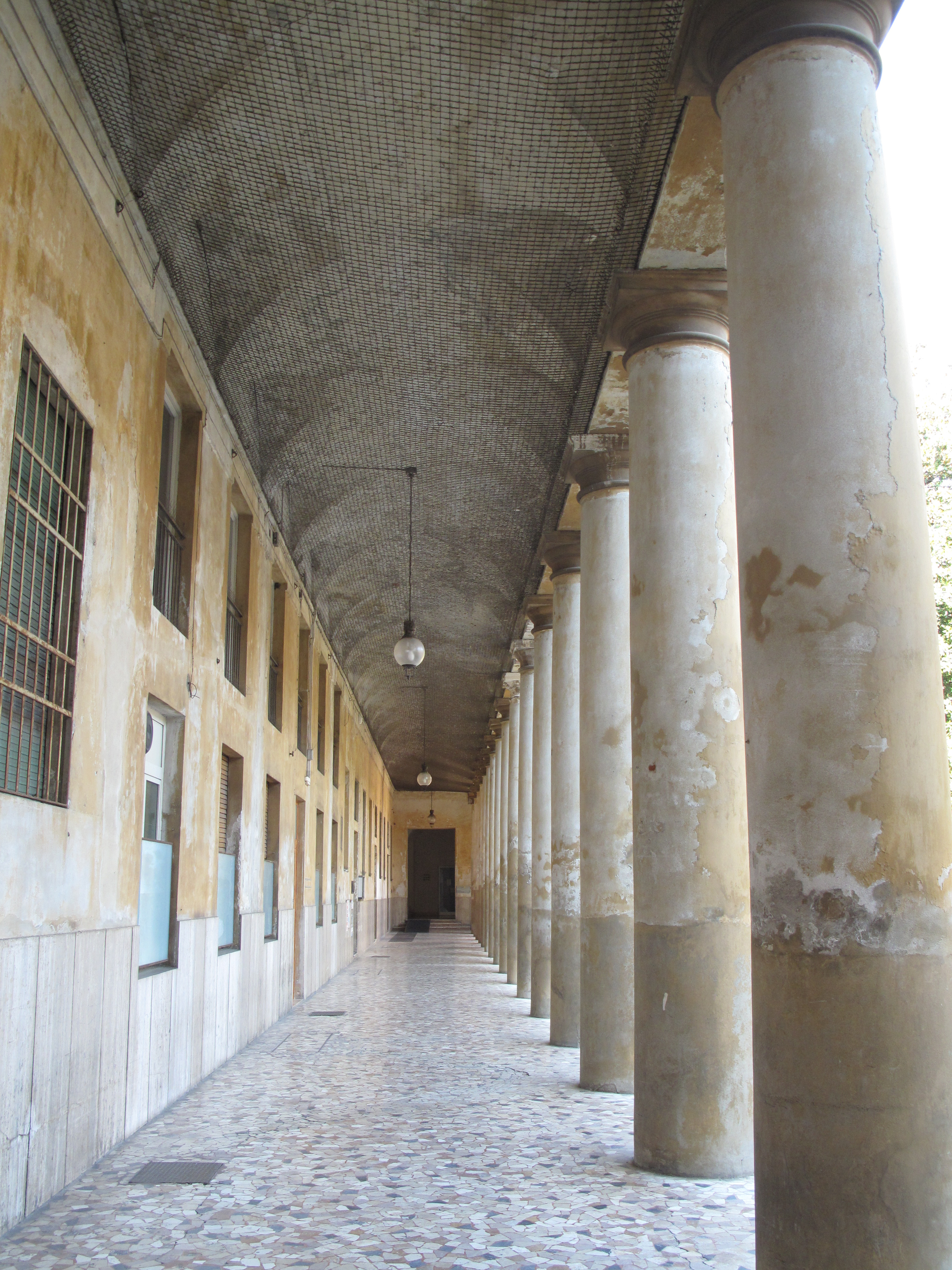
Chiostro ottocentesco dell'Ospedale civile

A Vicenza fin dal 1775 i vari ospedali erano stati riuniti nell'ex-monastero di San Bartolomeo, diventando l'Ospedale Grande degli Infermi e dei Poveri, che però dimostrò subito di essere insufficiente, un'insufficienza che continuò durante tutto il XIX secolo. Un importante ampliamento si ebbe nel 1838, sotto la direzione dell'architetto Bartolomeo Malacarne, che ricavò nuove sale di degenza di 20-30 letti negli ambienti dell'ex-monastero e della stessa chiesa. Nel 1873 fu approvato il nuovo statuto di quello che fu da allora chiamato "Ospedale civile di Vicenza". Fecero seguito vari miglioramenti: i bambini furono separati dagli adulti, furono prese misure antincendio, si passò all'illuminazione a gas, il saccone di paglia dei letti fu sostituito con materasso di lana o di crine, i locali per le autopsie furono allontanati dalle sale dei malati pellagrosi, le sale operatorie furono dotate di spogliatoi per i medici, si ammodernarono i locali dei gabinetti di analisi e di elettroterapia, fu migliorata l'assistenza notturna.
Le scoperte scientifiche e le conoscenze epidemiologiche sulla diffusione delle malattie portarono, soprattutto nel Novecento, ad una sempre maggior differenziazione degli ambienti: nel 1900 fu costruito un padiglione per l'isolamento dei portatori di malattie infettive contagiose e nel 1906 uno specifico complesso per pazienti psichiatrici in borgo San Felice; nel 1924 venne inaugurato il padiglione "De Giovanni" per malati di tubercolosi. Ulteriori progressi vennero con l'apertura della scuola per infermieri nel 1906 e l'acquisto di ambulanze per il trasporto dei malati nel 1927.

#### Gli Istituti Psichiatrici Provinciali
I malati di mente erano sempre stati un problema per l'ospedale. Già nel 1868 una relazione al Comune evidenziava, tra diverse carenze, la pessima e inopportuna collocazione in ospedale dei "mentecatti" maschi e femmine, suggerendone il trasferimento in altra sede.
Nel 1896 entrò in funzione una Casa di Salute negli edifici dell'ex-monastero benedettino di San Felice, acquistata due anni prima dall'Amministrazione provinciale, che all'inizio ebbe 57 pazienti ritirati dall'Ospedale civile ma si dimostrò subito insufficiente. Sei anni più tardi fu progettata la costruzione di un grande complesso con un fabbricato fronte strada per la direzione e altri padiglioni con 500 posti letto per malati acuti e cronici, un reparto contagiosi, un pellagrosario, un reparto dozzinanti, un reparto idroterapico, servizi vari come panetteria, lavanderia, cucine, una chiesetta; per l'ergoterapia era annessa una colonia agricola con vari laboratori.
Nel 1937 l'amministrazione provinciale acquistò a Montecchio Precalcino una vasta proprietà, la villa Nievo Bonin Longare con i terreni annessi, per crearvi una grossa colonia ergoterapica dipendente da quella di San Felice, per la cura dei malati cronici che vi svolgevano molteplici attività, al punto da renderla economicamente autosufficiente.

#### Le colonie climatiche
Per dare un aiuto al mondo infantile, particolarmente colpito dalla crisi economica, la scarsa alimentazione e quindi da malattie endemiche, i soci del Club Alpino di Vicenza vollero, a celebrazione del XXV anniversario della fondazione, creare una Colonia Alpina a Tonezza del Cimone. A questo scopo acquistarono un'ampia casa - il Palazzon della famiglia Pettinà - "in una conca erbosa all'altezza di 1100 metri, vicina ad una fonte d'acqua pura, non lontana dai boschi", alla quale venne dato il nome di Colonia alpina Umberto I.
L'attività iniziò nel luglio 1900 con un primo gruppo di 20 bambini che trascorsero qui le loro vacanze estive; negli anni seguenti l'esperienza si ripeté con gruppi sempre più numerosi, ottenendo positivi risultati sanitari, puntualmente registrati. Nel 1908 l'insorgenza di casi di scarlattina tra i piccoli ospiti indusse il comitato direttivo a lanciare l'idea di una sottoscrizione cittadina, alla quale aderirono il Comune di Vicenza e numerosi privati, per la realizzazione - sempre a Tonezza - di una nuova sede, con ambienti più moderni e attrezzati.
Le due guerre mondiali comportarono la sospensione dell'attività, la prima perché Tonezza fu zona di guerra, la seconda perché i locali della Colonia furono sequestrati dai nazi-fascisti. Alla fine l'attività fu ripresa finché, nel 1981, a causa degli alti costi di gestione dell'immobile e la flessione delle richieste per il sorgere di altre iniziative analoghe, fu sospesa la gestione diretta e le rendite disponibili furono investite per collocare i bambini bisognosi di assistenza presso altre istituzioni parallele.
Nel 1922 fu invece fondata, per iniziativa della Congregazione di Carità di Vicenza, la Colonia climatica "Bedin Aldighieri", che aveva sede in via Vigolo, sulle pendici meridionali di monte Berico.
La sede della Colonia fu realizzata sull'area di un vecchio fabbricato rurale e resa idonea ad accogliere un'ottantina di bambini e bambine gracili e perciò bisognosi di un ambiente idoneo e di speciali cure mediche. Nel 1958 conobbe una radicale sistemazione con l'ammodernamento degli impianti e dei servizi e con l'aggiunta di una nuova ala, per essere adibita a preventorio antitubercolare.

### Gli istituti per anziani e indigenti
Mentre l'Ospizio dei Proti era già nato come esclusivo per i nobili decaduti, i nuovi Istituti di ricovero - Trento e Salvi - furono all'inizio costituiti per sostituire gli altri ospizi soppressi e accogliere molteplici tipologie di bisognosi, ma ben presto si orientarono ad accogliere soprattutto anziani poveri, differenziandosi quindi dalle istituzioni tipicamente deputate alla cura della salute o all'educazione dei minori.

#### L'Istituto Ottavio Trento

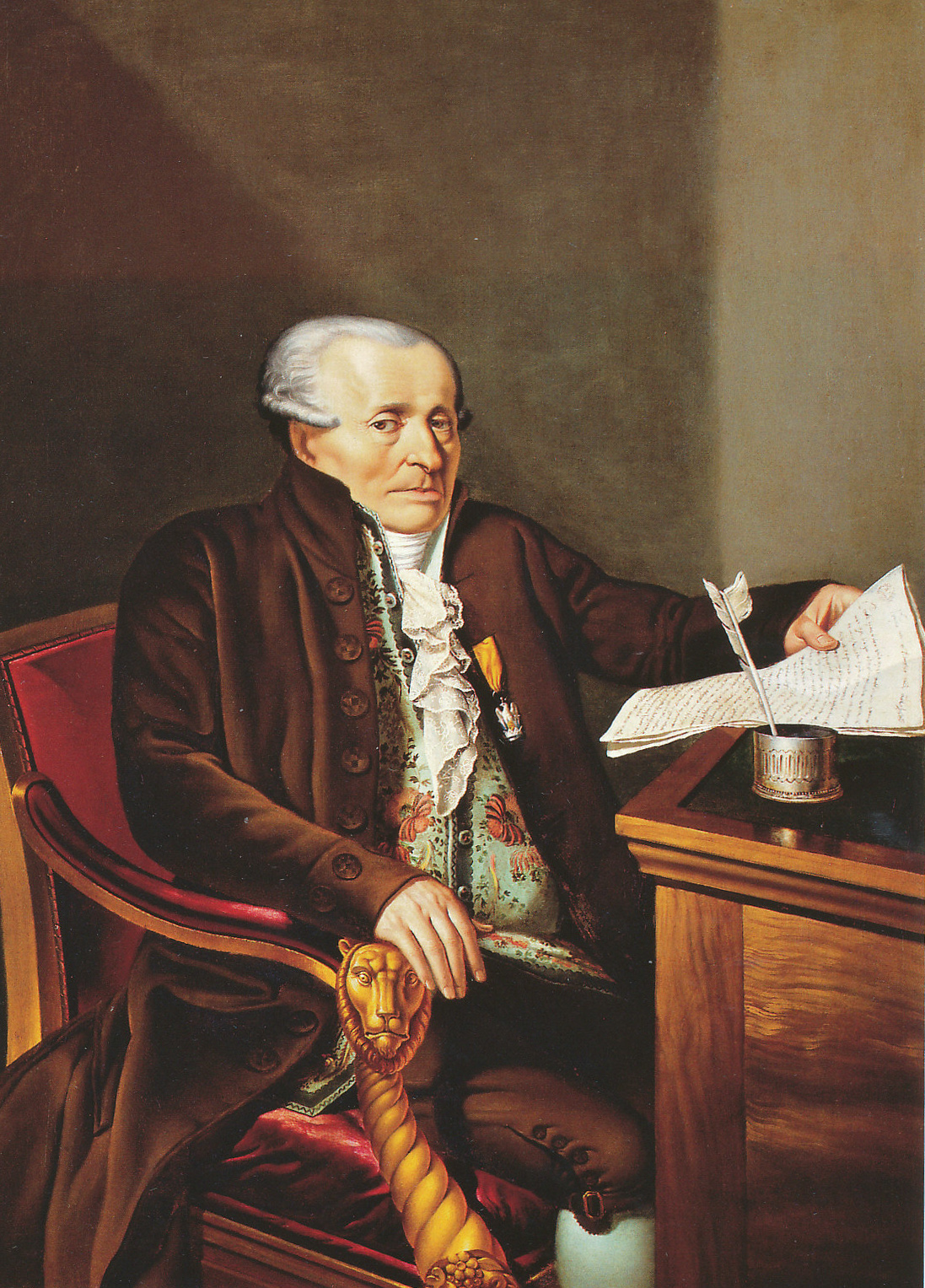
Ottavio Trento

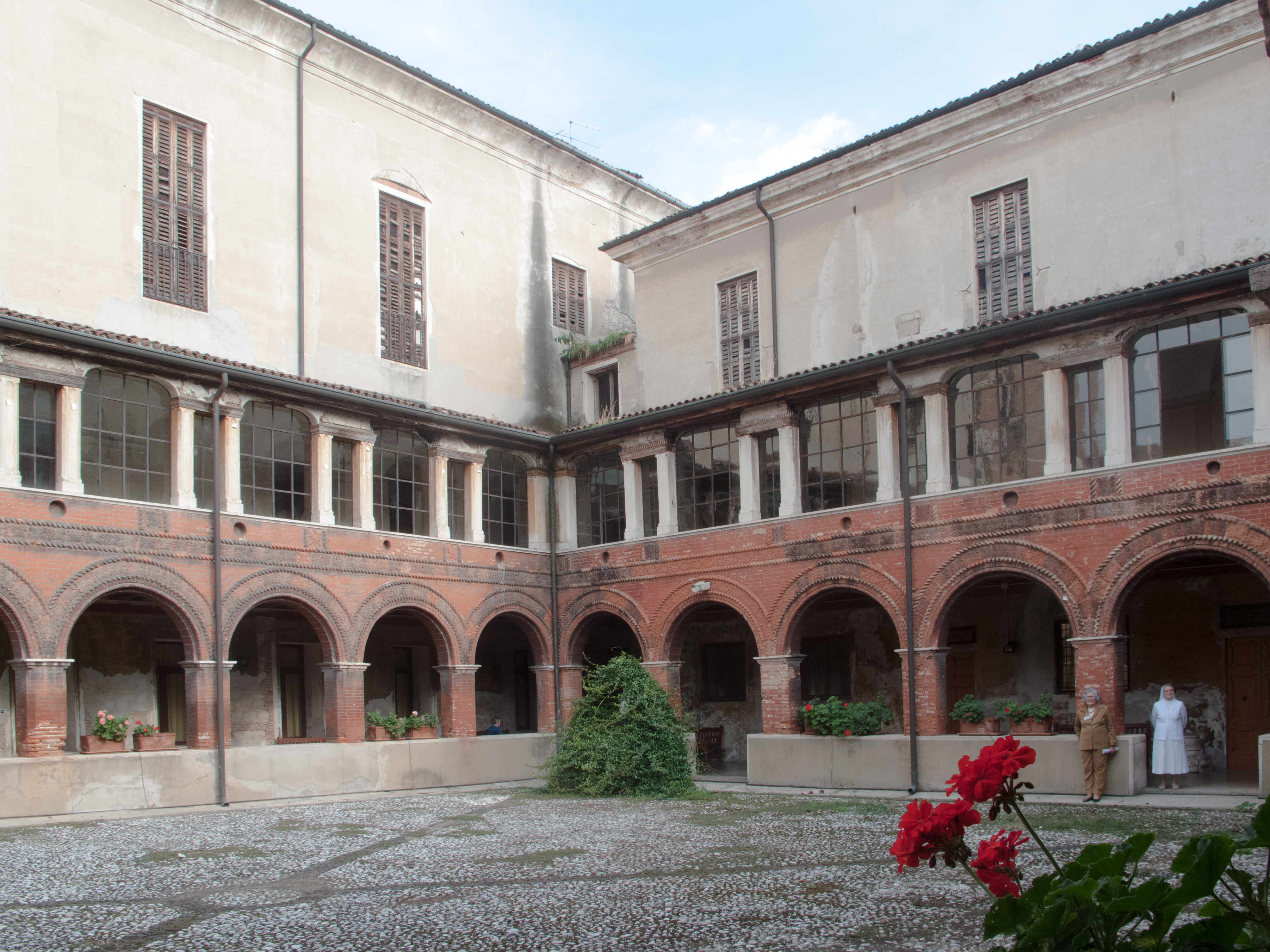
Chiostro del monastero di San Pietro, dall'Ottocento sede dell'Istituto Trento

Il 27 settembre 1810 il nobile vicentino Ottavio Trento, discendente da un'antica famiglia dell'aristocrazia vicentina, quasi sicuramente per assecondare l'invito rivoltogli da Napoleone Bonaparte in visita a Vicenza nel 1807, donò al Comune di Vicenza una somma cospicua per l'istituzione di una "Casa di lavoro volontario e semiforzato", al fine di dare una risposta allo stato di grave disagio in cui si trovavano i numerosi operai e artigiani vicentini rimasti sul lastrico con le loro famiglie in quegli anni di crisi economica; a questa donazione egli aggiunse poi nel suo testamento un ulteriore sostanzioso legato. Per realizzare l'opera, il Comune individuò il complesso dell'ex monastero di San Pietro e diede l'incarico della ristrutturazione degli ambienti all'architetto e ingegnere Bartolomeo Malacarne; i lavori effettivamente cominciarono solo nel novembre del 1813 - quando gli austriaci ritornarono a Vicenza - per concludersi nel 1814.
L'Istituto Trento, così denominato in onore del munifico fondatore che intanto era morto nel 1812, accolse dapprima ospiti anziani e bisognosi di assistenza, specialmente durante la stagione invernale; cinque anni più tardi iniziò ad accogliere anche i figli degli operai disoccupati, creando una sezione separata destinata all'istruzione professionale, per addestrare i ragazzi ad un lavoro artigianale; nel 1881 questa sezione fu spostata nel nuovo orfanotrofio maschile istituito nel poco distante ex-convento di San Domenico.
Così l'Istituto Ottavio Trento - indicato dapprima come "Casa d'Industria e Lavoro a sollievo della mendicità", e quindi come "Casa di riposo per persone invalide o anziane prive di mezzi propri" - si specializzò sempre più nel ricovero di anziani poveri, attrezzandosi con strutture e personale adeguati all'evoluzione dei tempi.

#### L'Istituto Salvi

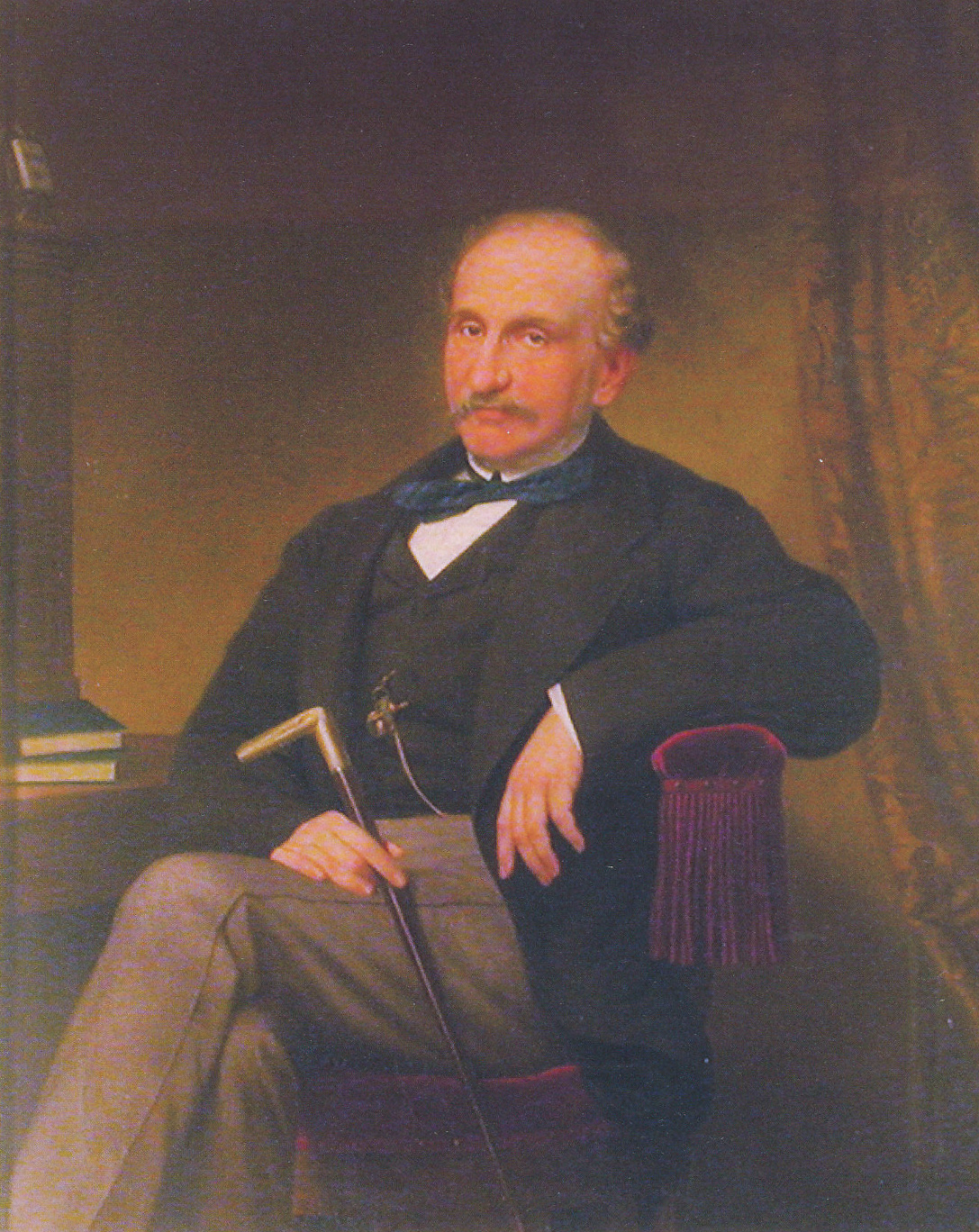
Gerolamo Salvi

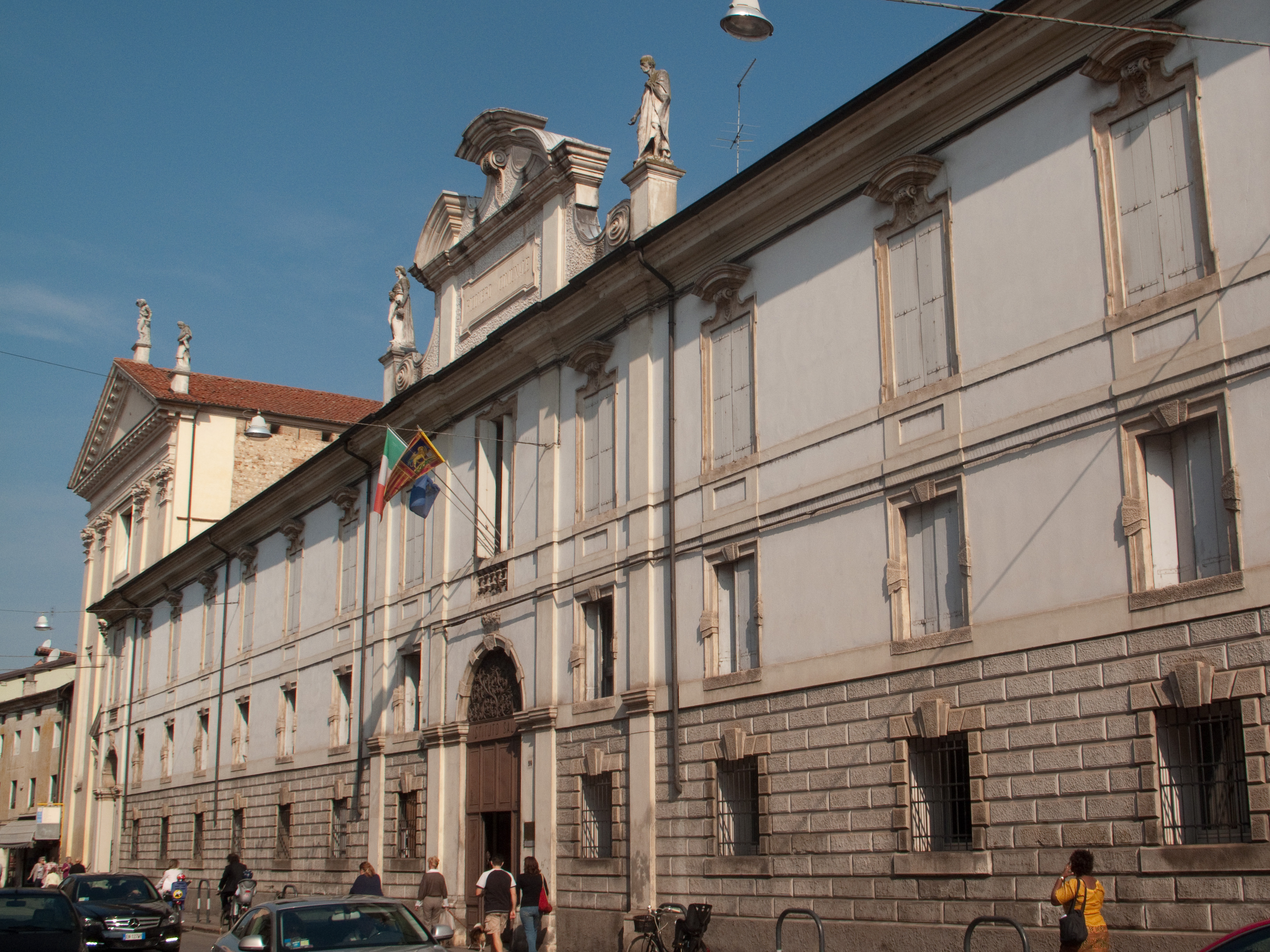
Istituto Salvi - Facciata

Ultimo erede di una ricca famiglia veronese desiderosa di accedere ad un titolo nobiliare, che veniva venduto ai migliori offerenti da una Repubblica di Venezia ormai avviata al tramonto, il conte Gerolamo Salvi, nato a Vicenza il 16 settembre 1804, maturò la convinzione che più del titolo comitale avrebbe giovato alla sua fama la generosa offerta del suo ingente patrimonio per "togliere dal lastrico dei miserabili e sanare la lurida piaga dell'accattonaggio".
A tal fine egli nel suo testamento del 13 maggio 1873 costituì suo erede universale il Comune di Vicenza affinché con la sostanza lasciata "debba fondare un asilo di mendicità nel quale saranno ricoverati i poveri ( ... ) privi di ogni mezzo per l'età avanzata o per difetti fisici e quelli individui che per imperfezione di corpo o per debolezza di mente, oltre che siano di soverchio peso per loro famiglie, richieggano una continua sorveglianza e attenzione". Le disposizioni del Salvi - dopo una lunga serie di vicende burocratiche e di contestazioni parentali - divennero esecutive con l'acquisto degli ambienti di San Giuliano, opportunamente restaurati e attrezzati nella seconda metà degli anni ottanta, proprio quando la città fu colpita da una nuova grave epidemia colerica nell'estate del 1886. Passata quella bufera, l'Istituto Salvi poté riprendere la sua attività assistenziale. Più volte furono restaurati i suoi locali più fatiscenti e furono aperti nuovi padiglioni.

#### L'Istituto Proti - Vajenti - Malacarne
Come si è detto, nel gennaio 1809 il Governo Italico decretò che tutti i luoghi pii della città - e quindi anche l'ospizio Proti - venissero amministrati dalla Congregazione di Carità da esso istituita. Dieci anni più tardi, sotto il Regno lombardo-veneto, alla Congregazione di Carità subentrava il Pio Conservatorio, amministrato da un direttore nominato dal consiglio comunale, mentre la città, rappresentata dalla Congregazione Municipale, conservava sull'ospizio il diritto di patronato, confermato dal governo austriaco.
Nel 1852 il nobile magistrato Giampaolo Vajenti lasciò all'ospizio la somma di 100.000 lire austriache, stabilendo che con le rendite del legato fosse aumentato il numero dei "graziati", che ciascuno avesse in danaro una lira al giorno e che fra i richiedenti fosse data preferenza alle persone nobili e tra questi a coloro che portavano il cognome Vajenti. A parte ulteriori donazioni di minore consistenza, anche il nobile Giovanni Battista Malacarne (1784-1864) istituì con testamento suo erede universale l'ospizio, che da allora prese il nome di "Ospizio de' Proti - Vajenti - Malacarne".

### Il brefotrofio e gli orfanotrofi

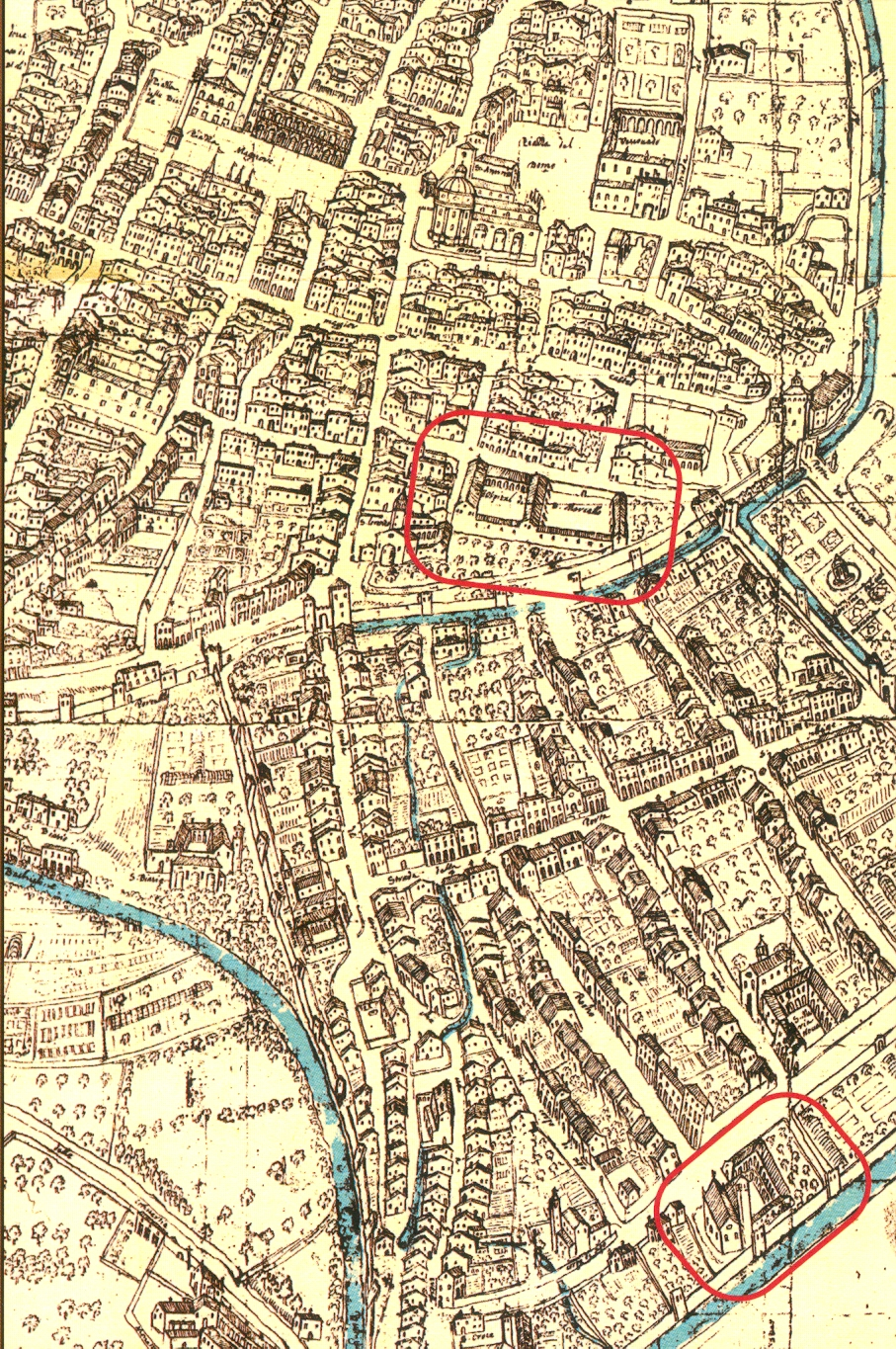
Pianta Angelica del 1580, particolare (sono evidenziati l’ospedale di san Marcello, in alto, e, in basso, il complesso di san Rocco)

L'epoca contemporanea aveva ereditato dal sistema politico e sociale precedente le istituzioni che ne isolavano i bambini, la cui colpa era di essere nati al di fuori del matrimonio o di essere stati abbandonati. Nonostante la legislazione napoleonica avesse proclamato il diritto all'eguaglianza delle persone, queste strutture continuarono ad esistere - anzi vennero potenziate come pubbliche istituzioni - fino alla seconda metà del Novecento. Alcune iniziative private di persone particolarmente sensibili - come il Conservatorio Checozzi e la Fondazione Novello - diedero, nell'insieme, risultati modesti.

#### L'Ospizio degli Infanti Abbandonati a San Rocco
Il trasferimento della Casa degli Esposti da San Marcello a San Rocco fu deciso nel 1807 per avere spazi più ampi e confortevoli, visto che si era consolidato l'aumento del numero degli infanti abbandonati, ma anche per il fatto che l'ex-monastero era posto in una parte della città meno in vista, che consentiva così una maggior libertà di portare alla ruota, in condizioni di anonimato, un bambino indesiderato per affidarlo alla "civica pietà". Istituto ormai completamente pubblico e con competenza su tutta la Provincia, la Casa degli Esposti dal 1836 fu diretta da un medico e verso la metà del secolo vi entrarono in servizio le suore dorotee, per svolgere funzioni di assistenza, educazione e istruzione.
Al fine di rendere un po' più probabile la sopravvivenza dei neonati, si incrementò la soluzione del baliatico, cioè l'affidamento dei bambini a famiglie disponibili a nutrirli e ad accudirli dietro modico compenso. Un problema da risolvere era anche quello dell'identità dei bambini abbandonati: essendo vietate le indagini sulla paternità, era l'ufficiale di stato civile a inventare per il bambino un nome e cognome, evitando quelli che ne lasciassero sospettare l'origine.

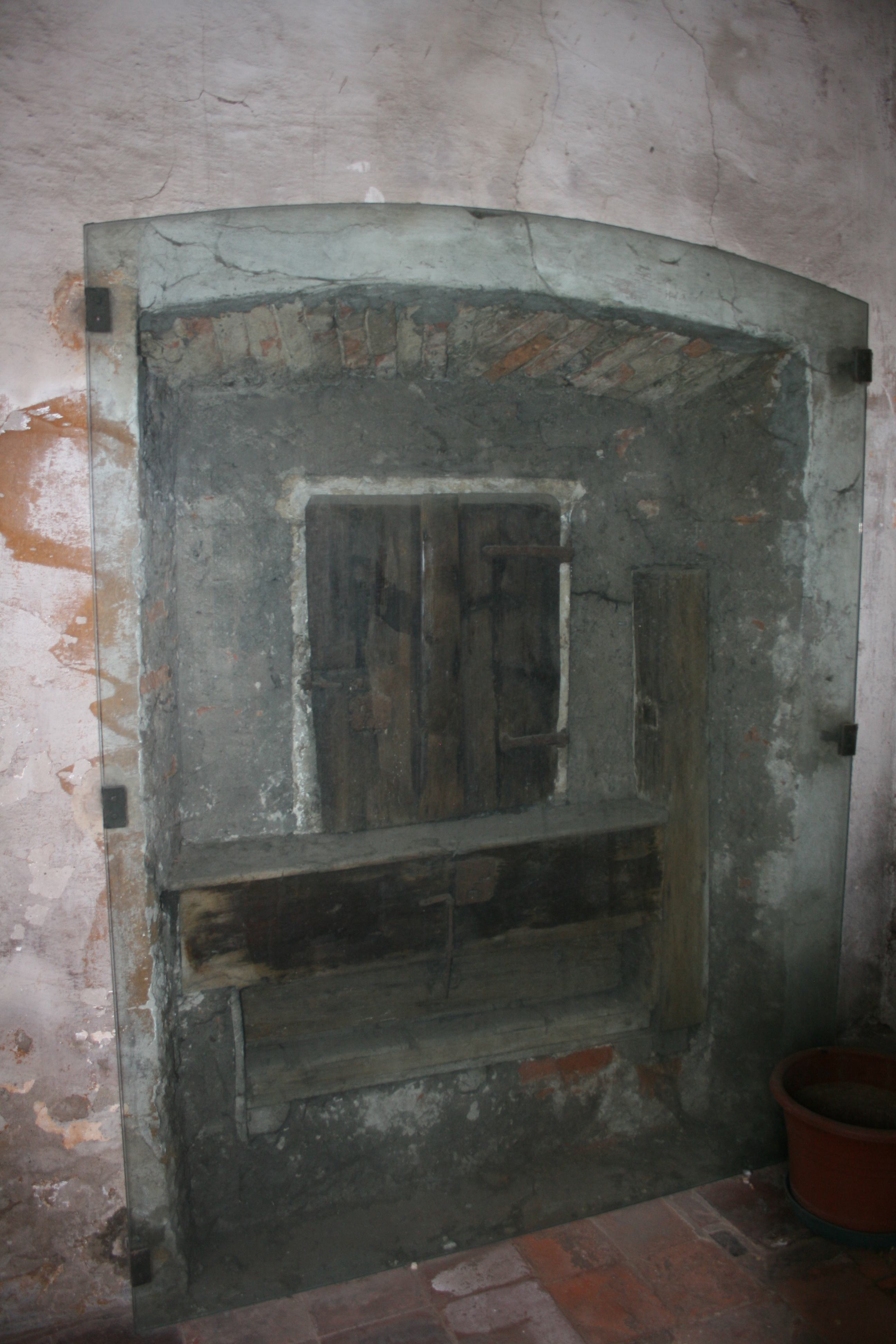
Ruota degli esposti, vista dalla parte del chiostro.

Con l'annessione al regno d'Italia, l'istituto ottenne i sussidi dell'Amministrazione provinciale e mutò il nome in quello di Ospizio degli Infanti Abbandonati. Seguì un periodo in cui si evidenziarono ancora una volta sia problemi economici che quelli di carattere sanitario per cui, verso la fine del secolo, l'orientamento fu quello di "ridurre i locali del brefotrofio a puro asilo di cura o ricovero dei bambini che non possono per alcune speciali ragioni esitarsi all'esterno", come pure quello di aumentare i sussidi alle madri che tenevano il bambino a domicilio e di ricorrere sempre di più al baliatico esterno. L'istituto si faceva carico degli esposti, se maschi fino al compimento del 12º anno di età, se femmine del 14°; gli inabili al lavoro per deformità croniche potevano rimanere rispettivamente fino ai 16 e ai 18 anni..
Nel primo decennio del Novecento la situazione del brefotrofio non era cambiata: la media delle accoglienze era intorno alle 200 l'anno, la mortalità restava altissima, sia per la debolezza costituzionale e le infermità congenite degli infanti abbandonati che per l'impossibilità di provvedere adeguatamente - con gli strumenti del tempo - a nutrire i bambini e ad impedire la diffusione dei contagi.
L'affidamento all'esterno era diventato la regola, anche se di frequente i controlli evidenziavano casi di abuso da parte delle famiglie che accettavano il baliatico o l'affidamento solo per poterne trarre un modesto reddito, trascurando invece le condizioni igieniche o anche l'istruzione del fanciullo. Stava però prendendo piede un fenomeno che interessava il 25% circa degli esposti, e cioè il riconoscimento dei lattanti da parte delle madri che prima li avevano abbandonati, allo scopo di ricevere il sussidio per l'allattamento, fenomeno che nei periodi successivi sarebbe diventato sempre più abituale.
Nel secondo decennio del XX secolo l'istituto vide una continua trasformazione e miglioramento assistenziale: fu acquistata una incubatrice per i neonati, venne realizzato l'impianto di acqua calda, creata un'infermeria e locali per l'isolamento degli infettivi, si cominciò a mandare i trovatelli in soggiorni montani o marini. Anche San Rocco subì le conseguenze della guerra: nel 1918 fu requisito dall'autorità militare e utilizzato come ospedale da campo; fu anche danneggiato da un bombardamento ma, nel frattempo, i bambini erano stati trasferiti ad un altro istituto a Moncalieri.
Nel 1917 l'amministrazione dell'Ospizio prese l'importante decisione di non accettare più incondizionatamente gli illegittimi, se non in casi eccezionali; la madre avrebbe dovuto consegnare di persona il bambino e avrebbe ricevuto il sussidio per l'allattamento soltanto se lo avesse riconosciuto o si fosse impegnata ad allattarlo per almeno sei mesi; questa nuova regolamentazione eliminava la figura giuridica dell'esposto, sostituendola con quella dell'illegittimo assistito; i casi di riconoscimento passarono così in pochi anni dal 30% all'80%. Con questo sistema - e anche per le migliorate condizioni igienico-sanitarie - il tasso di mortalità si abbatté radicalmente, portandosi al di sotto del 10%.

#### Il Conservatorio Checozzi
A fine Settecento, quando ancora gli esposti erano nella Casa di San Marcello, era avvertito il problema del loro reinserimento nella vita civile, presupposto del quale era un'adeguata istruzione e formazione professionale. Fu così che nel 1778 la nobildonna Alba Catterina Checozzi dispose mediante testamento che con le rendite del suo patrimonio si mantenessero ed educassero i fanciulli maschi, appena raggiunta l'età di 12 anni prevista per la dimissione, invece di venire affidati a qualche bottega artigiana o mandati in campagna, dove però erano spesso esposti allo sfruttamento da parte della famiglia contadina o dei padroni.
Con i fondi messi a disposizione vennero acquistati i locali del soppresso convento di San Michele e trasformati in una fabbrica di panni dove gli esposti, che avrebbero continuato ad abitare a San Rocco, potessero essere addestrati a lavorare fino all'età di 21 anni. Tuttavia l'impresa fallì, incapace di produrre utili a motivo delle notevoli spese di gestione e della difficoltà di trovare adeguate maestranze per l'addestramento dei ragazzi. Anche quando, nel 1837, il Conservatorio Checozzi venne trasferito all'interno del complesso di San Rocco per gestire laboratori di falegnameria, calzoleria e sartoria, soprattutto per un'errata scelta degli istruttori la decisione non sortì gli effetti sperati. A questo punto si mirò alla riduzione degli apprendisti, che vennero sistematicamente affidati a capimastri, a capi di bottega o a famiglie rurali o addirittura alla Regia Marina di Venezia, abbandonandoli così al loro destino. Nel 1875 la Congregazione di Carità pretese dall'amministrazione del San Rocco la corresponsione di 75.000 lire, un debito che, in aggiunta alle passività accumulate nell'opificio, segnò la fine dell'istituzione.

#### L'Istituto "Don Francesco Novello"

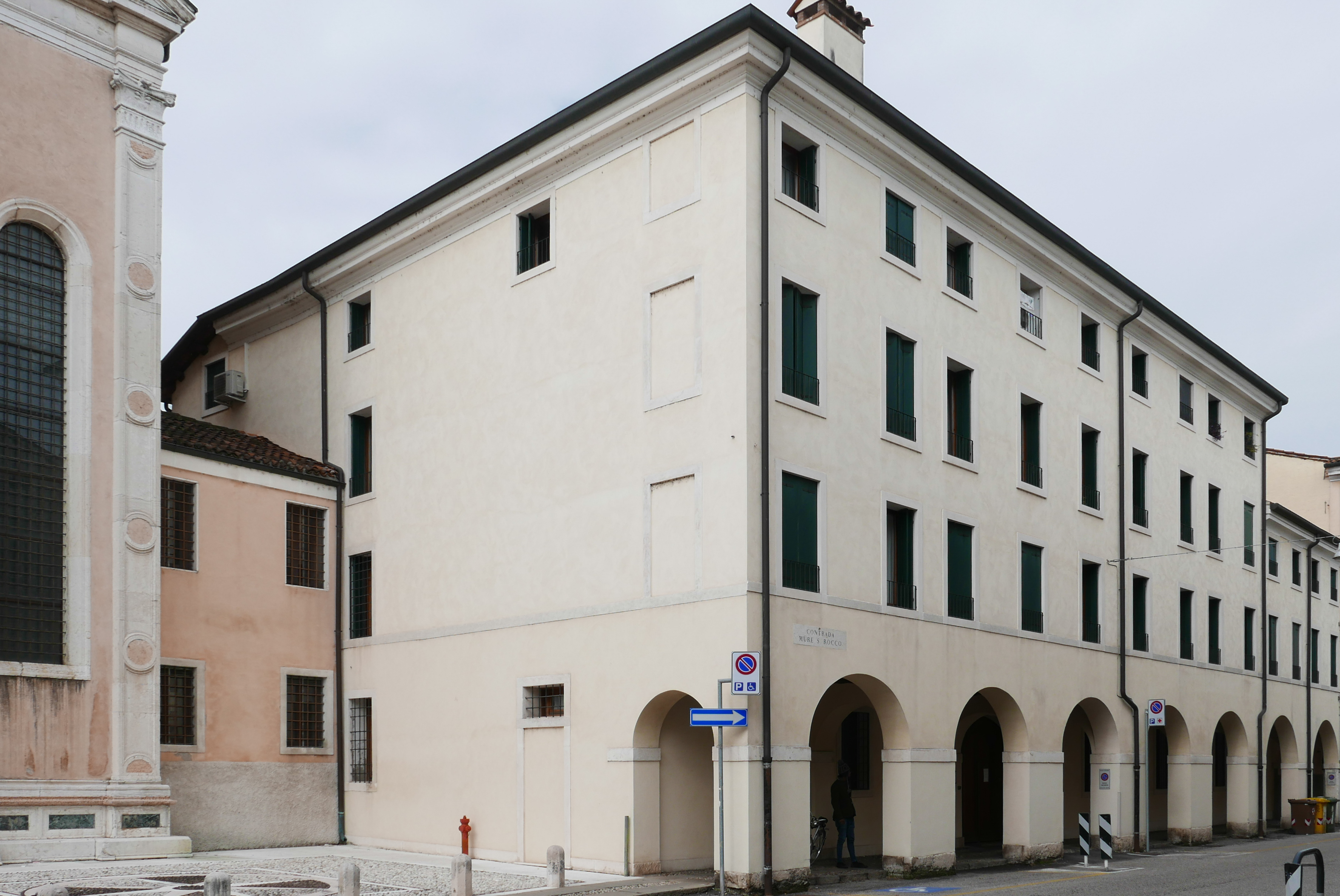
Casa Novello, presso la chiesa di San Rocco

La carenza di risorse economiche, che affliggeva l'Istituto per gli Esposti in San Rocco, fece sì che nel 1833 una cinquantina di fanciulle che avevano compiuto il 14º anno di età venissero allontanate, nonostante i rischi che avrebbero potuto correre affrontando da sole una società a loro sconosciuta.
A quel punto don Francesco Novello, rettore della chiesa di San Rocco e assistente spirituale della Casa degli Esposti, fondò a proprie spese un istituto privato - in seguito sostenuto da numerose donazioni e lasciti affidati al fondatore e ai sacerdoti che gli succedettero nella direzione - per accogliere queste ragazze, in un ambiente familiare in cui venissero impartite l'educazione e l'istruzione utili ad affrontare adeguatamente la vita.
La sede fu realizzata in un'area adiacente alla chiesa di San Rocco e, per l'assistenza e l'educazione delle ospiti, furono chiamate alcune maestre laiche alle quali, dal 1856, subentrarono tre suore dorotee dell'Istituto Farina, che insegnavano lavori di ricamo e di confezione di arredi liturgici. Durante la prima e la seconda guerra mondiale l'Istituto Novello, così come la Casa degli Esposti, conobbe l'esperienza dello sfollamento in sedi provvisorie e precarie e talvolta anche la penuria di adeguati mezzi di sostentamento.

#### Gli Orfanotrofi della Misericordia e di San Domenico
Nel 1812 all'orfanotrofio della Misericordia giunsero anche gli ultimi ragazzi ospiti del San Valentino e quelli dell'istituto Ottavio Trento, ormai chiuso; pochi decenni dopo, in seguito alla soppressione degli ospizi femminili del Soccorso e del Soccorsetto  e delle Zitelle, vi arrivarono pure le rispettive ospiti.
La sezione femminile rimase nella sede storica della Misericordia, affidata a maestre ed educatrici laiche alle quali, nel 1894, subentrarono le suore dorotee, le quali continuarono questo servizio per altri settant'anni, anche nella nuova sede costruita ex novo sul monte Crocetta, fino alla chiusura definitiva dell'istituto nel 1965-1966.
L'eccessivo affollamento della Misericordia, verso la metà del secolo, rese invece necessaria una nuova sede per la sezione maschile dell'orfanotrofio che fu trasferita nel 1861 in contrà San Domenico, dapprima nell'ex-convento delle Cappuccine sotto la direzione dei padri Pavoniani e poi, risultando insufficiente e inadeguata anche questa sede, quattro anni più tardi nell'attiguo ex-convento delle Domenicane. Qui furono allestiti alcuni laboratori per l'istruzione professionale e alcune aule scolastiche per gli ospiti che - a norma di statuto - dovevano essere ragazzi e giovani "orfani o in stato di abbandono, i quali non possano essere convenientemente aiutati in seno alle loro famiglie" ed erano accolti a convitto o a semiconvitto; alla direzione dell'istituto furono chiamati sacerdoti diocesani.

### Gli istituti educativo-assistenziali
Soprattutto nell'Ottocento, quando non era ancora obbligatoria l'istruzione dei fanciulli e la carenza di istruzione si accompagnava a situazioni di povertà, di semi-abbandono e di degrado nelle fasce più deboli della popolazione, sorsero varie iniziative da parte di privati che crearono piccole istituzioni di assistenza ed educazione dell'infanzia e dell'adolescenza. Molto spesso esse si appoggiavano alla Chiesa locale e si avvalevano degli istituti religiosi che fornivano personale qualificato e a basso costo.

#### Gli ospizi femminili del Soccorso Soccorsetto e delle Zitelle
Nel 1811, in conseguenza dei decreti napoleonici di riorganizzazione dell'assistenza, ambedue le Case, sia del Soccorso che del Soccorsetto, furono acquisite dall'amministrazione comunale e amministrate dalla Congregazione di Carità, che le spostò dalla sede originaria negli ex-conventi di contrà San Domenico. Col passare del tempo il Soccorsetto perse completamente la sua iniziale fisionomia e si ridusse a casa di riposo per donne anziane, che desideravano fare vita in comune. Ad un certo punto, nel 1859, cessò di funzionare; nel 1888 però fu riaperto per assolvere allo scopo originario, fu unito al Soccorso e le due sezioni vennero così a formare un unico istituto, il "Soccorso Soccorsetto". Nel 1913 la Congregazione di Carità soppresse, di fatto, la sezione del Soccorso, collocando le ospiti di una certa età in altri istituti e continuando ad accogliere soltanto fanciulle e ragazze e il Soccorsetto venne trasferito in un'ala dell'Orfanotrofio Femminile della Misericordia, funzionando in pratica come sezione di quell'istituto, con il quale venne definitivamente fuso, anche sotto l'aspetto giuridico, nel 1972.
Nel 1822, per far fronte ai debiti e non potendosi più reggere con le rendite proprie, l'Ospizio delle Zitelle divenne un collegio di educazione per fanciulle appartenenti al ceto medio della città e con il ricavato delle rette poté mantenere ancora gratuitamente qualche giovanetta povera. Questo rimedio però non fu sufficiente e con l'aggravarsi dei debiti, la Congregazione di Carità lo chiuse nel 1865; gli edifici furono alienati e le ultime ospiti ancora presenti furono inserite nell'orfanotrofio femminile della Misericordia.

#### L'Opera Pia Cordellina

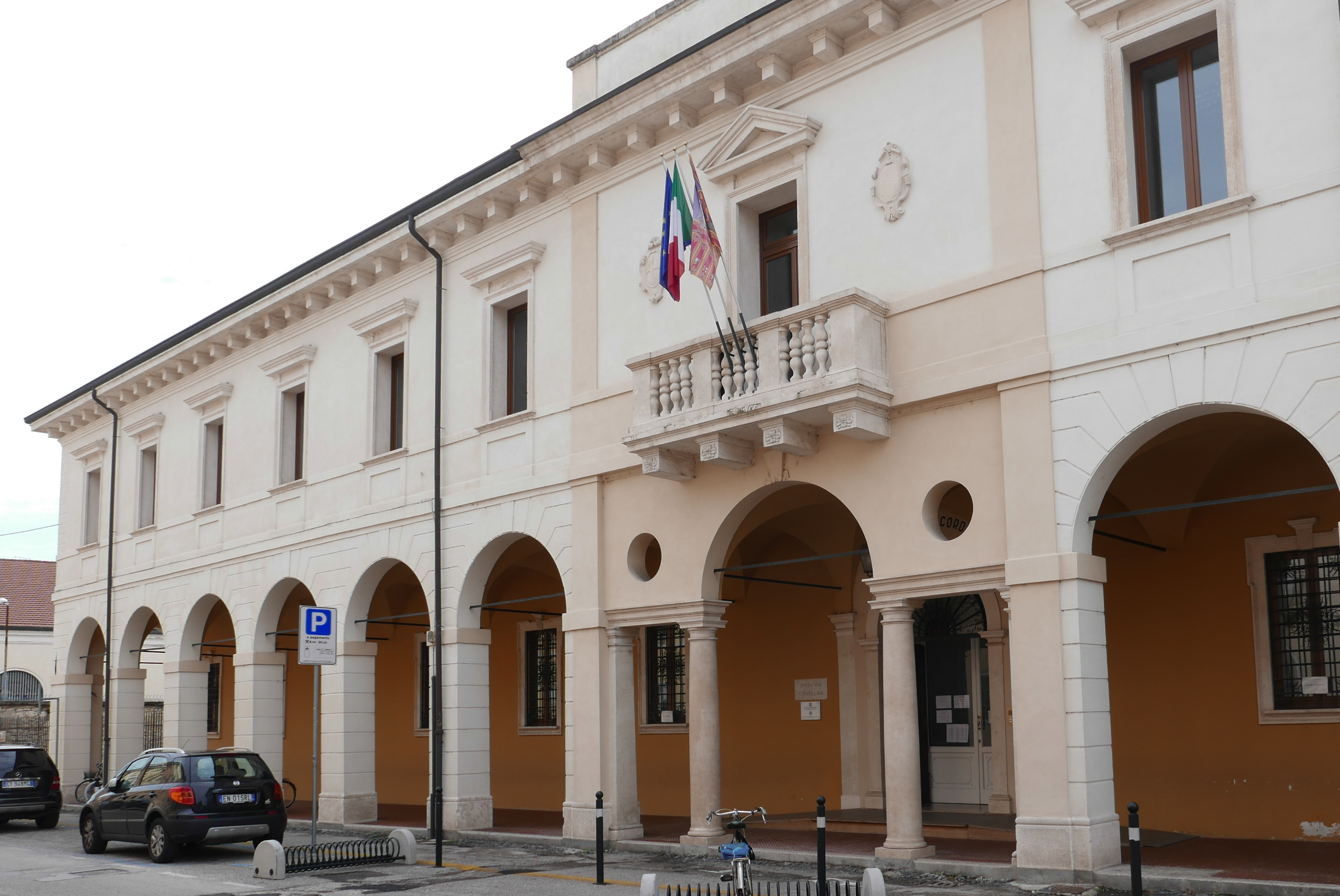
Ex-convento delle Dimesse a Porta Nova, sede dell'Opera Pia Cordellina

Con il suo testamento il conte Nicolò Bissari, erede della sostanza del nobile Lodovico Cordellina Molin, figlio del giureconsulto Carlo Cordellina, dispose che le sue proprietà - un notevole patrimonio, composto di terreni e beni immobili, i più significativi la Villa Cordellina situata a Montecchio Maggiore, residenza di campagna della famiglia, ed il Palazzo Cordellina, opera di Ottone Calderari e residenza della stessa famiglia in contrà Riale a Vicenza - fossero utilizzate in favore del piccolo collegio Cordellina, che da qualche anno era collocato all'interno dell'antico ospedale di San Marcello, per la realizzazione di una nuova sede più adeguata..
Questa fu individuata in un primo momento nello stesso palazzo Cordellina di contrà Riale, ma che ben presto fu venduto al Comune di Vicenza, il quale diede in cambio l'ex-convento delle Dimesse in contrà Santa Maria Nova, più consono alle esigenze e necessità di spazi dell'Istituto. 
Dopo i necessari adattamenti, qui si trasferì nell'ottobre del 1927 l'Opera Pia (che nel 1914 era divenuta IPAB). Mediante il testamento, il conte Bissari aveva dettato norme per l'amministrazione e il funzionamento del collegio convitto, precisando che l'opera era riservata a giovani di modeste risorse familiari idonei a frequentare gli studi superiori.
Ma ben poco durò questa istituzione, perché la migliorata nuova sede e l'antica fama di convitto modello non impedirono la sua rapida decadenza, soprattutto da quando si vollero imporre nuovi metodi educativi e furono chiamati alla direzione nuovi preposti: il collegio cessò di funzionare nel 1929 e l'edificio venne adibito dapprima ad usi militari e dopo l'ultima guerra mondiale a Centro dei profughi giuliano-dalmati, fino agli anni sessanta. Nel secondo dopoguerra, sia per la grande diffusione che ormai aveva avuto la pubblica istruzione che per la carenza di risorse, l'Opera Pia Cordellina ha limitato la propria attività alla concessione di borse di studio per studenti bisognosi e meritevoli.

#### L'Opera Pia "Levis-Plona"
L'istituzione ebbe inizio fin dal 1809 per la disponibilità dei fratelli Teresa e Andrea Levis, quest'ultimo titolare dell'omonimo negozio di sete per accogliere ed istruire alcune giovinette povere della città. Qualche decennio più tardi al nome dei Levis si aggiunse anche quello del filantropo vicentino Girolamo Plona (1777-1841), in ragione del cospicuo lascito testamentario alla Fondazione.
Dopo un primo periodo, trascorso dalle prime fanciulle nella casa della stessa signora Levis in contrà San Rocco, ed un successivo trasferimento nell'ex-convento delle Dimesse di Porta Nova, fu acquistato l'antico ex-convento dei Crociferi adiacente alla chiesa di Santa Croce, con il determinante sostegno di alcune donazioni in vita e della destinazione dell'intero patrimonio familiare da parte degli eredi della famiglia Levis, attuata nel 1843 in favore dell'istituzione. A Santa Croce furono quindi eseguiti i necessari lavori di restauro e di adattamento dell'immobile per creare il collegio convitto in favore delle fanciulle ritenute bisognose di assistenza e di istruzione.
L'amministrazione dell'Opera fu affidata, nel 1875, all'arciprete della Cattedrale e al parroco di Santa Croce. L'Opera Pia Levis-Plona con decreto reale del 2 marzo 1879 fu riconosciuta come Ente Morale. All'assistenza e all'insegnamento nella scuola materna e nella scuola elementare furono chiamate le suore Figlie della Carità, dette anche Canossiane, che vi rimasero fino al 1987. Negli anni Duemila vi funzionano ancora, dirette da personale laico, una scuola d'infanzia e scuola primaria paritaria.

#### L'Opera Pia "Francesco Nado"

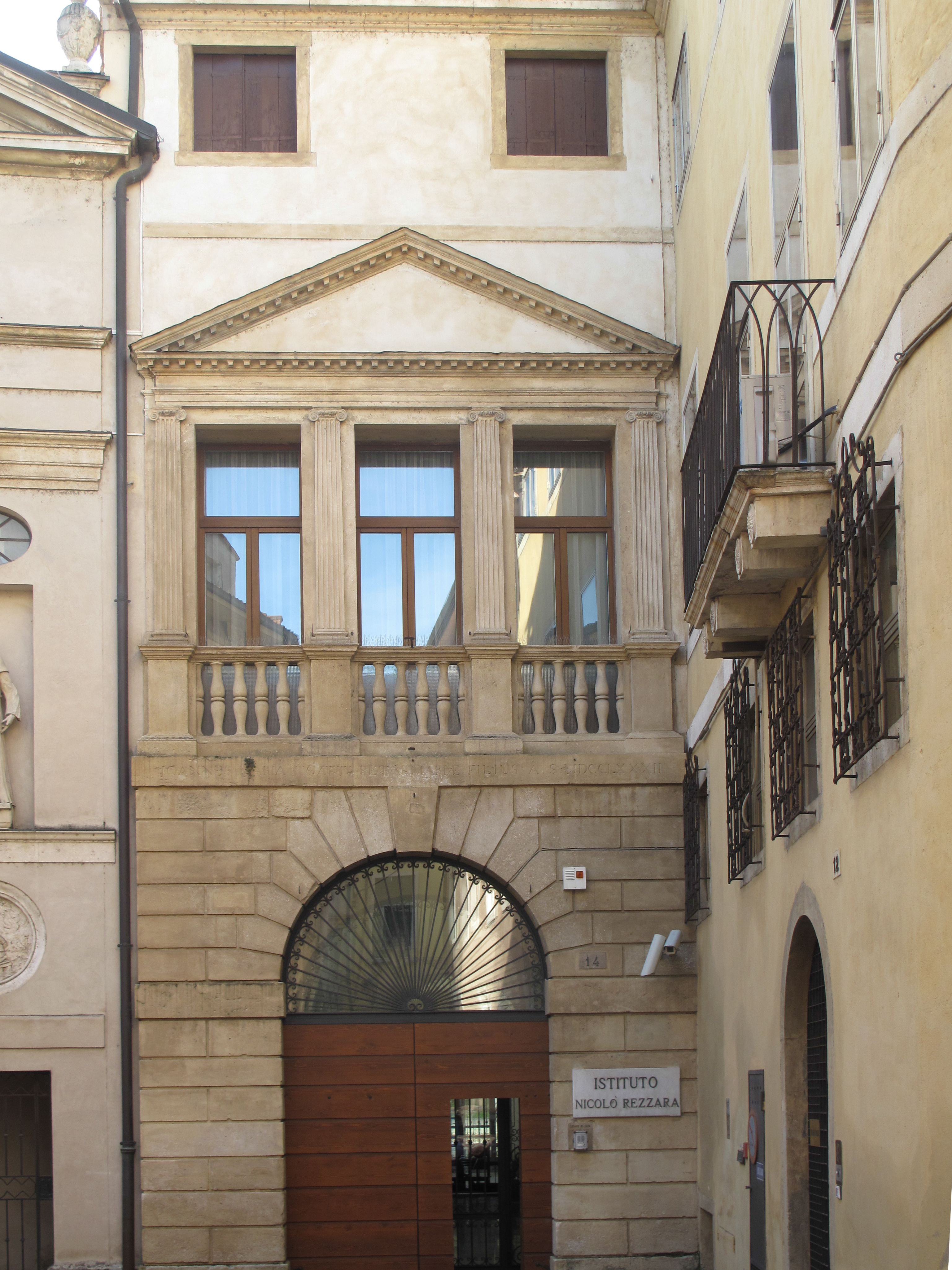
Madonna delle Grazie - Casa Pigatti - Sede dell'Opera Pia Francesco Nado

L'Opera Pia "Francesco Nado" - secondo lo statuto del 1813 - fu costituita per accogliere giovinette dai 6 ai 12 anni e per impartire loro un'adeguata educazione intellettuale e morale. A quelle di buona condotta era consentito rimanere in collegio fino ai 18 anni, a titolo gratuito per quelle povere, a retta ridotta o intera per le altre, in rapporto alle possibilità delle rispettive famiglie.
L'istituzione era stata voluta da "Francesco Nado, di professione doratore", il quale "volendo impiegare i frutti delle sue fatiche nel beneficiare, istituiva un collegio alle Grazie per alcune fanciulle povere che vengono mantenute e anco educate. Ottenne eziandio l'attigua chiesuola". Egli, con il suo testamento del 20 ottobre 1810, affidò ogni sostanza a don Giovanni Orlandi, parroco di San Pietro, il quale provvide alla realizzazione dell'istituto, interpretando il pensiero e la volontà del benefattore.
Santa Maria delle Grazie era uno dei tre conventi dei padri Gerolimini nel Vicentino che la Repubblica di Venezia aveva soppresso nel 1668 e che fu poi acquistato da Giovanni Maria Pigatti e successivamente da Francesco Nado. Dal 1945 la proprietà Nado fu affittata all'Azione Cattolica diocesana - che vi realizzò anche un pensionato studenti femminile - e con il canone d'affitto l'Opera Pia collocava le fanciulle assistite presso le Canossiane del Levis-Plona.
Dal 1977 negli ambienti di Santa Maria delle Grazie ha sede l'Istituto culturale di scienze sociali "Nicolò Rezzara", che vi svolge diversi corsi di formazione, gestisce un consultorio familiare e l'Università per gli adulti-anziani; il Rezzara ha pubblicato anche una serie di volumi sulle problematiche dell'adolescenza, intitolata a Nado: uomo e vita di relazione.

#### L'Istituto Farina

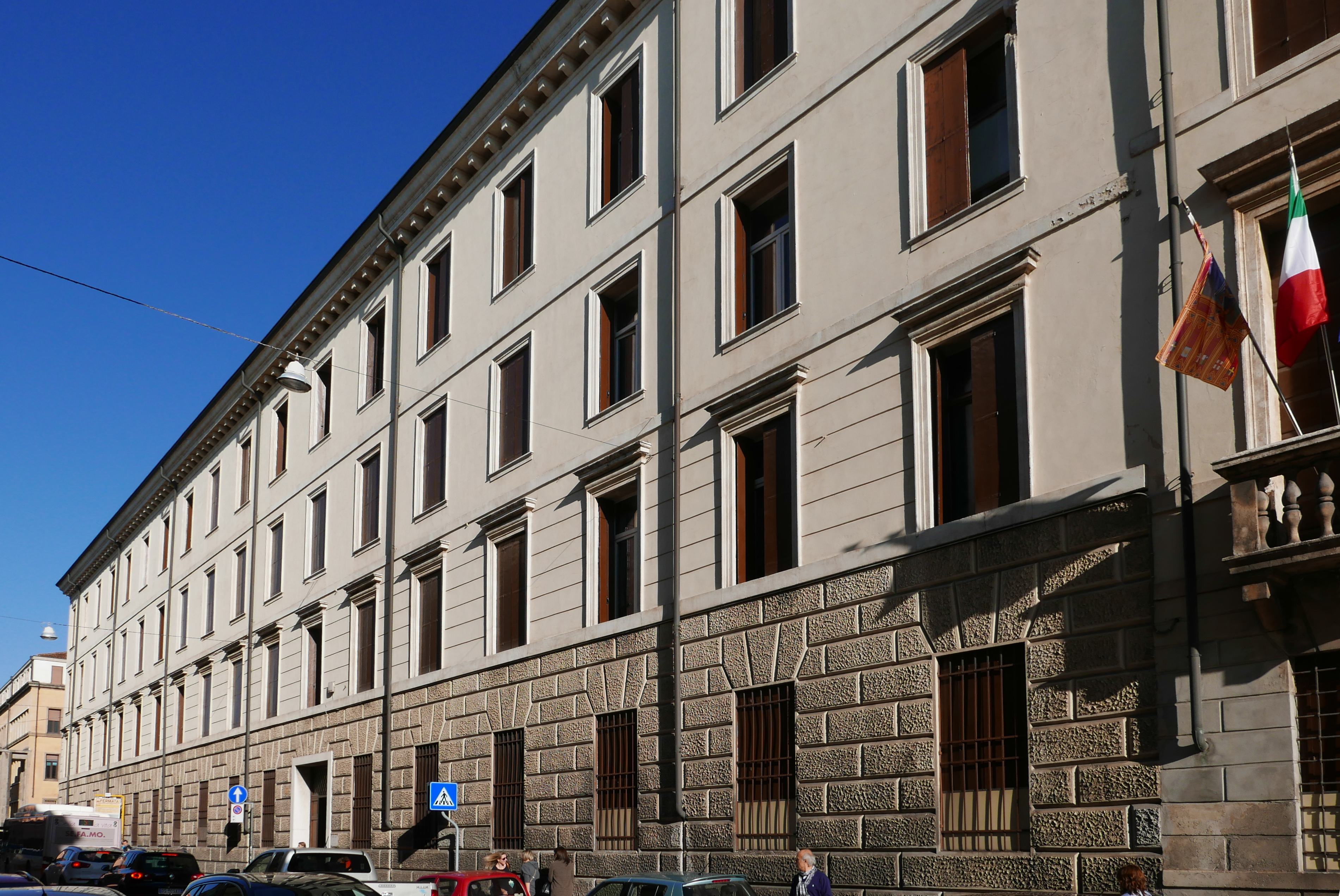
Istituto Farina delle Suore Maestre di Santa Dorotea Figlie dei Sacri Cuori

Questa istituzione sorse nel 1836 per iniziativa del sacerdote e professore del Seminario vescovile di Vicenza - divenuto in seguito vescovo di Treviso (1850-1860) e quindi di Vicenza (1860-1888) - Giovanni Antonio Farina, che nei primi dieci anni di sacerdozio prestava anche servizio come cappellano nella parrocchia cittadina di San Pietro. In questa parrocchia, costituita per la gran parte da famiglie operaie, nel 1827 era stata portata da don Luca Passi l'Opera di Santa Dorotea e, nel febbraio dell'anno seguente, era stata istituita la Pia scuola di carità per le fanciulle povere. Don Antonio Farina fin dagli inizi si prese a cuore l'Opera e nel 1831 la innestò nell'altra della Pia scuola che minacciava di estinguersi; fino al 1836 le maestre furono persone secolari non vincolate da voti, ma in quell'anno - sia per la difficoltà di trovare educatrici idonee e disponibili a tempo pieno, che per dare maggiore stabilità all'istituzione - Farina favorì la costituzione di un gruppo di tre nuove maestre, che vivevano in comune e alle quali dette una regola; era l'origine delle Suore Maestre di Santa Dorotea, figlie dei Sacri Cuori
Presi i necessari accordi con il vescovo Giovanni Giuseppe Cappellari e con le autorità civili, egli aprì la sua prima casa in contrà San Domenico e, grazie all'appoggio di alcuni benefattori, poté accogliervi le prime ospiti. Ad esse egli offrì, in un tempo in cui il ruolo della donna era spesso oggetto di emarginazione e di segregazione, un'educazione umanistica e morale, integrata da una formazione professionale necessaria a un dignitoso inserimento nella società. Qualche anno più tardi vi furono accolte, e seguite con appropriate tecniche didattiche, anche bambine cieche e sordomute.
In seguito le suore dorotee furono richieste anche in molte istituzioni pubbliche e private (ospedali, case di ricovero, orfanotrofi); la caratteristica fondamentale di queste religiose è di essere educatrici e formatrici in svariati campi di lavoro ai quali possono essere destinate.
Le dorotee dell'Istituto Farina conobbero, tra l'Ottocento e il primo Novecento, un notevole sviluppo: nel 1945 gestivano, presso la Casa Madre di contrà San Domenico, un educandato, una scuola elementare e una scuola per sordomute. L'"Effetà", l'opera di educazione delle sordomute iniziata dal Farina nel 1840 fu spostato nel 1969 nella sede di Marola; dal 1975 è divenuto un Centro Scolastico Integrato per alunni audiolesi e alunni udenti, per proseguire negli anni successivi nella accoglienza di alunni con altre disabilità. Esse risultavano presenti anche in molte altre istituzioni cittadine: l'ospedale civile (dal 1853), l'ospedale Psichiatrico (dal 1896), le case di ricovero di San Pietro (dal 1857) e di San Giuliano (dal 1887), l'orfanotrofio della Misericordia (dal 1894), il brefotrofio di San Rocco (dal 1857), la colonia Bedin-Aldighieri (dal 1922), le cucine economiche e i dormitori femminili di San Faustino (dal 1929), il seminario vescovile (dal 1889) e la casa del Clero (dal 1938). Sono presenti con le loro iniziative anche in numerosi paesi del Terzo Mondo.

#### Le Scuole serali
"Nel febbraio 1856 eransi incominciate le scuole serali per gli operai e agricoltori nelle stanze terrene dell'accademia olimpica, insegnando la fisica, la meccanica, la chimica, il disegno ecc. e cittadini addottorati, del patrio bene amorosi, ne porsero le lezioni".
Questa iniziativa faceva parte di una delle tante istituzioni scolastiche popolari serali e festive, sorte in città e nel territorio dopo l'annessione al Regno d'Italia, al fine di insegnare "a leggere, a scrivere e a far di conto", ma anche per l'ammodernamento delle varie attività produttive. Era infatti sentito questo bisogno d'istruire le classi lavoratrici per poter giovare alla loro condizione, ma anche per favorire lo sviluppo produttivo della società.
L'Accademia Olimpica promosse, accanto alle altre sue iniziative istituzionali, una serie di "Cattedre ambulanti di agricoltura" e una prestigiosa "Scuola di disegno e plastica" (1858), divenuta - grazie anche alla collaborazione delle amministrazioni comunali - una vera e propria Scuola d'Arte e Mestieri, qualificato centro di formazione professionale per artigiani.

### Altre iniziative del mondo cattolico vicentino
La prima metà dell'Ottocento, oltre alla fondazione di istituti già ricordati, vide alcune altre iniziative.

#### I "figli della carità"
Una fu quella del sacerdote Luigi Fabris che nel 1836 fondò nella propria casa un istituto di educazione dei ragazzi poveri e in disagio sociale che venivano chiamati berechini o figli della carità. L'iniziativa non durò più di un decennio, per mancanza di risorse che il Fabris non riusciva a recuperare anche per la sua reputazione di prete liberale.
Non ebbe sorte migliore il successivo tentativo di don Luigi Soave, che nel 1855 riprese il progetto del Fabris "proponendosi di raccogliere quei giovinetti poveri, che vanno errando per la città o vivono di elemosine e con furti commessi nelle vie e nelle campagne" e fondando per loro l'Istituto dei Derelitti; le autorità cittadine non intesero approvare e sostenere la nuova istituzione ritenendo inadeguato il suo progetto economico ed educativo alle reali necessità di quei ragazzi, i quali dopo appena tre anni si trovarono ancora sulla strada.
Qualche anno più tardi, il Comune di Vicenza - per tentare di risolvere il problema del disagio sociale minorile - chiese ai Figli di Maria Immacolata (o pavoniani), conosciuti come esperti educatori di giovani apprendisti, di aprire una casa per accogliervi ragazzi tra i 9 e i 14 anni, istruirli ed educarli, avviandoli ad un lavoro onesto. Dopo aver iniziato la loro opera nel 1860 in borgo Casale, nel 1864 utilizzarono una cospicua eredità per l'acquisto della villa Scroffa, in borgo Santa Lucia. Il progetto iniziò bene, con le spese correnti coperte dall'Amministrazione comunale, ma l'indomani del 13 luglio 1866, quando il Veneto fu annesso all'Italia i pavoniani, il cui orientamento politico era perfettamente in linea con quello dell'amministrazione filo-austriaca precedente, furono messi in fuga dalle manifestazioni dei liberali e abbandonarono precipitosamente il loro istituto, che così chiuse i battenti.

#### Le Conferenze di San Vincenzo
Nell'Ottocento, dopo la soppressione napoleonica delle corporazioni religiose, il mondo cattolico avvertì la necessità di riorganizzarsi con nuove e diverse iniziative in favore delle classi sociali più povere, nello spirito che l'aveva caratterizzato per secoli, ma più adeguate ad una realtà in continua trasformazione. La vita di nuove associazioni non fu facile neppure sotto il cattolicissimo Impero austriaco, sempre sottoposte ad un rigido controllo da parte della polizia, sospettosa che le riunioni assumessero anche valenza politica; l'unica associazione cattolica sopravvissuta fu l'antica confraternita del Santissimo Sacramento, diffusa in quasi tutte le parrocchie ma che, pur essendo finalizzata esclusivamente al culto eucaristico, fu ugualmente soggetta a sospetti e controlli.
A maggior ragione la stessa polizia vegliava attentamente sull'origine e sui primi sviluppi vicentini della Società delle Conferenze di San Vincenzo de' Paoli - una delle prime associazioni cattoliche laiche di Vicenza sorte in età contemporanea, all'indomani dell'epidemia colerica che aveva colpito la città nel 1855 - più che per le sue modestissime finalità sociali, e cioè l'assistenza domiciliare dei più poveri e dei malati, per la presenza nei suoi quadri direttivi di persone fortemente sospette per i loro noti sentimenti liberali e nazionali. Non mancarono infatti difficoltà e riserve dell'autorità di polizia austriaca di fronte alle liste dei soci che i vescovi Cappellari e Farina dovevano trasmettere per ottenere il nulla osta, prima che fossero spedite - come da statuto - ai Consigli Superiori di Venezia e di Parigi.
Certamente le Conferenze di San Vincenzo non si proponevano di risolvere il grave problema dei rapporti fra povertà e ricchezza, fra risentimento e sicurezza, ma - nello spirito del loro fondatore, Federico Ozanam  - di aprire gli occhi e il cuore dei benestanti sulle reali condizioni di vita delle folle dei poveri stipati in abitazioni insufficienti e malsane o addirittura privi anche di queste. Una particolare forma di assistenza fu quella promossa dalla contessa Drusilla dal Verme Loschi e costituita dalle signore vicentine unite nel sodalizio parallelo delle "Signore della Carità per il soccorso degli infermi e dei poveri a domicilio" al fine di assistere con le loro offerte e con le loro attenzioni.
La Società vicentina si articolava nelle tre Conferenze della Cattedrale, di Santo Stefano e di Santa Croce, coordinate da un Consiglio particolare.
In parrocchia di Santo Stefano sorse anche un'altra iniziativa di carattere religioso e sociale: una sezione delle Congregazioni Mariane fondate dai Gesuiti allo scopo di formare elementi scelti per la vita domestica, civile e professionale.

#### Gli asili per l'infanzia
Il primo Asilo di Carità per l'Infanzia fu promosso da don Giuseppe Fogazzaro, sacerdote, patriota e professore nel Seminario vescovile, che il nipote Antonio ricorda con deferenza nel suo Piccolo mondo moderno. Egli istituì un'apposita commissione direttiva, che il 28 aprile 1839 inviò un messaggio ai concittadini per annunciare il progetto della fondazione, anche in Vicenza, del primo Asilo per l'Infanzia, modellato sull'esempio di altre città, sulla falsariga pedagogica e didattica del maestro Ferrante Aporti di Cremona. L'iniziativa mirava ad offrire all'infanzia un'adeguata assistenza ed educazione morale ed intellettuale, insieme con il sollievo e l'aiuto alle rispettive famiglie.
Così il 20 luglio 1839 si inaugurava, in alcuni locali in piazza dell'Isola, il primo Asilo per l'Infanzia con una quarantina di bambini provenienti dalle famiglie più povere della città. Il loro numero si accrebbe rapidamente, tanto che si rese necessaria per le fanciulle la collaborazione delle suore dorotee, tra le quali si distinse suor Cecilia Zanotelli, che sostituì la maestra inviata temporaneamente dall'Aporti a Vicenza.
Negli anni che seguirono l'annessione del Veneto all'Italia, l'istituzione vicentina del Fogazzaro ebbe larga diffusione in città ed in provincia, grazie anche all'appoggio determinante di vari istituti religiosi femminili. A Vicenza la prima risposta positiva a questa esigenza fu quella data dall'Istituto Farina, con l'educandato e un primo asilo aperto fin dal 1836 nella casa madre in via San Domenico. Sulla scia di quell'esperienza pilota, molte parrocchie si dotarono di ambienti e personale − quasi sempre religioso - per poter offrire alle famiglie questo servizio. In parrocchia di San Marco giunsero con il loro primo asilo le Dame Inglesi nel 1837; le seguirono nel 1875 le Suore delle Poverelle con il loro asilo in parrocchia di Araceli e dieci anni dopo anche nell'Istituto Palazzolo a Santa Chiara. Sempre nel 1875 le Canossiane sostituirono il personale laico nell'Opera Pia "Levis Plona".
Tra le diverse esperienze, particolarmente interessante quella di Anna Maria Piccoli Cariolato a sostegno dell'Asilo rurale di Bertesina, sorto e condotto con il progetto didattico e pedagogico di Friedrich Fröbel nel 1871.

#### L'Istituto di Santa Chiara delle Suore delle Poverelle
Questo istituto sorse nel 1884 nella sede dell'ex-convento delle clarisse, abbandonato da molti decenni dopo la soppressione napoleonica, in parrocchia di Santa Caterina per iniziativa della Conferenza di San Vincenzo de' Paoli, allo scopo di provvedere seriamente anche all'accoglienza e all'educazione di numerosi bambini orfani o trascurati dalle loro famiglie.
Per gestirlo furono chiamate le suore delle poverelle di Bergamo, esperte educatrici, già presenti a Vicenza in Borgo Santa Lucia, dove nel 1875 avevano aperto una scuola di lavoro, un oratorio femminile molto frequentato, prestavano servizio in parrocchia e visitavano gli infermi. A Santa Chiara esse aprirono un oratorio, un asilo infantile e una scuola elementare per una settantina di bambini e ragazzi, ai quali veniva fornito anche il pranzo a mezzogiorno. L'Istituto di Santa Chiara divenne presto - grazie all'aiuto concreto della San Vincenzo e di numerosi benefattori - un centro di attività ricreative e culturali: filodrammatica, banda musicale, cinematografo, gruppo dei "Re Magi" e altro.

#### Gli Oratori parrocchiali e i Patronati

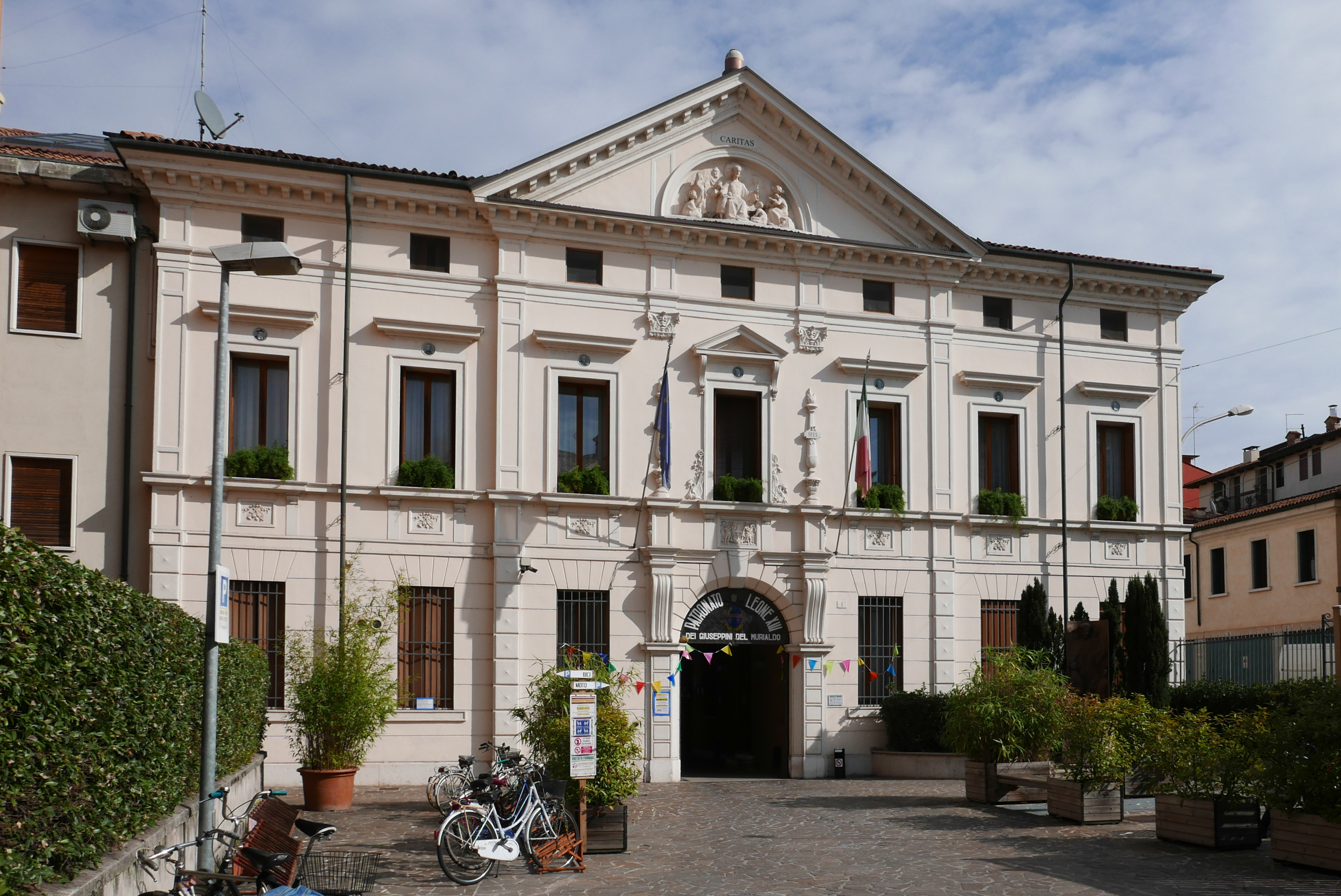
Il Patronato Leone XIII, presso ponte Pusterla.

L'istituzione degli oratori parrocchiali a Vicenza è collegata al clima politico e sociale degli anni successivi all'unificazione nazionale, nell'ambito del movimento cattolico preoccupato - con venature spesso intransigenti - di proteggere e sostenere i valori e le tradizioni religiose in una società di ispirazione liberale e talora anche massonica avviata verso la secolarizzazione.
In varie parrocchie nacquero così gli "oratori" dove, accanto all'insegnamento religioso e morale, si offrivano ai giovani occasioni di letture, giochi, gite, esibizioni teatrali, filodrammatiche, corali e strumentali, attività sportive. Venivano anche organizzati doposcuola per i più piccoli, corsi di addestramento professionale per le ragazze (le "scuole di lavoro") e per i giovani apprendisti.
A Vicenza il primo di questi fu l'oratorio femminile gestito dalle Suore delle Poverelle in Borgo Santa Lucia; presto si svilupparono analoghe iniziative anche in altre parrocchie, specialmente per i ragazzi, come a Santo Stefano, a San Marcello dei Filippini, a San Felice.
Un'istituzione particolare fu il "Patronato Leone XIII", sorto nel 1890 presso ponte Pusterla, la cui capacità di attrazione andava al di là della parrocchia di Santo Stefano e aveva un raggio di azione cittadino. L'opera fu affidata ai padri della Pia Società di San Giuseppe di Leonardo Murialdo, comunemente noti come "Giuseppini", ed esordì con un impegnativo programma di assistenza ai giovani apprendisti, spesso esposti a logoranti orari e ambienti di lavoro e quindi bisognosi di una formazione e di un'istruzione tecnica adeguata.

### Le Società di mutua assistenza

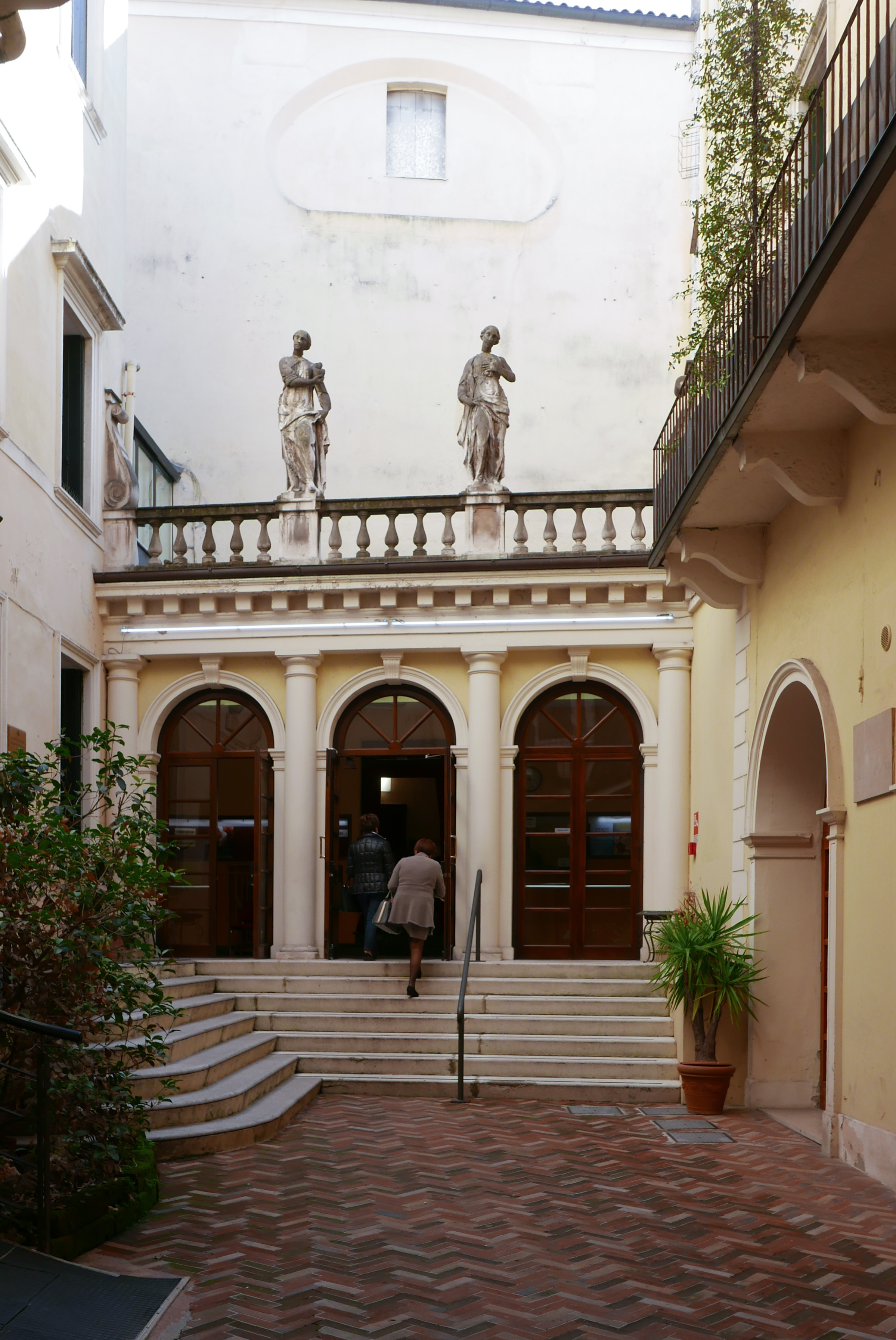
Sede della Società Generale di Mutuo Soccorso, in corso Palladio.

Nella seconda metà dell'Ottocento Vicenza e la sua provincia furono teatro di un notevole sviluppo economico dovuto ad attività industriali e artigianali, che comportarono la crescita della popolazione operaia e delle rispettive famiglie e, contemporaneamente, l'aumento dei rischi dovuti agli incidenti sul lavoro e alle malattie causate dalle precarie condizioni abitative. L'aggregazione delle persone portò alla formazione di una coscienza di classe e alla maturazione di uno spirito solidaristico, che consentirono ai singoli di affrontare questi rischi; nacquero così - come un po' dappertutto nel Veneto - le Società di Mutuo Soccorso.
Il loro sorgere fu favorito anche dall'azione di persone illuminate della borghesia: talora erano gli stessi imprenditori che coglievano l'utilità di strutture organizzate e gestite secondo il principio della mutualità tra gli aderenti. Lo scopo principale delle Società era quello di fornire aiuto economico per affrontare malattie, vecchiaia, infortuni, decessi e altri eventi eccezionali, matrimonio compreso.
Una delle prime Società fu quella di Vicenza, fondata nel 1858 - ancora durante la dominazione austriaca, il cui governo diede malvolentieri l'assenso alla sua costituzione, per il sospetto che fosse un potenziale focolaio di rivendicazioni nazionali - e che ebbe tra i promotori il senatore Fedele Lampertico. Nata come Società di Mutuo Soccorso fra artigiani, in seguito accolse anche soci di altre categorie lavorative divenendo la “Società Generale di Mutuo Soccorso”.
Vent'anni dopo l'annessione del Veneto all'Italia le Società di Mutuo Soccorso ricevettero un'apposita regolamentazione che conferiva loro la personalità giuridica, definendo nel contempo i campi di intervento e i principali criteri di gestione. Esse furono le prime forme di auto-organizzazione delle classi sociali e delle categorie di lavoratori; dai principi classici di mutualità, solidarietà, uguaglianza e democrazia, nacquero successivamente le cooperative e i sindacati dei lavoratori. Nei primi anni del Novecento le Società di Mutuo Soccorso prosperarono, offrendo ampie garanzie di solidità ed integrità etica e morale.
Altre iniziative si svilupparono all'interno del movimento cattolico, che creò anch'esso Società di Mutuo Soccorso, Casse rurali operaie e agricole, Cooperative di consumo e di lavoro, Unioni professionali e Compagnie assicurative.
La "Società Operaia Cattolica" di Vicenza, costituitasi formalmente nel 1883 sebbene attiva già da un decennio, promosse nel dicembre 1884 delle Cucine economiche in grado di offrire giornalmente e gratuitamente 400 minestre agli indigenti della città. L'utilità pratica di quest'opera si rivelò soprattutto nel 1886, in occasione di una grave epidemia colerica, allorché nei mesi estivi venivano confezionate quotidianamente migliaia di razioni per i numerosi ammalati della città. Le cucine economiche continuarono la loro attività offrendo ogni giorno cibi con modica spesa.
Un'ulteriore iniziativa della Società furono i Dormitori economici. La loro sede fu inaugurata il 23 dicembre 1888, con 30 letti che divennero ben presto 40, e le presenze annue passarono dalle 5.000 del 1888 alle 13.000 del 1893. Nel 1896 fu costituito il Segretariato del Popolo affinché gli operai, i poveri e i bisognosi in genere, tutte le persone di condizione disagiata, di qualsiasi opinione e paese, potessero avere gratuitamente consigli, consulti legali, arbitrati amichevoli, documenti e informazioni. All'assistenza sociale dei lavoratori provvedevano pure dall'inizio del Novecento l'Ufficio Comunale del Lavoro e L'Unione Emigranti, promossi dalla stessa Società per favorire operai ed emigranti nelle loro quotidiane necessità burocratiche, e rimasti attivi e operanti fino alla prima guerra mondiale.
Con la guerra 1915-1918 l'impegno preminente dei cattolici vicentini fu rivolto all'accoglienza e alla sistemazione dei profughi attraverso l'opera di vari comitati di volontari, coordinati dalla Prefettura e dalla Curia, all'appoggio offerto ai soldati e feriti, all'accoglienza e all'assistenza degli orfani, ai servizi di segreteria per le famiglie, per i soldati ed in particolare per i prigionieri di guerra.

## Dagli anni venti agli anni sessanta del Novecento
Una notevole ulteriore evoluzione di tutto il settore dell'assistenza - nel senso che divenne quasi esclusivamente laico e pubblico - avvenne durante il fascismo, che con una serie di leggi uniformò le istituzioni esistenti e, in poco tempo, ne creò di nuove su tutto il territorio nazionale, affidandone la gestione a Enti pubblici o addirittura alle organizzazioni fasciste.
Con i RR.DD. 413 del 1928 e 847 del 1937, lo Stato sostituì in ciascun Comune la Congregazione di Carità con l'Ente Comunale di Assistenza (ECA) che, per l'esercizio delle attività assistenziali avrebbe dovuto servirsi del fascio femminile. Anche dopo il 1945, seppure modificata in senso democratico la composizione dei consigli di amministrazione, gli ECA furono i principali enti cui rimasero affidate le funzioni assistenziali: la tutela degli interessi dei poveri del Comune e la loro rappresentanza legale, la gestione dei beni destinati ai poveri (lasciti e donazioni), l'adozione di provvedimenti per la tutela degli orfani e dei minori abbandonati, e altre funzioni ancora. Tutto questo finché, con il D.P.R. 616 del 1977, furono sciolti gli ECA e tutti gli enti assistenziali più specializzati ancora esistenti e le funzioni passarono totalmente ai comuni, con l'evoluzione in Istituti Pubblici di Assistenza e Beneficenza (IPAB).
Questa impostazione - strutture pubbliche regolamentate e dirette a livello nazionale - iniziò, come si è detto, con il fascismo ma continuò anche dopo la sua caduta e nel secondo dopoguerra. All'indomani della liberazione, affermatasi la democrazia, le libere associazioni poterono rinascere e riprendere la propria attività; nel caso di Vicenza - e del Veneto in generale - si ebbe una forte ripresa del movimento cattolico-sociale, con la creazione di numerose associazioni e di iniziative promozionali, seppur talora influenzate dal nuovo clima politico.

### La tutela della salute
L'ultima grande epidemia fu quella dell'influenza spagnola fra il 1918 e il 1920. Per curiosità, il primo allarme in Italia venne lanciato a Sossano nel settembre del 1918 da un medico militare che fece chiudere le scuole per una sospetta epidemia di tifo. Terminata la guerra qualche mese più tardi, la spagnola si diffuse rapidamente in quanto i reduci, tornando a casa, trasmettevano il virus ai civili fortemente debilitati dalle privazioni di quel periodo.
Dagli anni venti in poi lo stato generale di salute della popolazione migliorò radicalmente; lo testimoniano il rapido innalzamento dell'età media di vita, insieme con l'abbattimento dei tassi di mortalità e di mortalità infantile. Questo miglioramento fu sicuramente anche il risultato delle nuove conoscenze scientifiche - però l'impiego degli antibiotici e le estese campagne di vaccinazione vennero introdotti solo dopo la seconda guerra mondiale - ma soprattutto la conseguenza delle migliorate condizioni di vita: l'ampliamento e la salubrità delle abitazioni con la creazione di servizi igienici dapprima pubblici e poi privati, la più varia e ricca alimentazione, l'educazione ad abitudini di vita più salutari, la prevenzione di malattie infettive come la malaria e la TBC. Cambiarono anche le cause prevalenti di mortalità: non furono più tanto quelle dipendenti da malattie infettive quanto piuttosto quelle cardiovascolari e tumorali.
Un ulteriore aspetto, a partire dal secondo dopoguerra, fu l'ulteriore sviluppo delle conoscenze in campo medico e farmacologico, dovuto anche al maggior impiego di risorse, derivanti dalla favorevole situazione economica. Ciò produsse non soltanto aspetti positivi sulla salute, attraverso uno sviluppo e una differenziazione dei servizi, ma anche alcuni negativi, come lo sviluppo di patologie iatrogene derivanti da una incontrollata diffusione e commercializzazione delle prestazioni sanitarie e dei farmaci.

#### Le istituzioni e le strutture sanitarie
In provincia di Vicenza si svilupparono così ben dodici ospedali, ciascuno azienda a sé stante, che si contendevano le convenzioni con gli istituti mutualistici e proponevano, pubblicizzando i propri servizi, periodi di degenza anche per check-up preventivi. Il più importante fu naturalmente l'Ospedale Civile di Vicenza, che nel 1956 fu classificato come "Ospedale di prima categoria" e nel 1964 diventò "Ospedale regionale", con una decina di reparti ad alta specializzazione; a metà degli anni sessanta fu dato l'avvio ad un grande progetto di ristrutturazione complessiva e fu costruito il primo grande edificio del complesso, il "monoblocco".

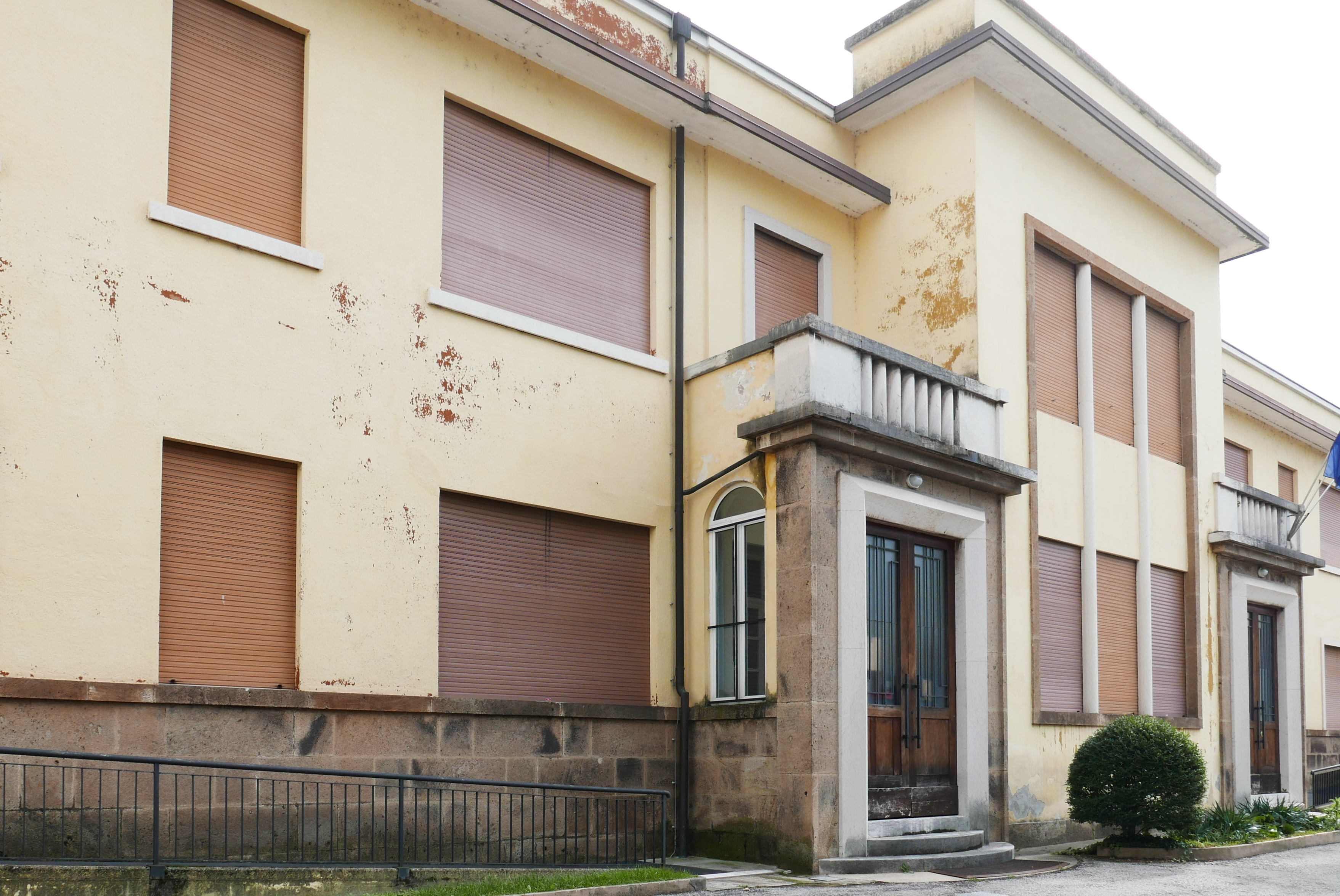
Ex-Dispensario TBC, poi Centro di servizi psichiatrici, oggi sede del CSM, Centro di salute mentale.

Totalmente separati dall'ospedale civile restarono gli Istituti Psichiatrici Provinciali, che ben poco cambiarono rispetto all'assetto che era stato loro dato all'inizio del secolo. Praticamente le sole novità furono la creazione del reparto neurologico e del servizio di elettroencefalografia, unici in tutta la provincia. Gli Istituti - organizzati come un villaggio quasi del tutto autosufficiente - ebbero la funzione di separare dal mondo esterno le persone con problemi riferibili a malattie mentali, ma anche deboli mentalmente, alcolisti, tossicodipendenti; durante tutto il periodo le presenze dei pazienti variarono tra 750 e 1700, superando in quest'ultimo caso la capacità ricettiva.
Fin dalla metà degli anni venti lo Stato emanò una legislazione e promosse campagne per la lotta contro malattie infettive endemiche, come la malaria e la tubercolosi. A Vicenza fu creato il Consorzio Provinciale Antitubercolare, che svolse una notevole attività di prevenzione, cura e riabilitazione, fino al suo assorbimento nelle Unità Locali Socio-Sanitarie dopo la riforma.

### Le istituzioni educativo-assistenziali
"Aria, sole, bimbi sani". 

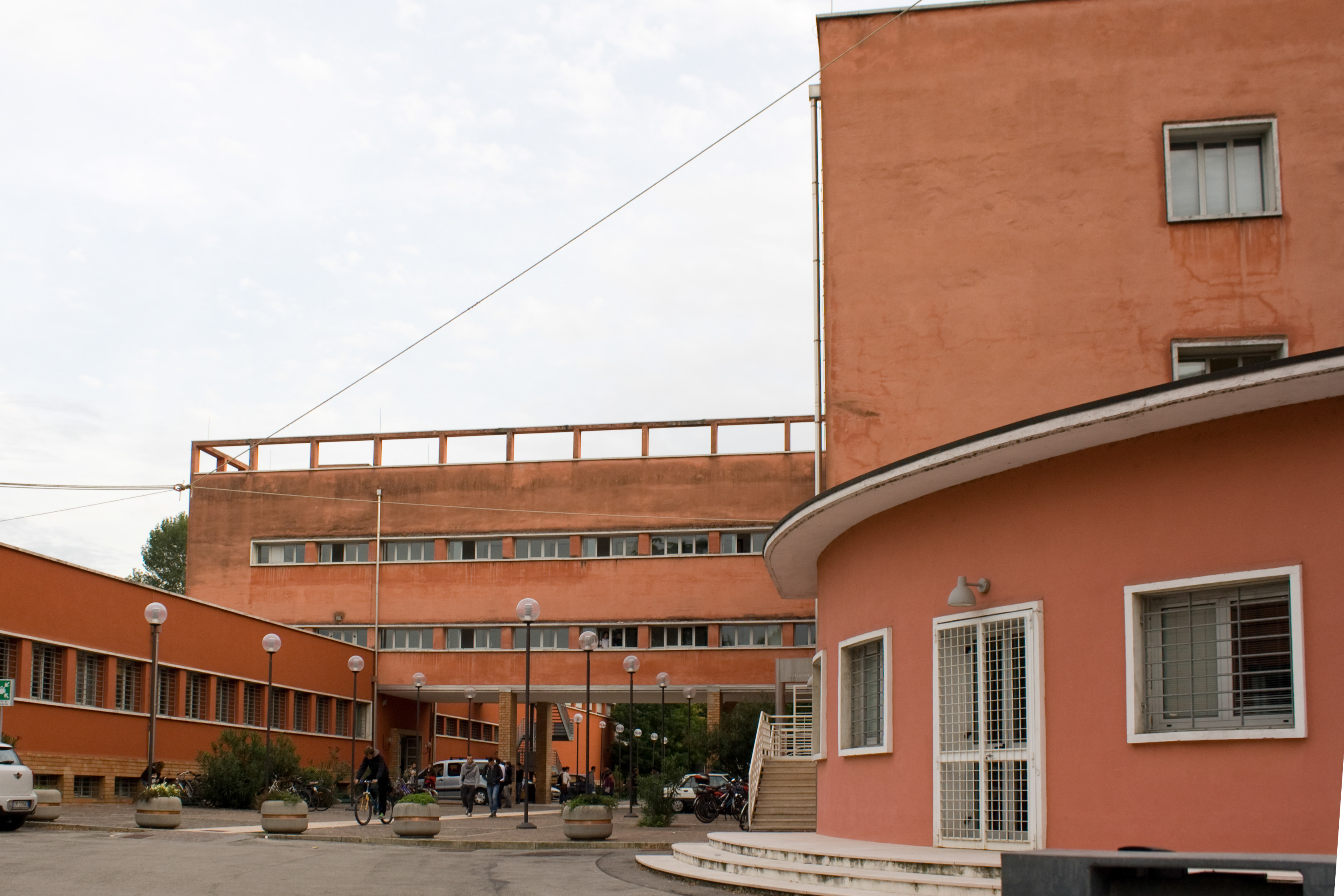
Ex Sede dell'Opera Nazionale Balilla e della GIL, oggi sede universitaria.

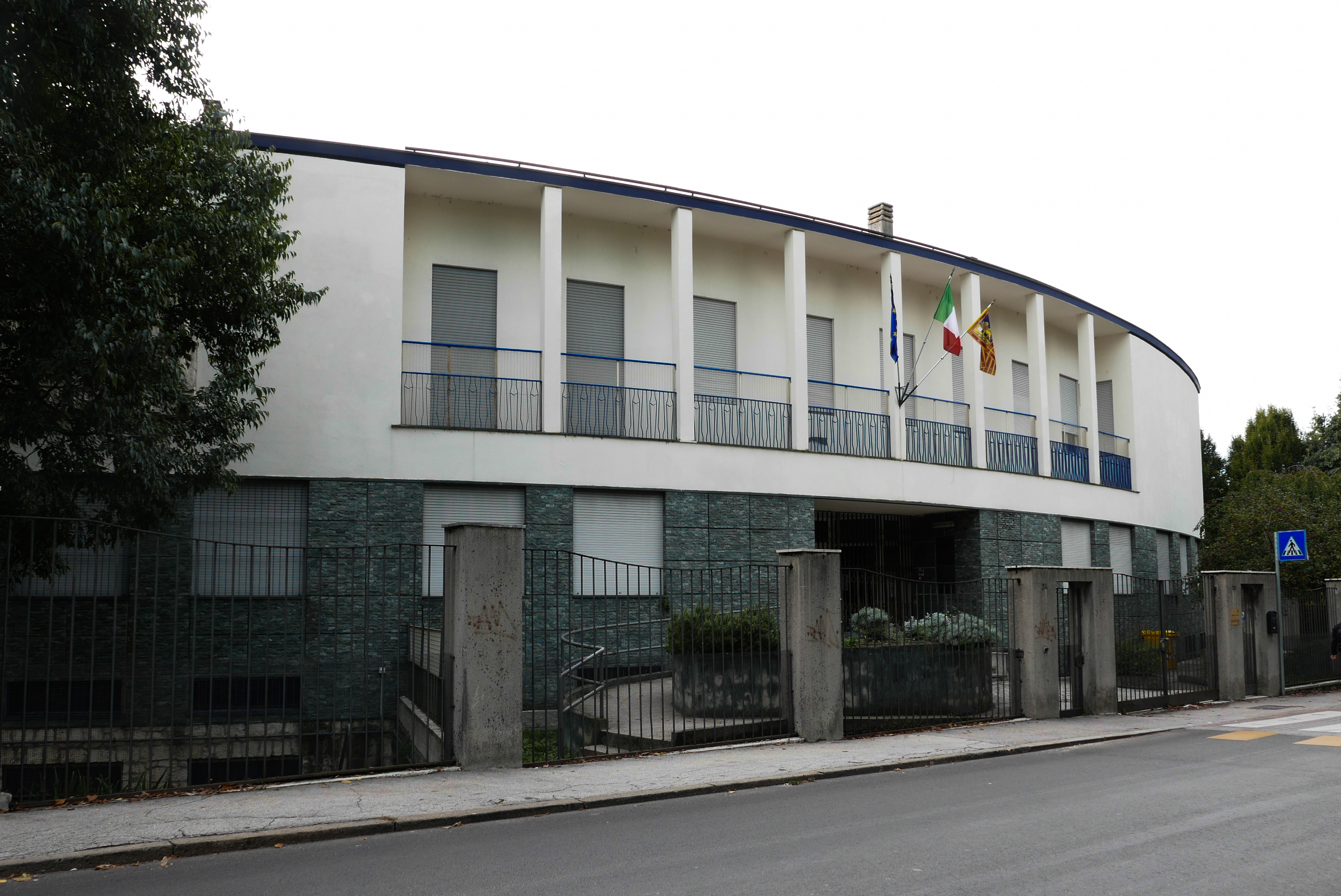
Ex Casa della Madre e del Bambino e ONMI.

Oltre a quello igienico-sanitario - bonifiche del territorio, prevenzione, igiene delle abitazioni - altri settori nei quali lo Stato fascista si impegnò furono quello materno-infantile e quello educativo. Già nel 1923 furono emanate leggi a protezione della maternità e dell'infanzia e per la riforma della scuola, nel dicembre 1925 fu istituita l'Opera nazionale maternità e infanzia (ONMI), articolata in tutta Italia in una fitta rete di Comitati di Patronato, di consultori ostetrici e pediatrici, asili nido, dispensari di latte, refettori materni e Case della Madre e del Bambino; attraverso migliaia di medici, assistenti sanitarie visitatrici, patronesse, patroni, l'Opera forniva servizi sanitari e assistenziali ed esercitava controlli anche a domicilio.
Anche a Vicenza l'ONMI istituì servizi consultoriali e la Casa della Madre e del Bambino in piarda Fanton. Vicino ad essa, verso la metà degli anni trenta, tutta la zona fu bonificata e furono create scuole (elementari, medie e magistrali) e un complesso in cui trovarono sede l'Opera Nazionale Balilla (ONB) e i Fasci giovanili di combattimento per l'attività sportiva, confluiti nel 1937 nella Gioventù Italiana del Littorio (GIL).

#### Il brefotrofio e gli orfanotrofi
Dopo che, nel 1925, fu istituita l'ONMI e fu emanata la normativa sugli infanti abbandonati, le relazioni annuali sul brefotrofio di San Rocco a Vicenza lo citano come un esempio di buona assistenza, dotato di personale professionale specializzato, di attrezzature sanitarie adeguate e anche di ambienti per attività ricreative. L'ONMI, oltre a svolgere funzioni di controllo, concorreva per un terzo alle spese di assistenza e forniva sussidi per libri e materiale didattico.

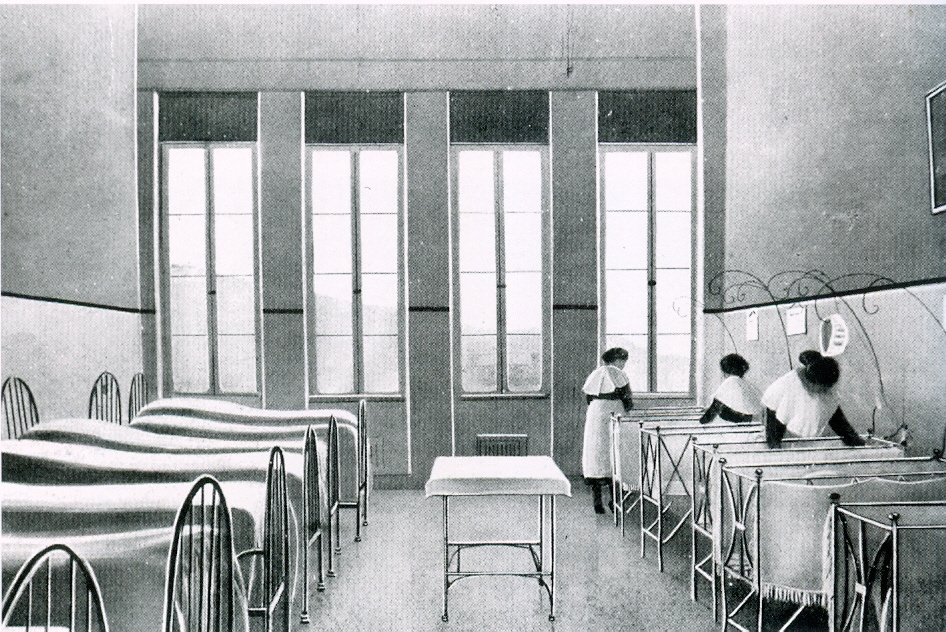
Dormitorio reparto lattanti
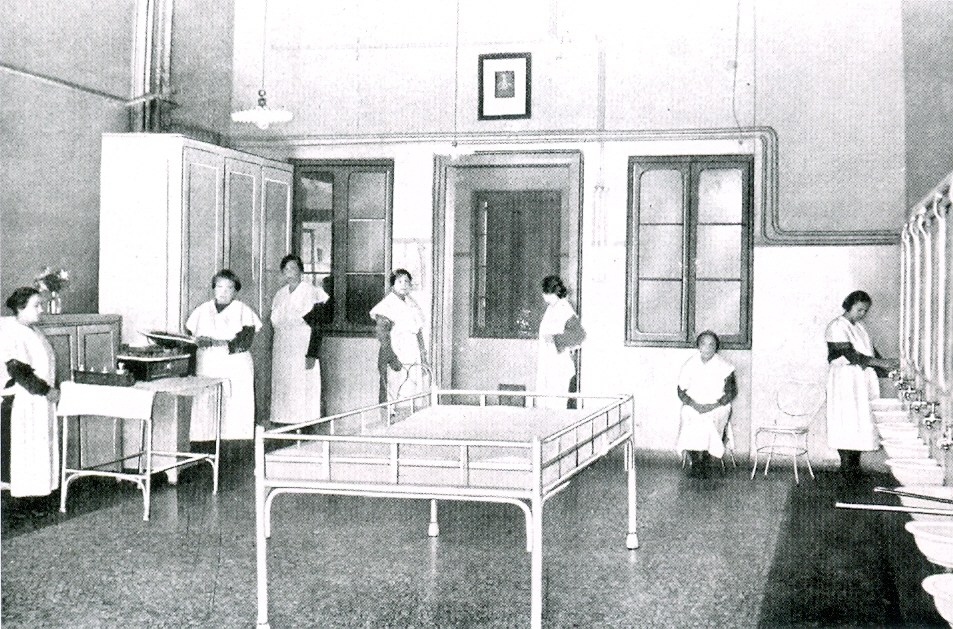
Sala allattamento
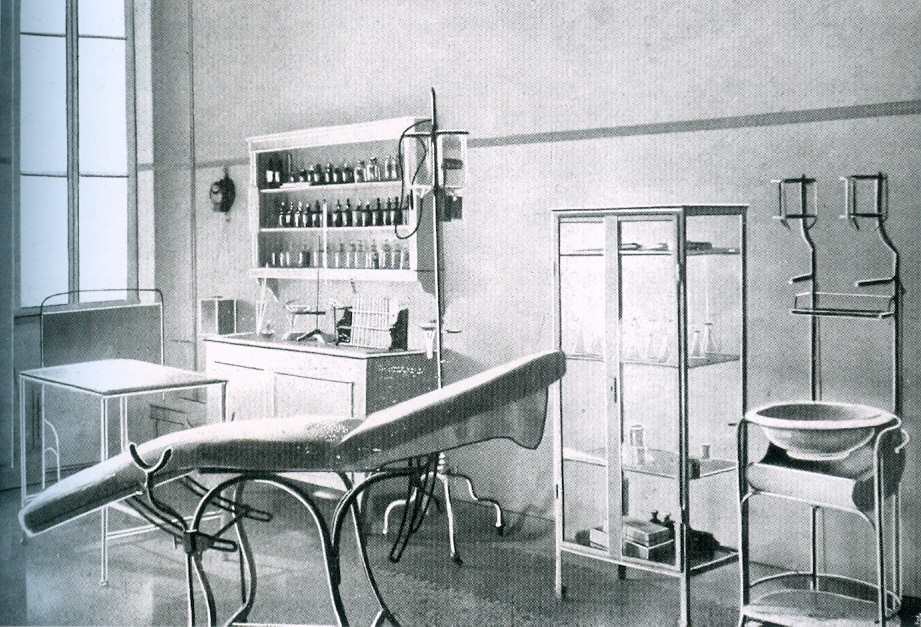
Sala medica
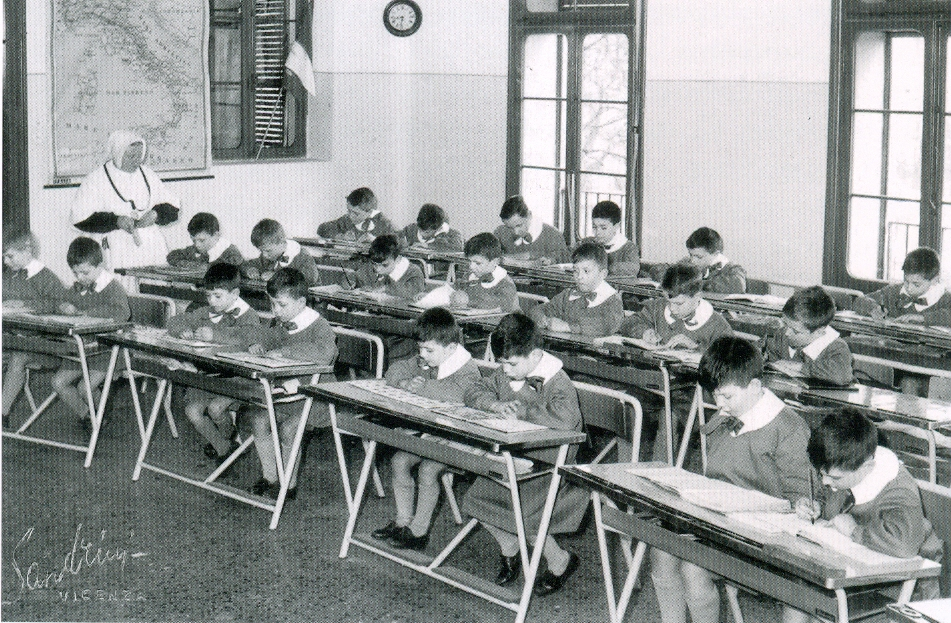
Sala doposcuola

Anche nel secondo dopoguerra continuò l'ammodernamento delle attrezzature e la formazione professionale del personale; nel 1958 il nome dell'istituto venne modificato in quello di Istituto Provinciale di Assistenza all'Infanzia (IPAI) della provincia di Vicenza. In quel periodo il numero di accoglienze subì un incremento di circa il 20%, non più però dovuto a ragioni di abbandono - i figli di ignoti rappresentavano ormai solo il 3-4% - ma al fatto che le madri nubili, pur riconoscendo il bambino, si trovavano in disagiate condizioni e senza lavoro.
Con gli anni sessanta cambiò anche l'impostazione complessiva del San Rocco: fu aperto, all'interno, un reparto gestanti nubili di 8-10 letti, dove venivano accolte le donne a partire dal quinto mese di gravidanza; esso assorbì l'iniziativa privata in favore delle gestanti nubili, promossa qualche anno prima da don Giovanni Zarantonello, cappellano dell'istituto, e denominata Casa della Gran Madre. Venne infine deciso di riservare l'istituto ai soli bambini inferiori ai 6 anni di età, trasferendo gli altri agli orfanotrofi della città e provincia, in modo da integrarli con i coetanei e togliere loro di dosso il marchio dell'illegittimità.
Anche gli orfanotrofi subirono nel tempo dei miglioramenti strutturali. Rimasero però molto frequentati, da minori effettivamente orfani - che non trovavano altra soluzione prima che nel 1967 venisse emanata la legge sull'adozione speciale - o collocati in istituto da genitori temporaneamente o definitivamente non più in grado di occuparsene; le ragioni erano diverse a seconda dei periodi: la povertà, le conseguenze delle guerre, l'emigrazione.
I più piccoli erano presso l'Istituto Cristofferi in Valletta del Silenzio, i fanciulli in età delle scuole elementari presso l'Istituto Palazzolo a Santa Chiara, le ragazze più grandi presso l'orfanotrofio della Misericordia che negli anni cinquanta venne trasferito nella nuova sede costruita ex novo sul monte Crocetta, fino alla chiusura definitiva dell'istituto deliberata nel 1965-1966. Nel 1943 l'orfanotrofio maschile di San Domenico - in seguito ad una cospicua donazione fatta dal barone Carlo Rossi - per desiderio del benefattore assunse il nome di "Istituto Maschile All. Uff. Pilota Alessandro Rossi"; nel 1949 l'assistenza degli ospiti fu affidata ai Figli della Divina Provvidenza di don Luigi Orione. Cessò di funzionare nel 1977.

#### Le istituzioni cattoliche
Nonostante il Concordato del 1929, il regime fascista cercò di avocare a sé il monopolio dell'educazione giovanile, sciogliendo le organizzazioni cattoliche e colpendo così quello che era il maggior interesse della Chiesa, alla quale venivano concessi soltanto la formazione e l'istruzione religiosa. A Vicenza nel 1931 gli squadristi devastarono la sede delle Associazioni cattoliche a Ponte Pusterla; in questa occasione il vescovo Rodolfi scrisse al segretario federale del Fascio una ferma lettera di condanna, che fu divulgata clandestinamente in tutta Italia.
Poté comunque continuare la sua opera la cattolica Società per gli Asili che, in collaborazione con il Comune di Vicenza, dopo aver istituito le scuole materne di "Santa Maria Maddalena" in contrà della Misericordia (nel 1901) e della "Fontanella" in via Nino Bixio (nel 1910), anche durante il fascismo poté creare la "Orazio Tretti" nel quartiere dei Ferrovieri e la "Antonio Fogazzaro" in via Nazario Sauro (entrambe nel 1923), la "Maria Pia di Savoia" in via Astichello (nel 1938).
Dalla fine della prima guerra mondiale alla fine della seconda nel Comune di Vicenza vennero create altre scuole materne - spesso affiancate da scuole di lavoro e da oratori femminili - dirette dalle Suore della Carità a Longara (dal 1919) e a San Felice (dal 1921); dalle Piccole Suore della Sacra Famiglia a Madonna della Pace (dal 1932), dalle Suore delle Poverelle a Polegge (dal 1923), all'Anconetta (dal 1930) e all'Istituto Cristofferi in Valletta del Silenzio (dal 1936).
Dopo la liberazione, si ricostituirono o ripresero vigore le associazioni cattoliche, silenti durante il periodo fascista. Gli oratori parrocchiali, oltre che luoghi di aggregazione, furono ricchi di iniziative di carattere formativo ma diedero anche un notevole contributo di assistenza ai giovani e alle famiglie. Nel 1945 erano operanti gli oratori maschili di Araceli, di Santa Croce ai Carmini, di San Marco, di San Pietro, della Madonna della Pace, animati dai cappellani delle rispettive parrocchie e da educatori locali, e quelli femminili di Santa Croce, di Santa Caterina, dell'Anconetta, della Madonna della Pace e di Polegge, sostenuti dalle suore dei locali asili.
Un'importanza particolare in città ebbe il Patronato Leone XIII che realizzò innumerevoli iniziative, oltre alle scuole e ai corsi di formazione professionale: la filodrammatica, la banda musicale, i gruppi sportivi, le mostre, il cineforum, il giornale, la San Vincenzo, l'associazione degli ex-allievi, gli scouts, i gruppi missionari e rappresentò un vivace punto di riferimento per i giovani e per le loro famiglie.

#### L'Istituto San Gaetano
Don Ottorino Zanon, nel 1940 cappellano in servizio presso la parrocchia cittadina di Araceli, colpito dalla povertà nella quale vivevano tante famiglie nella zona denominata "Le Baracche", cominciò nel 1941 a raccogliere nel sottopalco del teatro dell'oratorio alcuni ragazzi orfani e sbandati ai quali offriva un ambiente familiare, un'educazione cristiana e un'adeguata formazione professionale. L'esperienza crebbe e molti furono i ragazzi che si presentavano per avere un sostegno; da questa prima esperienza nacque l'Istituto - che prese il nome dal santo vicentino Gaetano Thiene - dove don Ottorino raccolse orfani convittori e ragazzi delle classi popolari per i quali aprì scuole medie, professionali, laboratori tipografici, meccanici, elettrici e di falegnameria.
Durante gli anni della guerra, quello che in città era oramai considerato un orfanotrofio divenne anche un rifugio sicuro per gli ebrei e ricercati che cercavano scampo alla ricerca nazista.
Per la formazione dei suoi collaboratori don Ottorino istituì una vera e propria famiglia religiosa, la "Pia società di San Gaetano" per l'assistenza dei giovani, per l'attività pastorale in parrocchia e per la missione, che ebbe nel 1991 il riconoscimento della Santa Sede come congregazione di diritto pontificio. Di fronte all'Istituto, sito in stradella Mora, fu costruita la "Casa dell'Immacolata" per la formazione dei futuri diaconi e missionari. Don Ottorino Zanon morì nel 1972 in seguito ad un grave incidente automobilistico, ma l'esperienza continuò attraverso i suoi confratelli.

### La mutualità

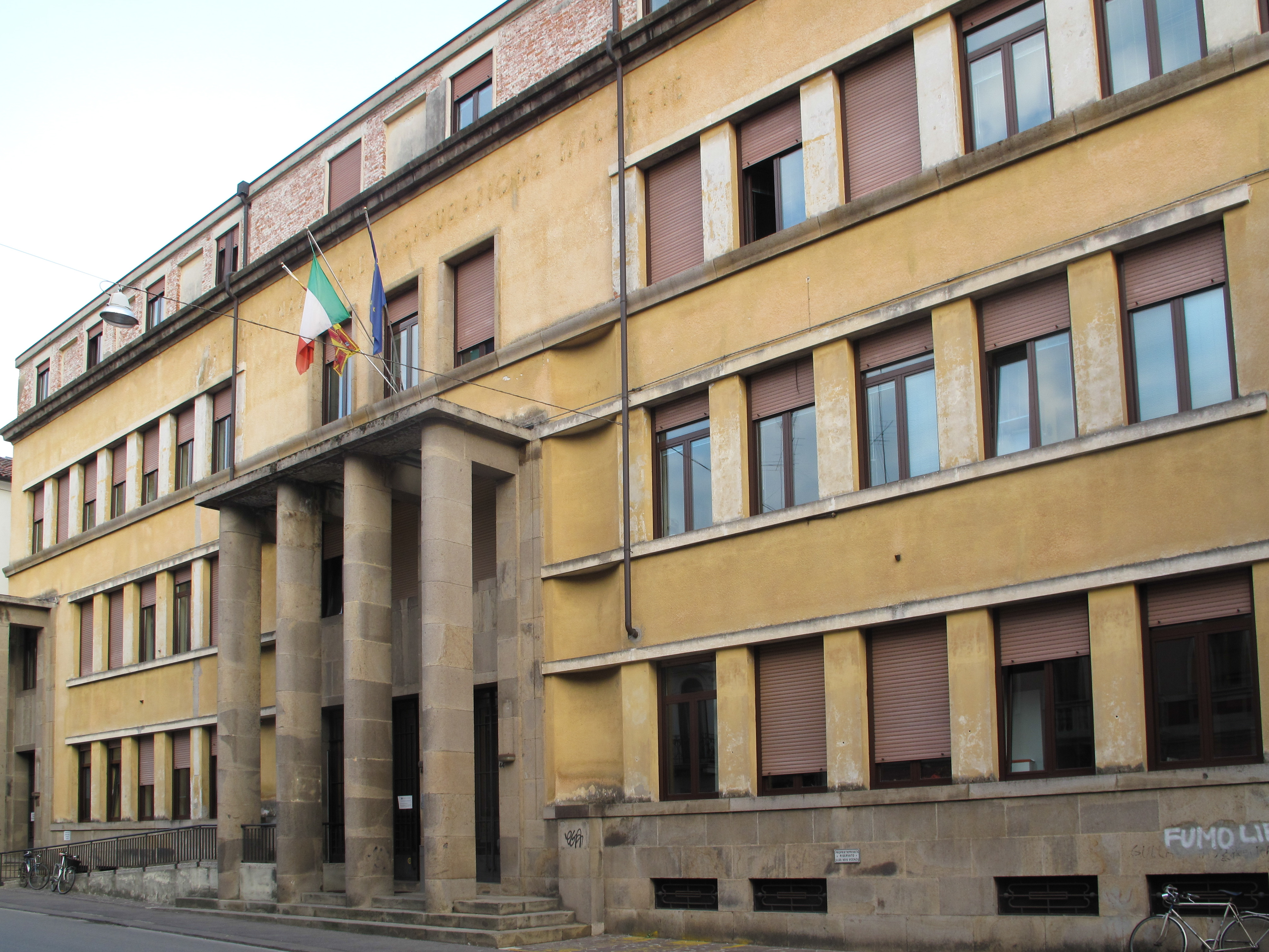
Sede dell'INAM, costruita ai tempi del fascismo

Nella prima metà del Novecento, ai servizi erogati dalle Società di Mutuo Soccorso si affiancarono quelli forniti dalle emergenti organizzazioni di massa sindacali e politiche. Con l'avvento del regime fascista il mutualismo operaio fu portato sotto il rigido controllo dello Stato e del regime; tutte le Società vennero commissariate e i loro patrimoni, artistici, storici ed economici vennero confiscati. Nel corso del ventennio, mediante una serie di decreti, furono create nuove istituzioni a livello nazionale che accorparono il fitto reticolo di casse, istituti ed enti di assicurazione sorti come iniziative locali tra l'Otto e il Novecento.
Questo sistema però cristallizzò le disuguaglianze fornendo a ciascuno una protezione commisurata ai contributi versati e alla posizione ricoperta nel mercato del lavoro; non tutta la popolazione aveva la copertura sanitaria - solo i lavoratori e i familiari a carico - e vi erano forti sperequazioni tra i beneficiari, che avevano accesso a diversi livelli qualitativi di assistenza, a seconda delle quote contributive versate. Questo sistema, quindi di tipo assicurativo e non sociale - lo Stato fascista aveva impostato la previdenza e la mutualità come espressioni del corporativismo, cioè all'interno di distinti ambiti lavorativi - durò per decenni, fin oltre alla riforma sanitaria del 1978.

## Dagli anni settanta del Novecento al giorno d'oggi
A partire dal 1970, l'approvazione di una serie di leggi nazionali e regionali condussero, seppure gradualmente, ad una complessiva riforma di tutto il sistema socio-sanitario-assistenziale. Una riforma dai contenuti molto avanzati - che puntava alla prevenzione, alla cura e alla riabilitazione - che doveva far fronte alle problematiche connesse al radicale mutamento delle condizioni di vita avvenuto negli ultimi decenni, ma che per essere attuata doveva contare sul fatto che il favorevole periodo di crescita economica sarebbe continuato, il che non avvenne.
A livello nazionale, le prime leggi di riforma furono quelle che istituirono i consultori familiari, che abolirono il reato di consumo di droga e considerarono la tossicodipendenza come un problema da curare, che abolirono i manicomi e infine la Legge 833/1978 che approvò la riforma sanitaria complessiva, aggregando tutti i servizi sanitari esistenti nelle Unità Sanitarie Locali.
Le Regioni a statuto ordinario appena istituite, dopo l'approvazione degli statuti e la creazione di un apparato amministrativo, cominciarono a produrre norme anche nei settori sanitario e sociale, ormai di propria competenza. La Regione del Veneto cercò di mantenere uniti i due settori nelle Unità locali - che vennero denominate Unità locali socio-sanitarie (Ulss) - ma, stante la forte opposizione dei Comuni, con la L.R. 55 del 1982 separò le funzioni, lasciando alle Ulss solo le tossicodipendenze, la disabilità e i consultori familiari e ai Comuni tutto il resto.

### L'Unità locale socio-sanitaria di Vicenza
Anche a Vicenza il 1980 segnò l'avvio della riforma sanitaria, con la nascita dell'Unità Sanitaria Locale (a quel tempo n.ro 8, ora n.ro 6). Attorno all'ospedale di Vicenza - cui venne aggiunto quello di Sandrigo - che restava comunque la struttura più importante e fornita di personale, ne furono aggregate altre più o meno consistenti: uffici e ambulatori mutualistici, ex-ospedale e ambulatori psichiatrici, consorzio antitubercolare, consultori familiari, servizio per le tossicodipendenze.
L'integrazione di questi servizi non fu facile: erano di ostacolo differenze culturali, di pratiche di lavoro, spesso anche pregiudizi reciproci nell'ambito del personale o nei confronti degli assistiti, in particolare tossicodipendenti o malati mentali; i nuovi servizi furono spesso collocati in ambienti marginali e lasciati carenti di risorse. Un clamoroso esempio fu quello di Laghetto: un complesso di sei padiglioni di concezione moderna, appena costruiti al grezzo dall'Amministrazione provinciale per trasferirvi l'ospedale psichiatrico, vennero lasciati per anni in stato di abbandono da parte dell'USL, che anche in seguito li ha utilizzati solo in parte per scopi secondari.

#### I Servizi psichiatrici
Nel 1983 l'Uls di Vicenza elaborò il progetto obiettivo "Tutela della Salute Mentale", finalizzato al superamento dell'ex-ospedale psichiatrico; la legge Basaglia infatti, cioè la Legge 180/1978, approvata in fretta e furia per evitare il referendum abrogativo, aveva eliminato i manicomi, senza peraltro prevedere alternative concrete. Nella vecchia struttura di San Felice vennero realizzati uffici sanitari e sociali incaricati di seguire il territorio, un centro diurno psichiatrico, le comunità terapeutiche residenziali protette e i poliambulatori. I centri di Igiene mentale e il Day Hospital trovarono invece spazio nell'edificio di contrà Corpus Domini - ex-dispensario antitubercolare - mentre in altri luoghi del territorio vennero realizzate piccole comunità e residenze familiari.

#### I Servizi sanitari privati
Fino alla riforma sanitaria gli ospedali erano concepiti come aziende in concorrenza tra loro, e il consiglio di amministrazione determinava l'ammontare delle quote di pagamento delle prestazioni. Con la riforma assunsero sempre più il carattere di servizio pubblico dipendente dalle decisioni regionali in tutto: dai piani e programmi di sviluppo allo standard di personale, del numero dei posti letto, dei tempi di ricovero, delle attrezzature, della rete di servizi che potevano offrire alla popolazione.
Anche se nel Veneto, e in particolare a Vicenza, la sanità pubblica rappresenta i tre quarti dell'offerta, negli ultimi decenni si è sviluppata notevolmente anche la sanità privata - cliniche, laboratori, servizi di riabilitazione, specialisti liberi professionisti - in parte convenzionata con le strutture pubbliche, in parte e sempre più utilizzata da chi preferisce pagare l'intera prestazione piuttosto che accodarsi in troppo lunghe liste di attesa.

#### I Servizi socio-sanitari per la disabilità e le dipendenze
A partire dagli anni novanta hanno registrato un forte sviluppo anche i servizi diurni e residenziali, privati e pubblici, per persone disabili e per tossicodipendenti. Sorti sul territorio già in precedenza, soprattutto per iniziativa delle associazioni dei familiari, in questo periodo la rete di servizi molto diversificata e diffusa su tutto il territorio ha ricevuto un forte impulso dalla legislazione sociale, dalla pianificazione e dal finanziamento regionale, ma anche dall'istituzione nel 1988 del Settore dei servizi sociali dell'Ulss, che ha avuto funzione propulsiva e di coordinamento.

### I servizi educativo-assistenziali

#### L'IPAI
Il vero cambiamento della politica sociale nei confronti dei minori in stato di abbandono o semi-abbandono - che per secoli erano stati allontanati dal tessuto sociale e relegati negli istituti - avvenne agli inizi degli anni settanta, quando cominciò a dare i suoi frutti la Legge 431 del 1967 sull'adozione speciale, la prima delle leggi che si susseguirono sull'adozione.
A Vicenza essa abbatté radicalmente il numero dei bambini presenti negli IPAI, il brefotrofio di San Rocco, 139 dei quali furono dati in adozione nei primi 4 anni di attuazione della legge stessa. Seguirono altre innovazioni all'interno dello stesso istituto: nel 1972 furono istituiti sei gruppi famiglia con piccoli appartamenti per una vita autosufficiente delle madri con i propri bambini; nello stesso anno fu istituito un asilo nido e, nei pressi, la scuola materna San Rocco, entrambi aperti ai bambini esterni e interni. La presenza in istituto, che dal 1970 si era ridotta mediamente a circa una trentina di bambini, negli anni seguenti divenne solo un momento transitorio di accoglienza in situazioni di emergenza, per il breve tempo necessario ai servizi sociali di trovare una sistemazione in ambito familiare. Ulteriori modifiche legislative da una parte, la possibilità di fruire di una rete di servizi sociali e sanitari sempre più efficienti dall'altra, portò infine all'estinzione dell'IPAI, che cessò di esistere nel 1993.

#### Il villaggio SOS
Nel secondo dopoguerra i villaggi SOS, ideati dall'austriaco Hermann Gmeiner per accogliere i bambini rimasti orfani e senza casa, si diffusero rapidamente in tutto il mondo. Anche a Vicenza, già nel 1968 erano state avviate azioni di sensibilizzazione e di solidarietà attraverso dibattiti, mostre, spettacoli e raccolta fondi per realizzare un progetto di questo tipo; nel 1973 fu costituita la Sezione veneta dell'Associazione nazionale amici villaggi SOS e nel 1977 fu fondata la cooperativa per la gestione del villaggio.
Finalmente nel 1981 il villaggio venne inaugurato, alla presenza del fondatore e delle autorità cittadine, e iniziò la propria attività con le prime quattro case, numero che raddoppiò nel giro di tre anni. Nel 1988, nell'ottica di allargare ulteriormente i servizi educativi, iniziò la ristrutturazione del rustico agricolo affacciato su viale Trieste. A mano a mano che i bambini crescevano si poneva il problema di dare risposta ai bisogni degli adolescenti e di quelli che raggiungevano la maggiore età. Nel 1990 iniziò quindi l'attività della prima Casa del Giovane e l'anno seguente vennero donati alcuni appartamenti vicini al villaggio che permisero di avviare i primi progetti di autonomia.
Qualche anno più tardi il progetto si differenziò ulteriormente con l'avvio, nel 1996, con l'apertura del centro diurno e, nel 2008, con l'avvio dal centro servizi a supporto della famiglia, l'attivazione di servizi di counseling, lo spazio per incontri protetti e il servizio di consulenza educativa. Nel 2000 in questo periodo sono oltre 100 i bambini e i ragazzi che hanno potuto beneficiare dell'accoglienza familiare del villaggio. Dopo il 2010 le porte si sono aperte anche a mamme con i figli propri attraverso programmi specifici, come il nido in famiglia, il servizio di accoglienza papà-bambino, la casa protetta per donne vittime di violenza con figli. Il Villaggio SOS di Vicenza ha ottenuto diversi importanti riconoscimenti a livello nazionale e internazionale.
Dal 1973 il Villaggio SOS di Vicenza, pensato in origine come struttura di accoglienza, è oggi il centro di un vero e proprio programma di sviluppo per l'infanzia e per la famiglia, che attua interventi rivolti al bambino e ai genitori che mirano a sviluppare pienamente le potenzialità in un ambiente familiare.

#### L'Istituto Palazzolo
L'Istituto, che prosegue la sua attività di carattere educativo-assistenziale da oltre un secolo, negli ultimi decenni ha cercato di adeguare la propria offerta di servizio alle moderne necessità, entrando nella rete dei servizi pubblici per minori e persone disabili. Dopo la consistente ristrutturazione degli ambienti e degli spazi nell'anno 2000, i servizi offerti si rivolgono soprattutto a persone fragili che difficilmente troverebbero altra risposta e consistono in:
- servizi per persone disabili: due gruppi residenziali di donne e un progetto autonomia;
- una comunità–alloggio per ragazze preadolescenti ed adolescenti e una per donne giovani, in genere provenienti dal Sud Italia, per motivi di lavoro e di studio; una pronta accoglienza educativa per mamme con bambini, oppure donne sole, realtà aperta anche all'accoglienza di bambini o ragazze nomadi portati dalle Forze dell'Ordine;
- un servizio diurno per preadolescenti del territorio.

Nell'ottobre 2009, all'esterno dell'edificio è stata inaugurata la Culla per la vita - una riedizione moderna della Ruota degli esposti - sempre disponibile ad accogliere bambini che rischierebbero di venire abbandonati per le strade o nei cassonetti delle immondizie.

#### Le Scuole dell'infanzia
Le attuali Scuole dell'infanzia, fino a poco tempo fa Scuole materne, sono oggi veri e propri istituti scolastici, deputati alla formazione, alla socializzazione e alla preparazione alla scuola dell'obbligo dei bambini dai tre ai sei anni. Sono però il prodotto dell'evoluzione di istituzioni educativo-assistenziali che - alcune nate ancora nell'Ottocento o nella prima metà del Novecento come Asili - si erano rapidamente diffuse sul territorio nei primi due decenni del secondo dopoguerra, anche per dare un aiuto alle mamme lavoratrici.
A Vicenza e in tutta la provincia, la maggior parte di queste Scuole sono di ispirazione cristiana e paritarie ai sensi della legge 62/2000, gestite da congregazioni religiose, parrocchie, enti morali, associazioni di genitori, fondazioni; fanno parte della Federazione Italiana Scuole Materne (FISM).

### L'assistenza agli anziani

#### L'IPAB Proti Salvi Trento
Oltre ai tre istituti storici per anziani e poveri, ricordati nelle sezioni temporali precedenti, verso la fine del Novecento in città erano presenti una quarantina di altre istituzioni di minor consistenza, tutte finalizzate all'assistenza alle persone anziane ma con servizi e funzioni diverse. Nel 1986 iniziò un percorso di aggregazione di queste realtà, con la creazione del Raggruppamento Ipab di Vicenza, per razionalizzare e ridurre i costi di amministrazione, percorso conclusosi il 1 febbraio 2003 con la nascita di un Istituto pubblico di Assistenza e Beneficenza, denominato "Proti Salvi Trento" in omaggio ai tre personaggi più importanti nella storia delle istituzioni di carità e di assistenza a Vicenza.
Esso gestisce i seguenti servizi:
- la Residenza “Girolamo Salvi”, complesso costituito da più edifici[140] nella zona di Porta Padova, dotato di 285 posti letto; in esso vengono erogati servizi socio–sanitari a carattere residenziale a persone non autosufficienti, oltre a posti letto per persone in Stato Vegetativo Permanente e ad un nucleo a rilievo psicogeriatrico
- la Residenza “Ottavio Trento”, complesso edilizio il cui nucleo è il chiostro dell'ex convento di San Pietro e un corpo di fabbrica eretto negli anni settanta del Novecento, con 149 posti letto; anche in questo vengono erogati servizi socio–sanitari a carattere residenziale a persone anziane non autosufficienti
- la Residenza “San Pietro”, situata dirimpetto alla precedente, che ospita il Pensionato per anziani autosufficienti e un piccolo reparto per ospiti non autosufficienti, con 70 posti letto
- la Residenza Monte Crocetta, con 100 ospiti di cui 26 riservati a persone affette da malattia di Alzheimer e 32 ad anziani dimessi dall'ospedale che necessitano di un periodo di riabilitazione. Annesso alla Residenza vi è il Centro Diurno “Villa Rota Barbieri”, servizio semiresidenziale a valenza socio–sanitaria destinato particolarmente all'accoglienza di anziani affetti da sindrome di Alzheimer e al sostegno dei familiari, offrendo un supporto nella gestione quotidiana delle molteplici problematiche assistenziali
- la Residenza Proti, residenza protetta in pieno centro storico, con 51 appartamenti per l'accoglienza di persone anziane in condizioni di autosufficienza, che desiderano risiedere in un ambiente parzialmente protetto
- il Centro Diurno “Vittorio Bachelet”, un servizio semiresidenziale a valenza socio–sanitaria, situato nell'omonima via in una residenza colonica ristrutturata, che accoglie anziani non autosufficienti di grado medio-lieve che necessitano di tutela assistenziale, di mantenimento sul piano relazionale, funzionale e motorio
- la Residenza Parco Città, una struttura per anziani autosufficienti e non autosufficienti della fascia medio-lieve, che svolge attività di accoglienza anche temporanea e di sollievo; fornisce servizi alberghieri, assistenziali, medici, infermieristici, riabilitativi secondo gli standard regionali. Propone ai suoi utenti attività di animazione professionale a carattere riabilitativo

Nel 1996 le ospiti dell'Istituto Novello sono state trasferite in alcuni locali dell'Opera Pia "Levis Plona" in contrà Porta Santa Croce, mentre la sede storica dell'Istituto è stata acquisita dalla Casa del Clero di Vicenza, diventando una Residenza Sociale Assistita per sacerdoti anziani e infermi.